# Église Notre-Dame-de-l'Assomption de Champagne-sur-Oise
L'église Notre-Dame-de-l'Assomption de Champagne-sur-Oise est une église catholique paroissiale située à Champagne-sur-Oise, en France. Elle est connue pour l'architecture gothique élégante de sa nef, édifiée entre 1230 et 1240 environ sous l'influence des grands chantiers royaux parisiens. Sachant que saint Louis fonda lui-même une chapellenie dans l'église en 1239, il est permis de penser qu'il intervint lui-même dans la construction de l'église, dont les travaux s'étaient interrompus entre 1190 et 1230 environ. Les grandes arcades de la nef s'inspirent en plusieurs aspects du rond-point de l'abside de la basilique Saint-Denis, mais leur style reste traditionnel. Les parties hautes sont du meilleur style rayonnant ; le dessin des fenêtres hautes est emprunté de l'église basse de la Sainte-Chapelle ou de la cathédrale d'Amiens, et la façon dont elles sont réunies aux arcatures plaquées simulant le triforium fait l'originalité de l'église de Champagne-sur-Oise. Le transept et le chœur des années 1180-1190 sont également d'une architecture de qualité, même si l'exigüité du chœur peut étonner. Les parties les plus intéressantes sont les deux absidioles plus anciennes et encore empreintes du style roman, construites avec grand soin. La croisée du transept a été remaniée à la fin du XVe siècle dans le style gothique flamboyant, et ses piles ont été munies de frises représentant, outre des motifs végétaux, des animaux parfois fantastiques et des personnages effectuant des gestes de la vie quotidienne. L'élément le plus remarquable issu du remaniement est le tref sous l'arc triomphal, même s'il a perdu ses statues. L'église a été classée monument historique assez tôt par liste de 1862. Elle se trouve alors dans un état critique, et sa restauration à partir de 1870 a été trop radicale sur les parties extérieures, qui ont perdu leur authenticité. Le clocher gothique à deux étages de baies n'a heureusement rien perdu de son élégance. Richement décorée, léger et élancé, il compte parmi les clochers gothiques les mieux réussis du département.

## Localisation

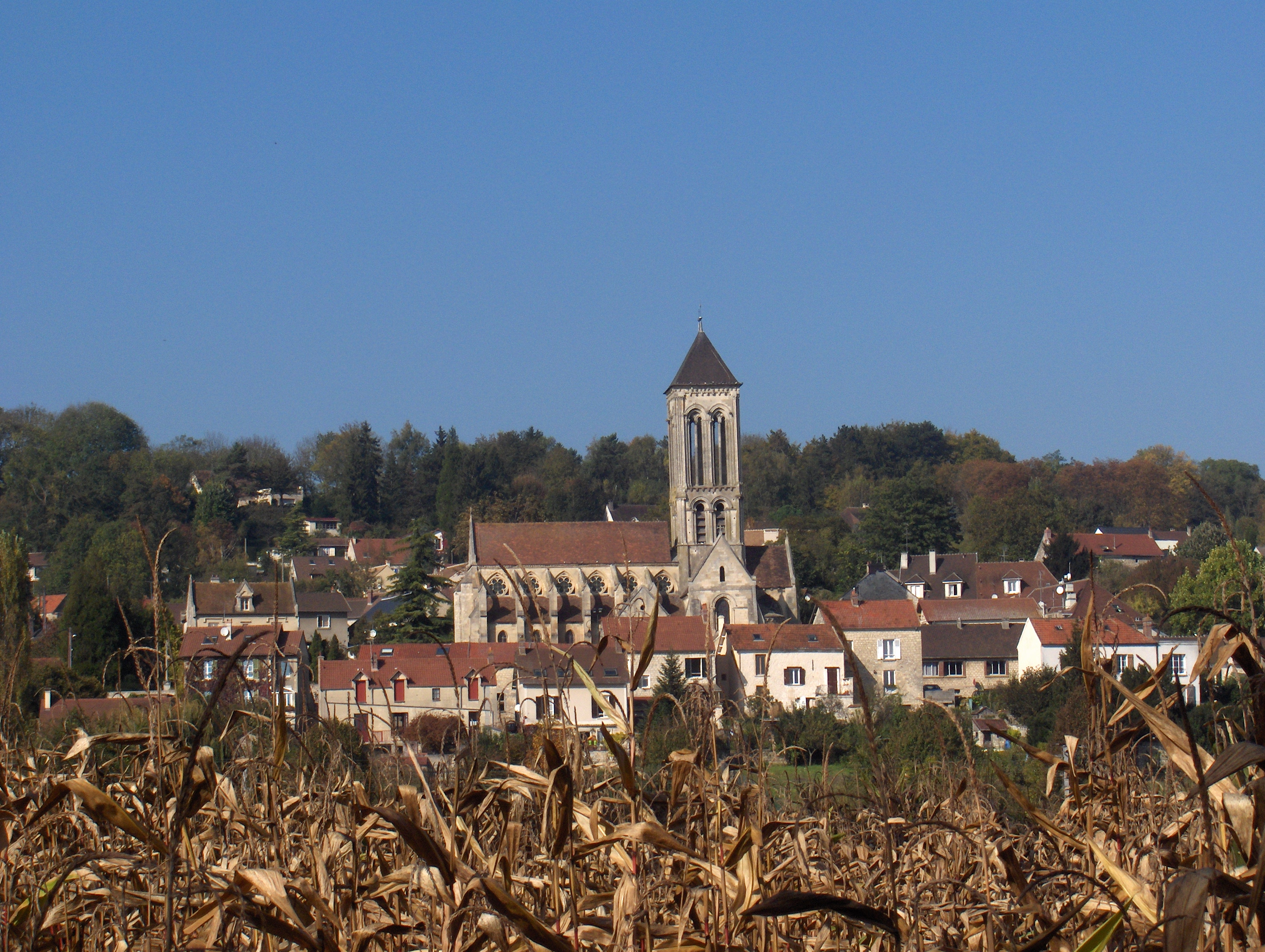
Vue depuis le sud.

L'église se situe dans le département français du Val-d'Oise, dans le parc naturel régional du Vexin français, au centre de la commune de Champagne-sur-Oise. Elle est implantée à la limite du versant sud du massif de collines du Vexin français et domine ainsi la partie basse du village à l'est, et la vallée de l'Oise au sud. L'église est libre de toute autre construction et est entourée de pelouses et du jardin du presbytère. On peut ainsi faire le tour de l'édifice. La place du Général-de-Gaulle avec la marie, le monument aux morts et un parking se situe au nord. Passant en bas du chevet de l'église, une courte rue relie la place à la rue Notre-Dame, qui passe en contrebas de l'élévation sud. Elle est séparée de l'église par un mur de soutènement et l'important dénivelé au sud ne permet pas de jouir d'une bonne vue d'ensemble de l'édifice depuis le sud. Devant la façade occidentale, l'on trouve un calvaire qui n'est autre que l'ancienne croix de cimetière du XVIe siècle, classée monument historique par arrêté du 26 janvier 1931.

## Historique

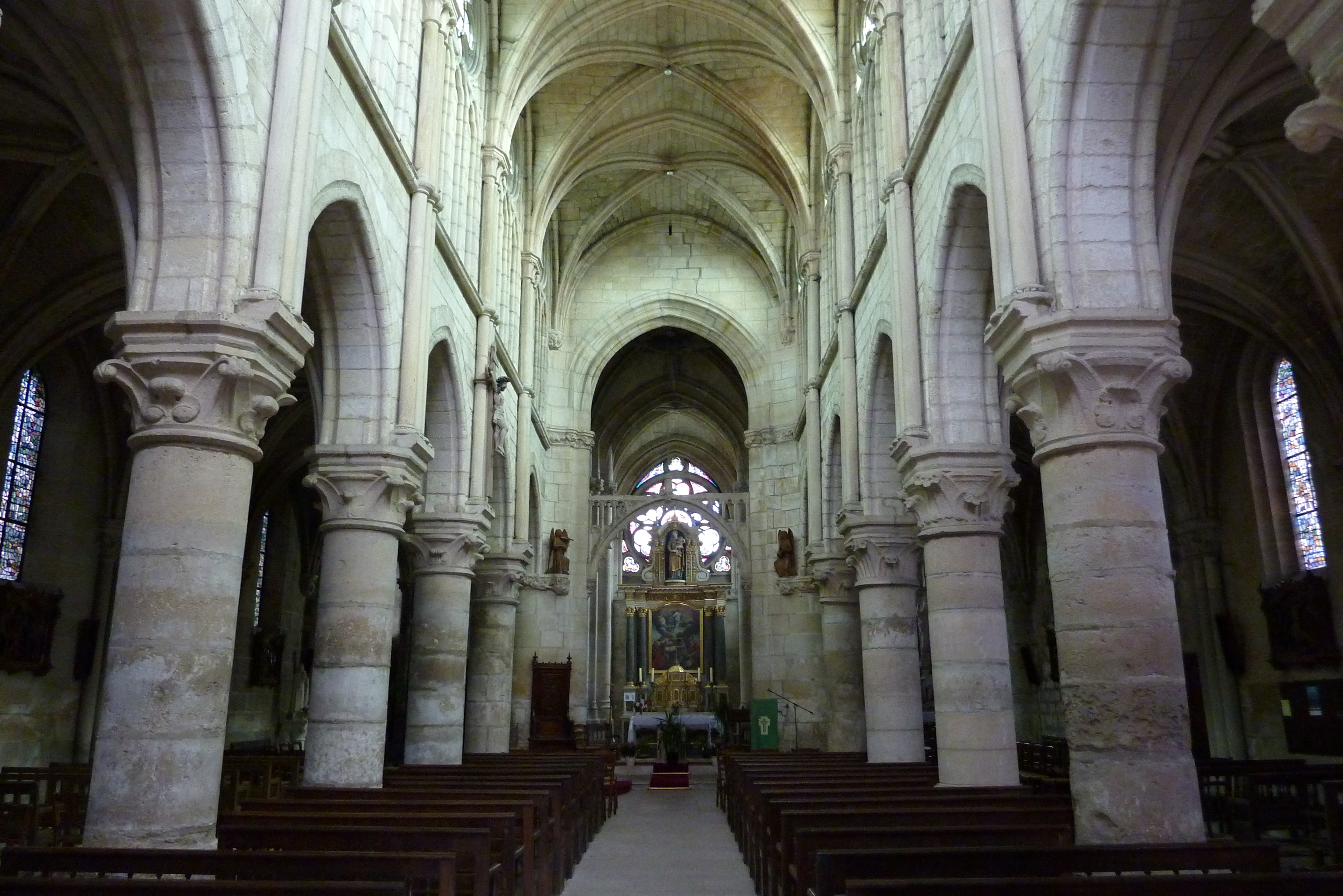
Vue générale intérieure.

La localité de Champagne-sur-Oise est mentionnée pour la première fois en 635 dans l'acte d'une donation faite par le roi Dagobert Ier à l'abbaye Saint-Denis. Elle est désignée comme Campagnia villa in pago Camliacensi, c'est-à-dire dans le pagus de Chambly. Cette appellation est toujours utilisée au XIIe siècle, quand la contrée appartient aux comtes de Beaumont-sur-Oise. La construction de l'église actuelle commence vers 1160-1170 par les chapelles orientées, suivies par le transept puis le chœur vers 1180-1190. Ensuite le chantier semble s'arrêter pendant une quarantaine d'années environ. Avec la mort de Jean de Beaumont en 1223, la lignée des comtes de Beaumont s'éteint, et le village revient à son héritier, Thibault d'Ully, qui le revend rapidement au roi Philippe Auguste. Lui et ses successeurs Louis VIII et saint Louis donnent de nombreuses terres à Champagne et dans ses environs à des monastères parisiens, et en particulier à l'abbaye Saint-Antoine-des-Champs. C'est sous le règne de saint Louis que les travaux pour la nef commencent vers 1230-1235. En 1239, le roi établit une chapellenie dans l'église Notre-Dame-de-l'Assomption de Champagne, qui n'est pas encore tout à fait achevée. Dans les parties hautes bâties vers 1235-1240 y compris les voûtes, se lit clairement l'influence des grands chantiers royaux parisiens de l'époque, dont notamment l'église basse de la Sainte-Chapelle. Tout justement terminée, l'église subit déjà ses premières modifications dans ses parties les plus anciennes afin de la remettre au goût du jour. Vers 1245-1250, les murs latéraux reçoivent de grandes fenêtres dotées d'un remplage dans le style rayonnant, et le chevet est percé d'une grande rosace, dont le réseau actuel est cependant une invention de toutes pièces de la fin du XIXe siècle. À la fin du XVe siècle, les piles de la croisée du transept sont renforcées et la voûte est refaite, mais le noyau du XIIIe siècle subsiste à l'intérieur des piles ondulées de style gothique flamboyant. Une poutre de gloire ou tref est établie à la même époque entre les piles occidentales. Le porche Renaissance devant le portail latéral sud est plus datif et peut être daté du milieu du XVIe siècle.

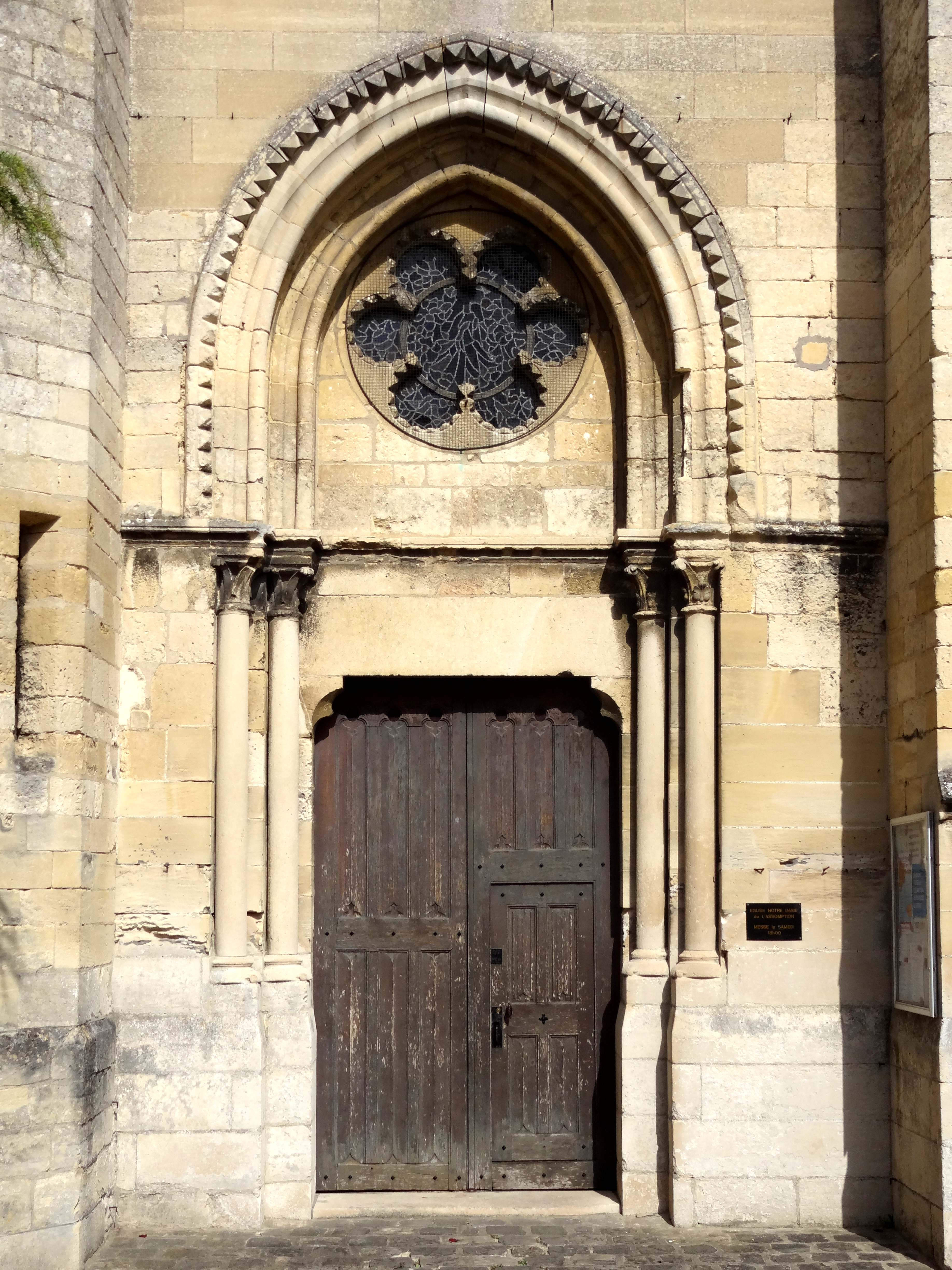
Portail occidental.

En 1849, un rapport de l'architecte Daniel Ramée signale l'état alarmant dans lequel se trouve l'église. La partie haute du mur gouttereau sud de la nef se déverse sous la poussée des voûtes, les contreforts et arcs-boutants sont dégradés, et les fenêtres hautes de la nef sont aveuglées du fait d'une surélévation des toitures des bas-côtés. Quelques premiers travaux de restauration parmi les plus urgents sont exécutés à la suite de ce rapport, mais ils sont loin d'être suffisants, et l'église menace ruine. Dans la conscience de sa place non négligeable dans la diffusion du style gothique rayonnant à la périphérie des grands chantiers royaux, l'église Notre-Dame-de-l'Assomption est classée monument historique assez tôt par liste de 1862, soit vingt-deux ans après les tout premiers classements. Elle témoigne d'un raffinement jouant de nuances qui a fait supposer à plusieurs historiens du XIXe siècle que son architecte était Pierre de Montreuil. À partir de 1870 seulement, s'ensuit une série de restaurations radicales qui altèrent l'aspect de la façade occidentale et des arcs-boutants. Mais cette restauration est indispensable pour faire renaître l'église. Sous la direction de l'architecte, le sol au sud de l'église est ramené à son niveau primitif ; les toits en appentis des bas-côtés sont abaissés afin de dégager les fenêtres hautes ; tous les arcs-boutants sont reconstruits ; les murs et les voûtes des deux bas-côtés sont repris ; les deux croisillons sont consolidés ; et le clocher est stabilisé. À partir de 1887, l'architecte Sainte-Anne Auguste Louzier prend le relais et s'attache à la restauration du chevet.
Sous tout l'Ancien Régime, Champagne fait partie du diocèse de Beauvais. Après la Révolution française et la création du département de Seine-et-Oise, la paroisse est rattachée au nouveau diocèse de Versailles qui correspond exactement au territoire du département. Dans le contexte de la refonte des départements d'Île-de-France, le nouveau diocèse de Pontoise est érigé en 1966, et Champagne-sur-Oise en fait partie à l'instar de toutes les autres paroisses du département. Le diocèse de Versailles se limite désormais au seul département des Yvelines. La paroisse de Champagne n'est plus indépendante, et est desservie par le curé de Persan. L'église Notre-Dame-de-l'Assomption est toutefois la plus grande au sein du groupement paroissial de Persan. Des messes dominicales anticipées y sont célébrées la plupart des samedis.

## Description

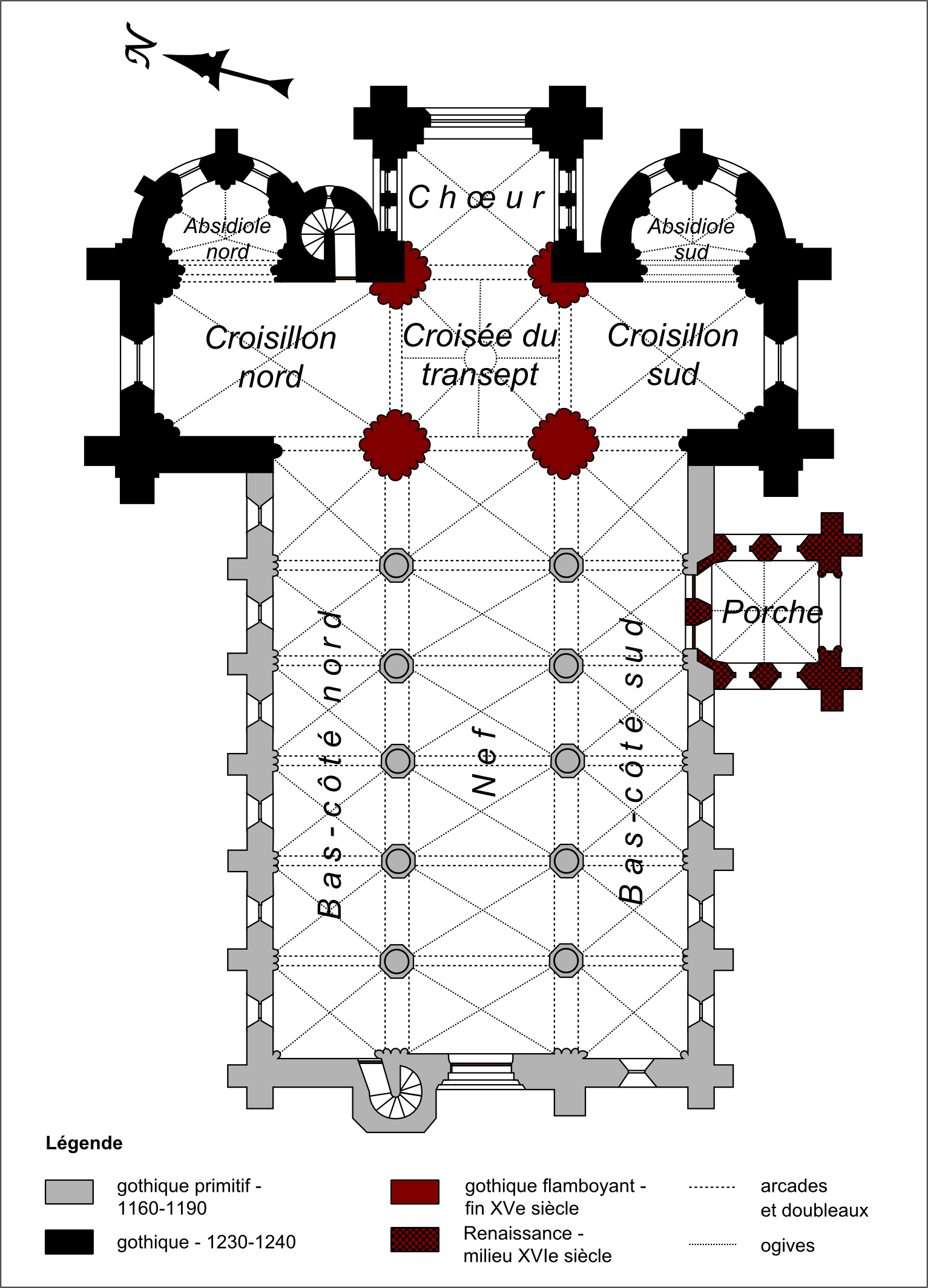
Plan de l'église.

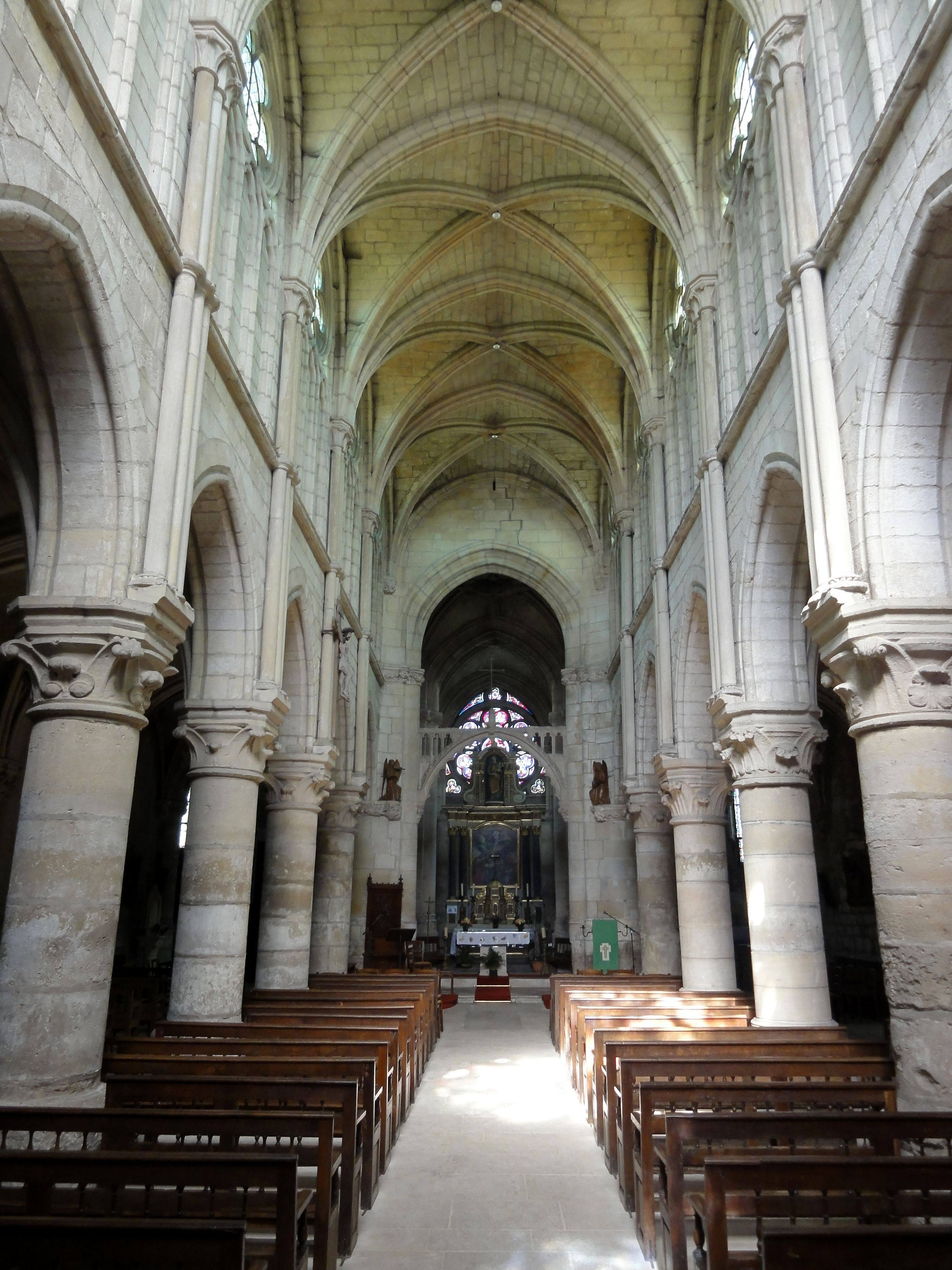
Nef, vue vers l'ouest.

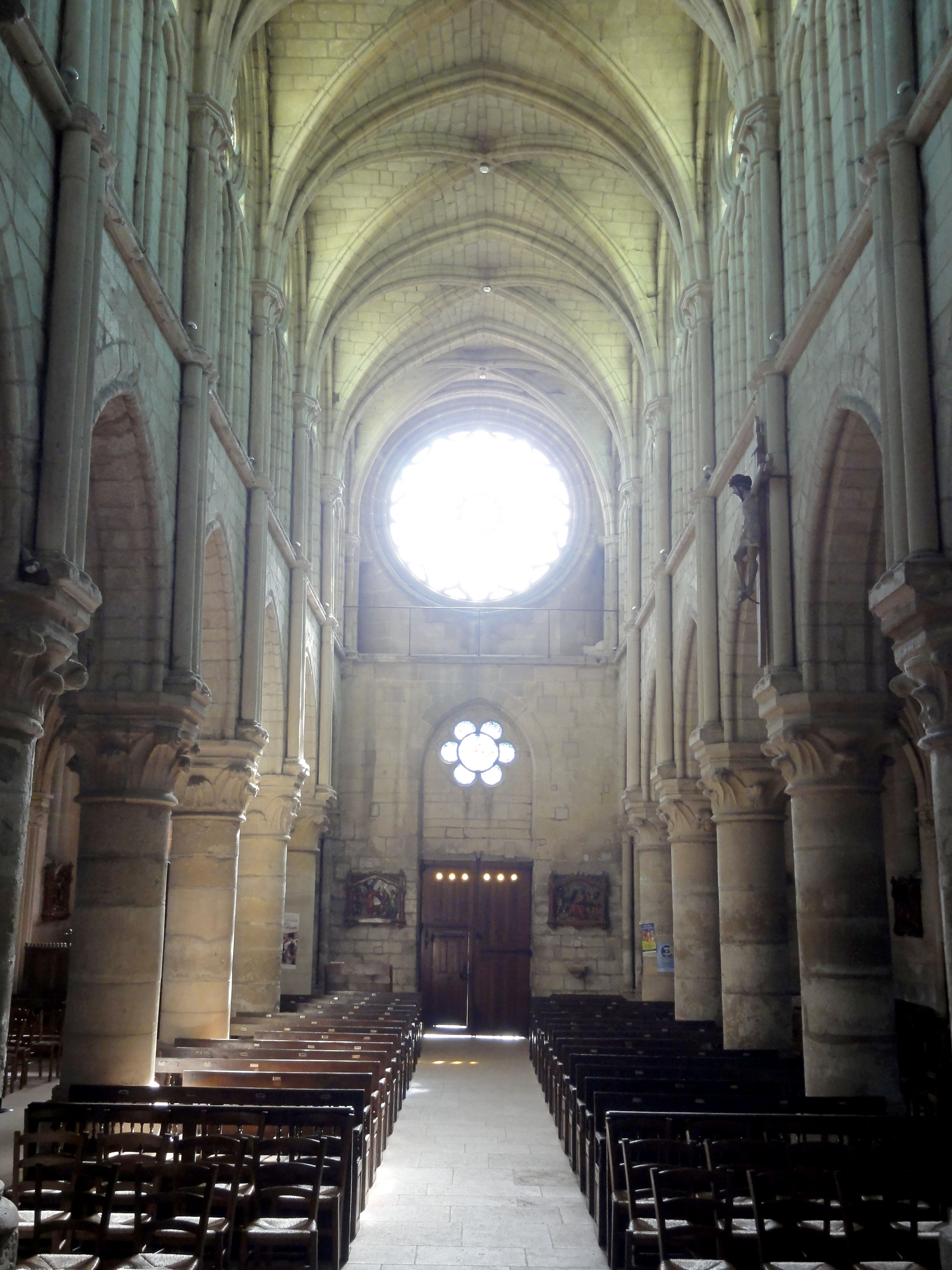
Nef, vue vers l'est.

### Aperçu général
Orientée vers le nord-sud-ouest du côté de la façade occidentale, l'église Notre-Dame-de-l'Assomption répond à un plan cruciforme et se compose d'une nef de six travées barlongues accompagnée de bas-côtés ; d'un transept largement débordant dont les croisillons sont barlongues ; de deux absidioles ou chapelles orientées hémicirculaires prolongeant les croisillons vers l'est ; d'un court chœur au chevet plat d'une seule travée ; d'un clocher central se dressant au-dessus de la croisée du transept ; d'un porche devant le portail latéral dans la cinquième travée du bas-côté sud ; et d'une sacristie au sud du croisillon sud. Le croisillon nord est nettement plus long que le croisillon sud. Des tourelles d'escalier existent à gauche de la façade de la nef et entre le chœur et l'absidiole nord. L'ensemble de l'église est voûté d'ogives, y compris le porche. L'église possède deux accès : le portail occidental et le portail latéral sud. La nef, les croisillons et le chœur présentent un pignon à leur extrémité éloignée du clocher et sont recouverts par des toits à deux rampants. Les-bas-côtés sont pourvus de toits en appentis, et le clocher est coiffé d'un toit en pavillon.

### Intérieur

#### Nef
La nef, assez spacieuse grâce à ses six travées, n'est pas particulièrement lumineuse, mais les petites fenêtres hautes en liaison avec les colonnettes et moulurations, mettent en place un savant jeu de l'ombre et de la lumière. Ce n'est qu'en fin de journée que la nef est inondée de lumière et les deux élévations sont éclairées pareillement, quand le soleil entre par la grande rosace du mur occidental. Son remplage en délit décrit douze lobes, qui se terminent par des têtes tréflées, et les écoinçons sont ajourés. Au pied de la rosace, une coursière relie les combles des deux bas-côtés ; desservie par la tourelle d'escalier à gauche de la façade, elle rachète la profondeur du portail. Les voûtes sont toutes établies sur des croisées d'ogives simples. Les clés de voûte ne sont pas (ou plus) décorées, et leur orifice est mis à profit pour l'éclairage électrique. ogives et doubleaux ont exactement le même profil, qui est formé par un onglet entre deux tores sur un bandeau chanfreiné, qui ne s'aperçoit pas en regardant de face. Les élévations latérales de la nef sont harmonieuses et raffinées dans le traitement des surfaces murales. Elles suggèrent une élévation à trois étages avec un triforium, mais les murs au-dessus des grandes arcades vers les bas-côtés sont seulement décorés d'arcatures plaquées, telles que parfois employées pour rompre la monotonie des soubassements des fenêtres.
Ces arcatures factices en lieu et place du triforium n'ont pas leur pareil dans la région, mais évoquent le triforium de quelques travées au nord de la nef de l'église de Triel. Si la plasticité fait défaut et si l'effet obtenu est moindre que par une galerie véritable, l'architecte a fait preuve de son sens de l'innovation en réunissant les arcatures aveugles et les fenêtres hautes dans un même réseau, comme s'il s'agissait de grandes verrières. C'est ce qui fait l'originalité de la nef de Champagne-sur-Oise. Ici la lumière n'entre que par les rosaces hexalobes sans oculus central, aux écoinçons ajourés, qui s'inscrivent dans des triangles. Des fenêtres hautes sous la forme d'oculi ne sont pas rares en Île-de-France, mais la forme triangulaire ne se rencontre guère que dans l'église Saint-Aquilin de Fontenay-en-Parisis, à Cambronne-lès-Clermont et à Triel. Par contre, les fenêtres triangulaires contenant une rosace sont plus fréquents à d'autres emplacements, et l'on considère que le concept est issu des fenêtres basses de la façade occidentale de la cathédrale d'Amiens et de la paroi sud de l'église basse de la Sainte-Chapelle. Ce motif s'est même exporté en Angleterre, où l'on le retrouve par exemple à Westminster Abbey. — Un tore surmonte les flancs du triangle et descend près des moulures qui créent les arcatures aveugles. En haut, le tore suit directement l'arc formeret, si bien que voûtes et fenêtres concordent parfaitement, ce qui indique qu'elles sont issues de la même campagne de travaux. Les meneaux ne sont pas porteurs de chapiteaux, ce qui est conforme à l'esprit rayonnant, mais ne se généralise que vers la fin du XIIIe siècle. En même temps, la mouluration ronde indique une période de construction plus précoce. Un tore horizontal suffit pour séparer la fenêtre du faux triforium : c'est l'unique élément qui ne concorde pas avec le remplage d'une grande verrière gothique. Il est à noter que les prétendus meneaux des arcatures sont appareillés avec les murs, et ne constituent donc effectivement que des moulures.
Un tore sépare l'étage du faux triforium de l'étage des grandes arcades. Les colonnettes supportant les ogives et formerets sont baguées à son niveau. Au nombre de trois, les colonnettes sont placées l'une à côté de l'autre sans que la colonnette médiane soit proéminente, et les fûts en délit sont presque monolithiques, constitués seulement de deux éléments de longueur variable. Les bases rondes comportent un rang de perles entre deux tores fortement aplatis, et ne reposent pas directement sur les tailloirs des chapiteaux des grandes arcades, mais sur des tablettes formant encorbellement. À l'autre extrémité, les chapiteaux des colonnettes sont sculptés de crochets fortement schématisés, et pratiquement tous identiques. Les trois chapiteaux d'un faisceau ne forment en réalité qu'un bloc sculpté unique, et à l'intersection, les crochets touchent les uns aux autres. Les chapiteaux destinés aux ogives sont placés de biais et reçoivent également les formerets, dont la retombée s'effectue à l'arrière, si bien que vue de face, les formerets semblent se fondre dans les supports. Le tailloir est une tablette moulurée commune aux trois chapiteaux, de plan hexagonal. Cette disposition existait aussi dans l'abbatiale toute proche de Royaumont et s'observe toujours dans la nef de Marly-la-Ville.

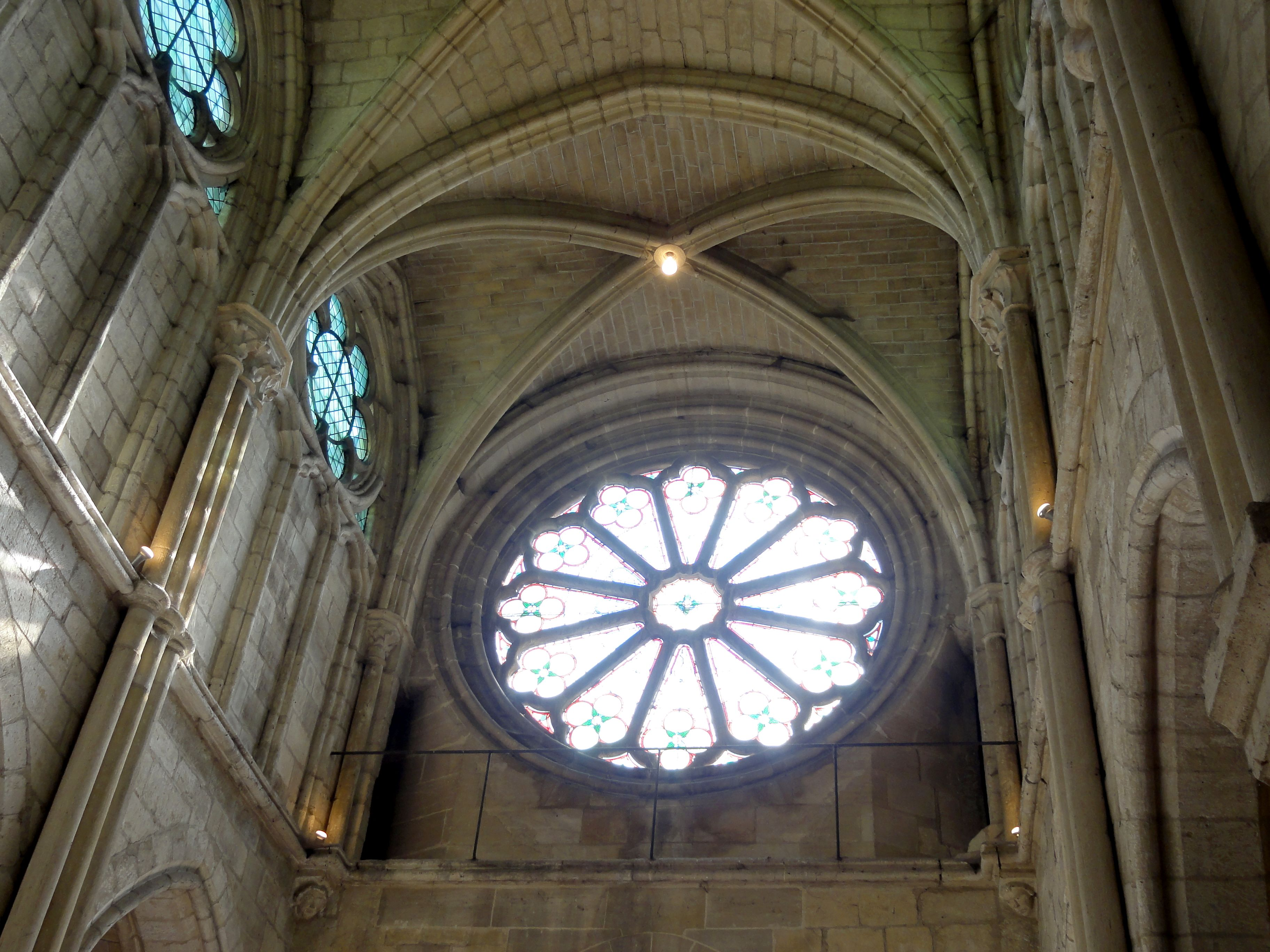
Nef, extrémité occidentale.
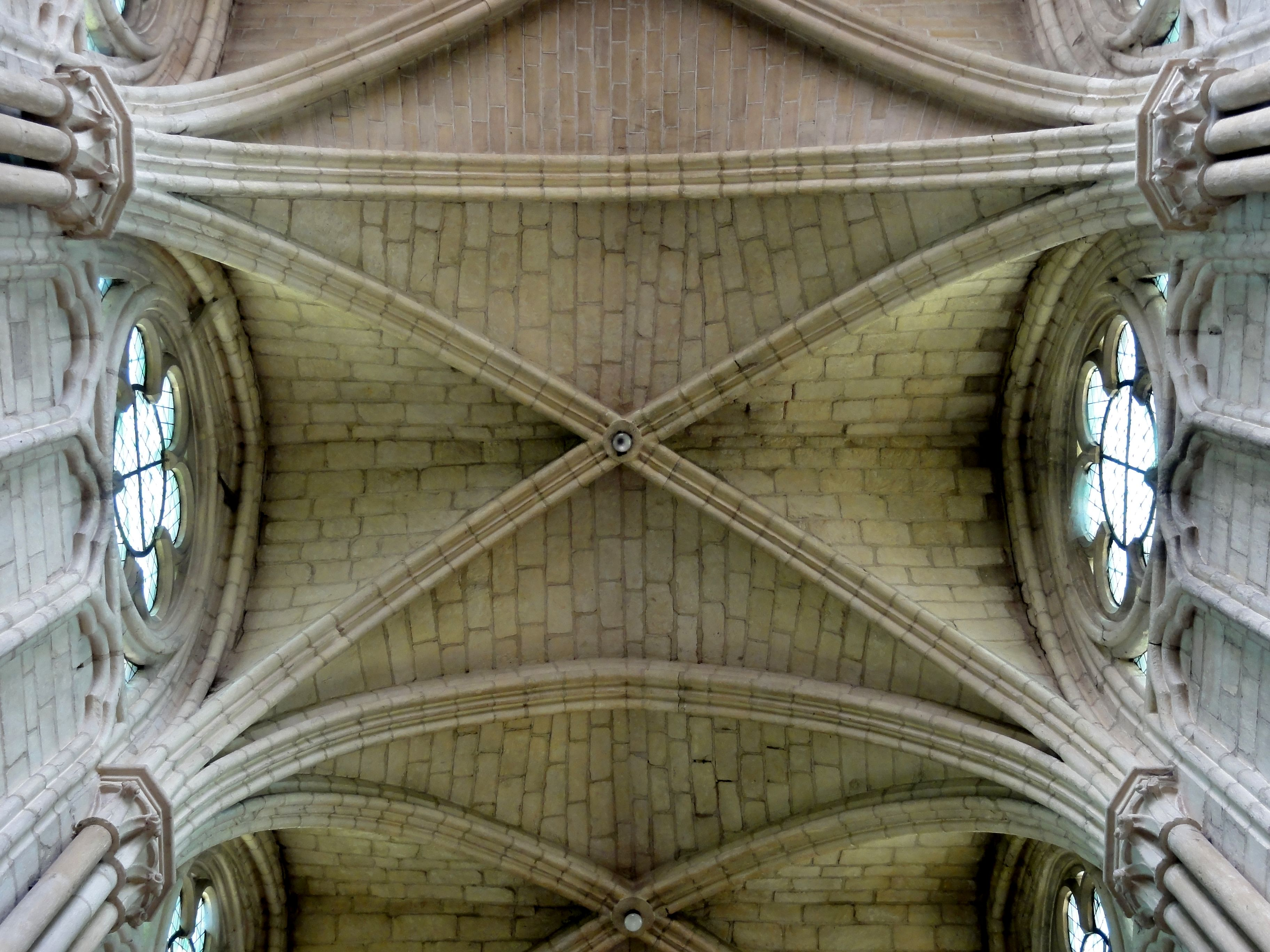
Voûte de la nef.
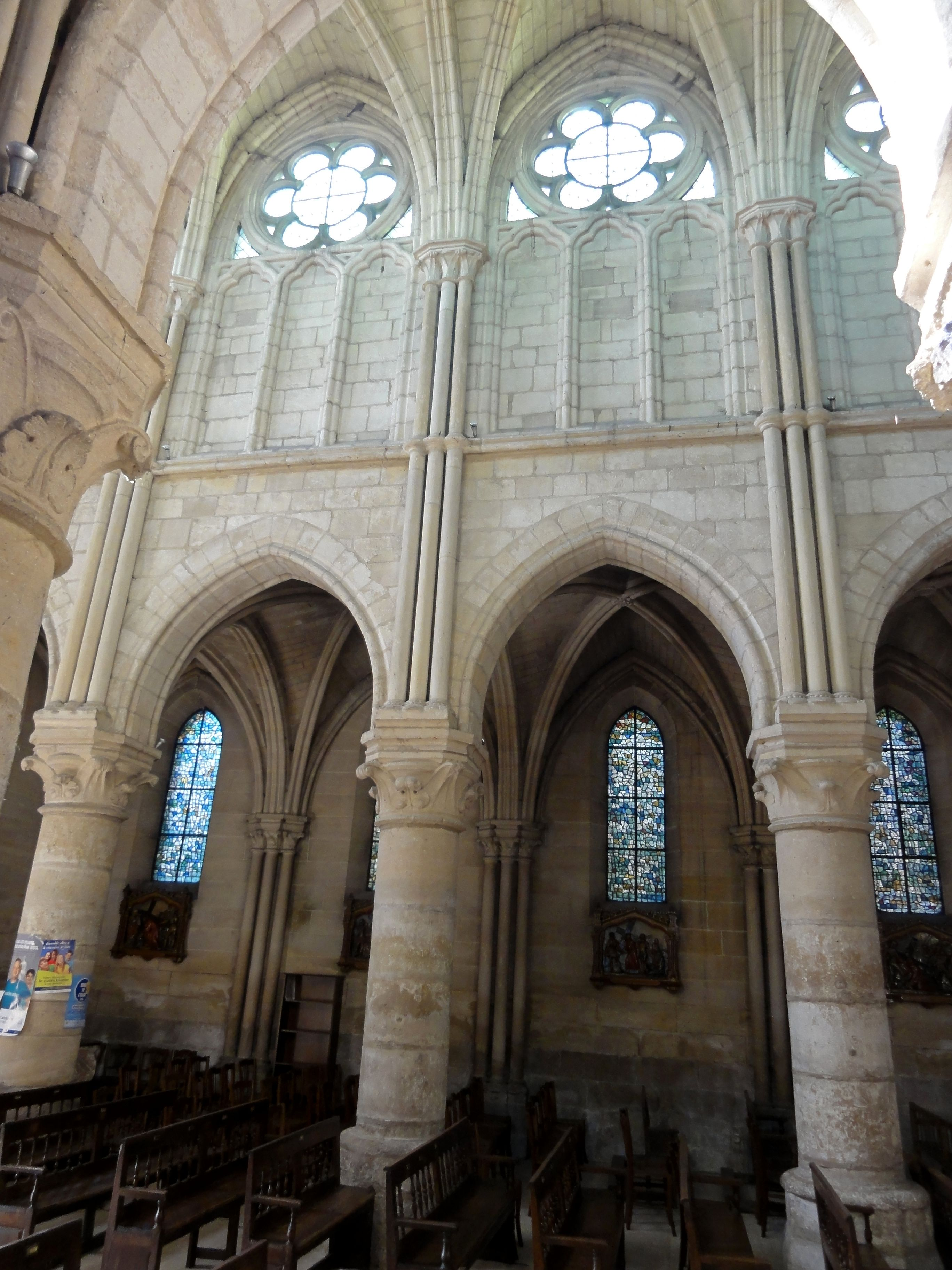
Élévation nord.
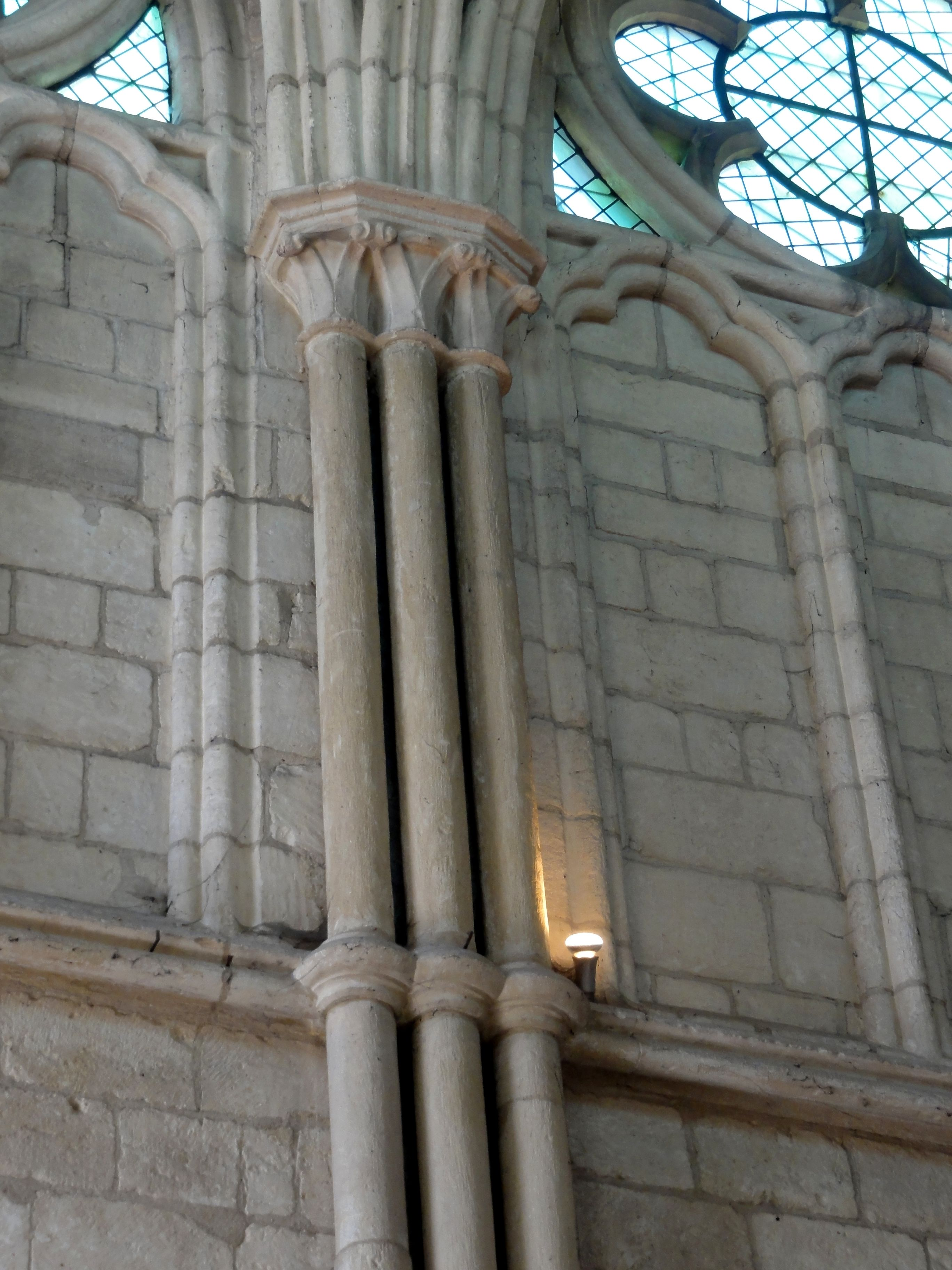
Supports de la voûte côté nord.
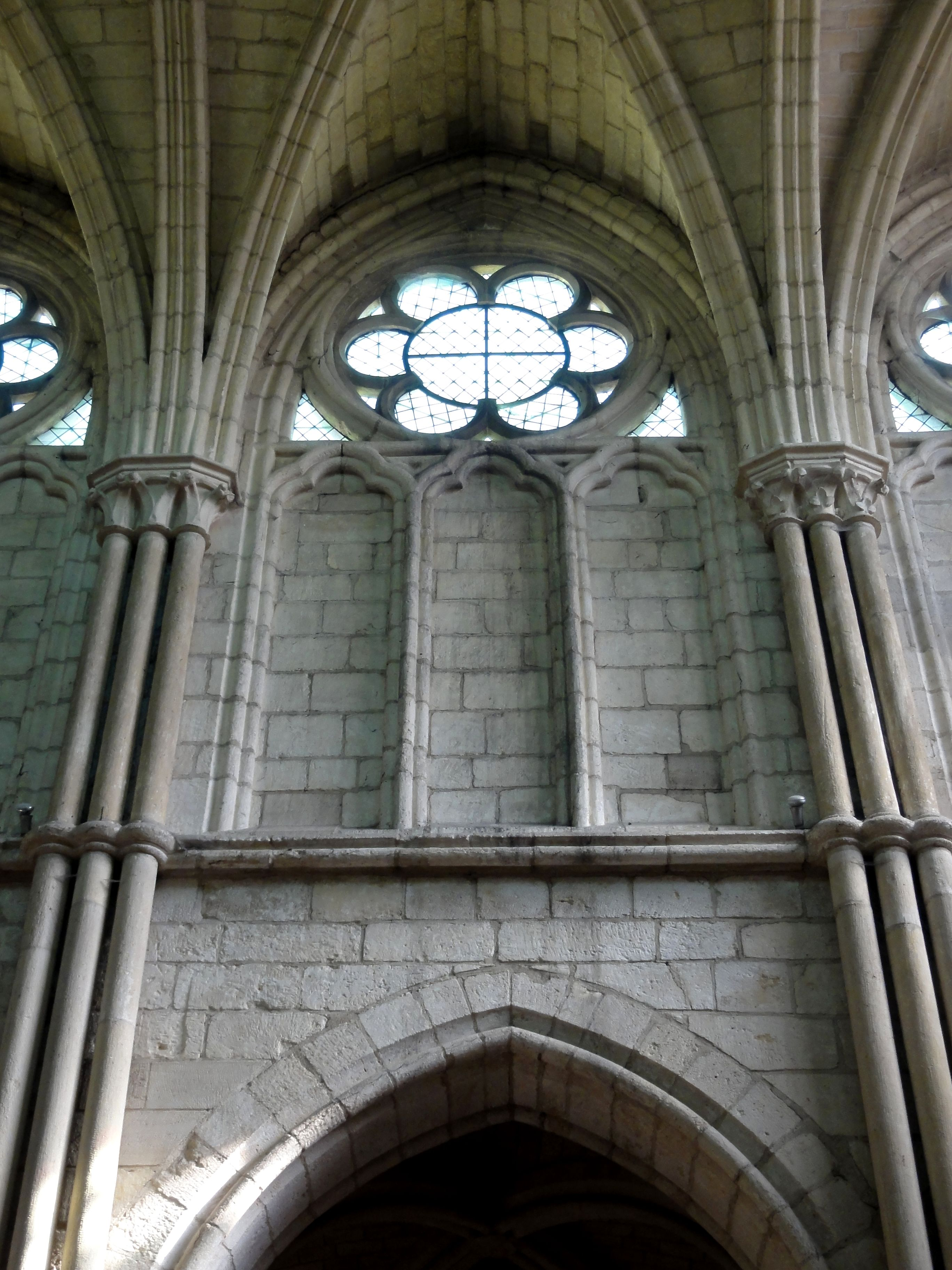
Faux triforium et fenêtre haute.
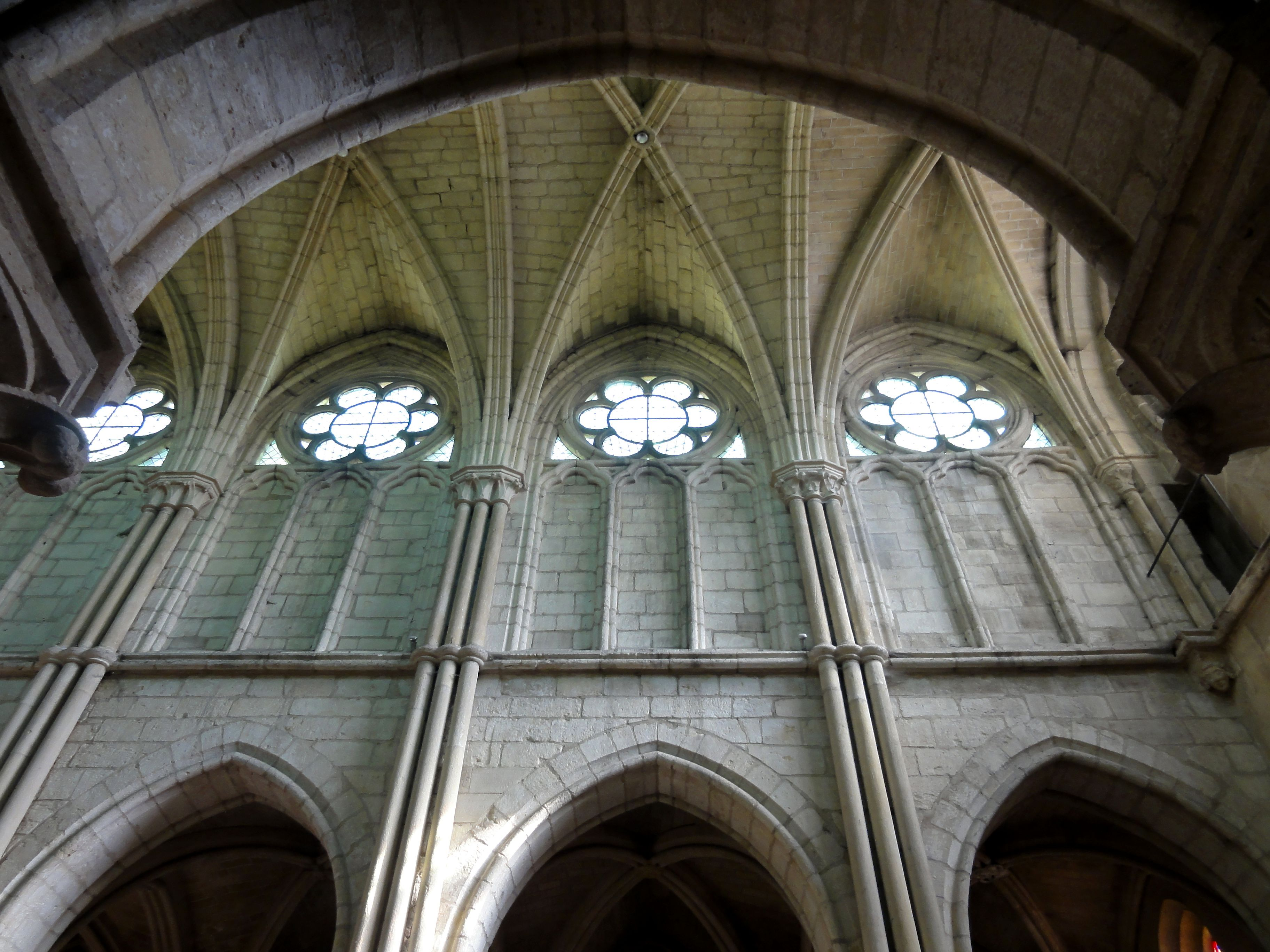
Parties hautes côté sud.

#### Bas-côtés et grandes arcades

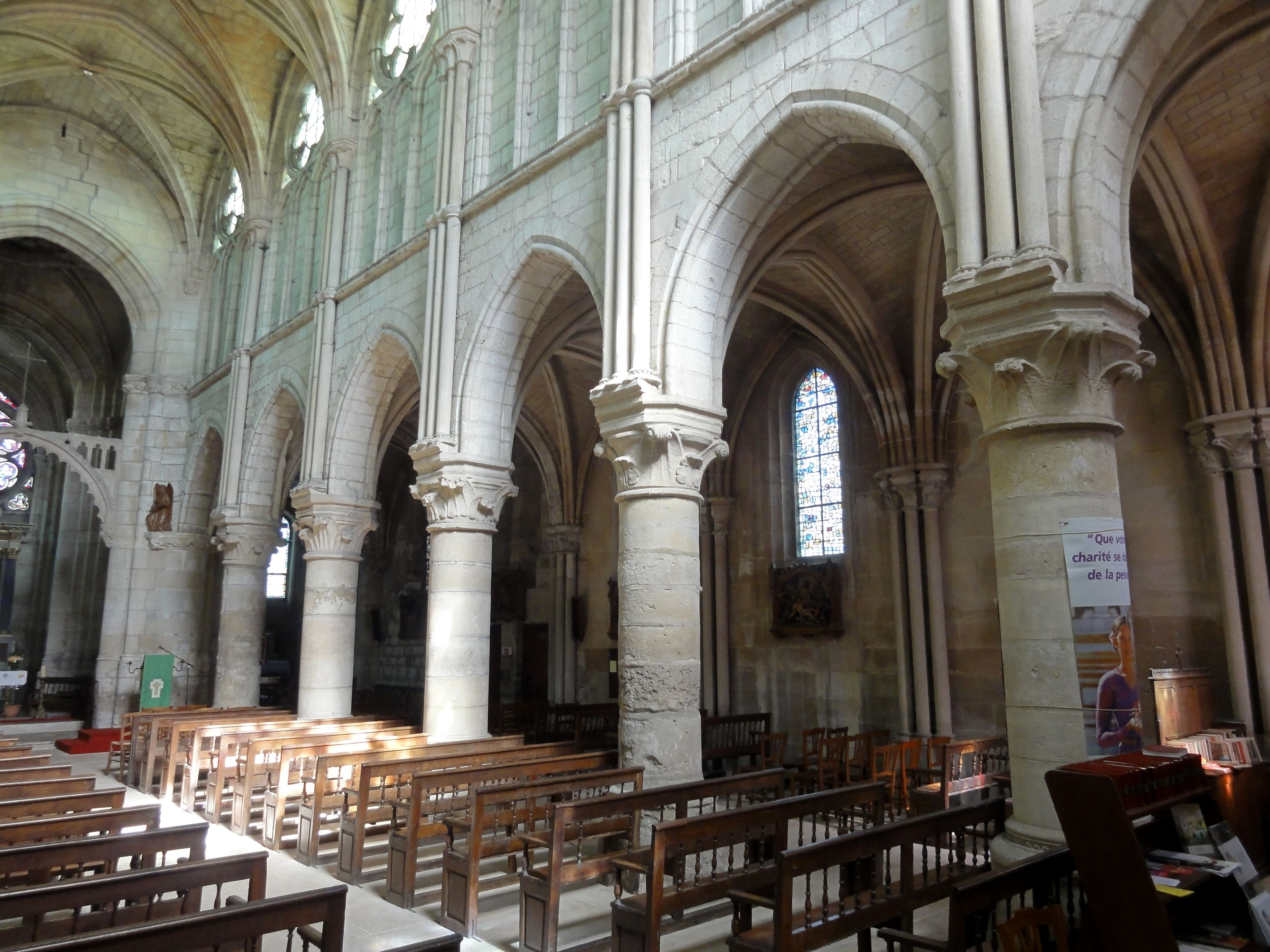
Grandes arcades du sud.

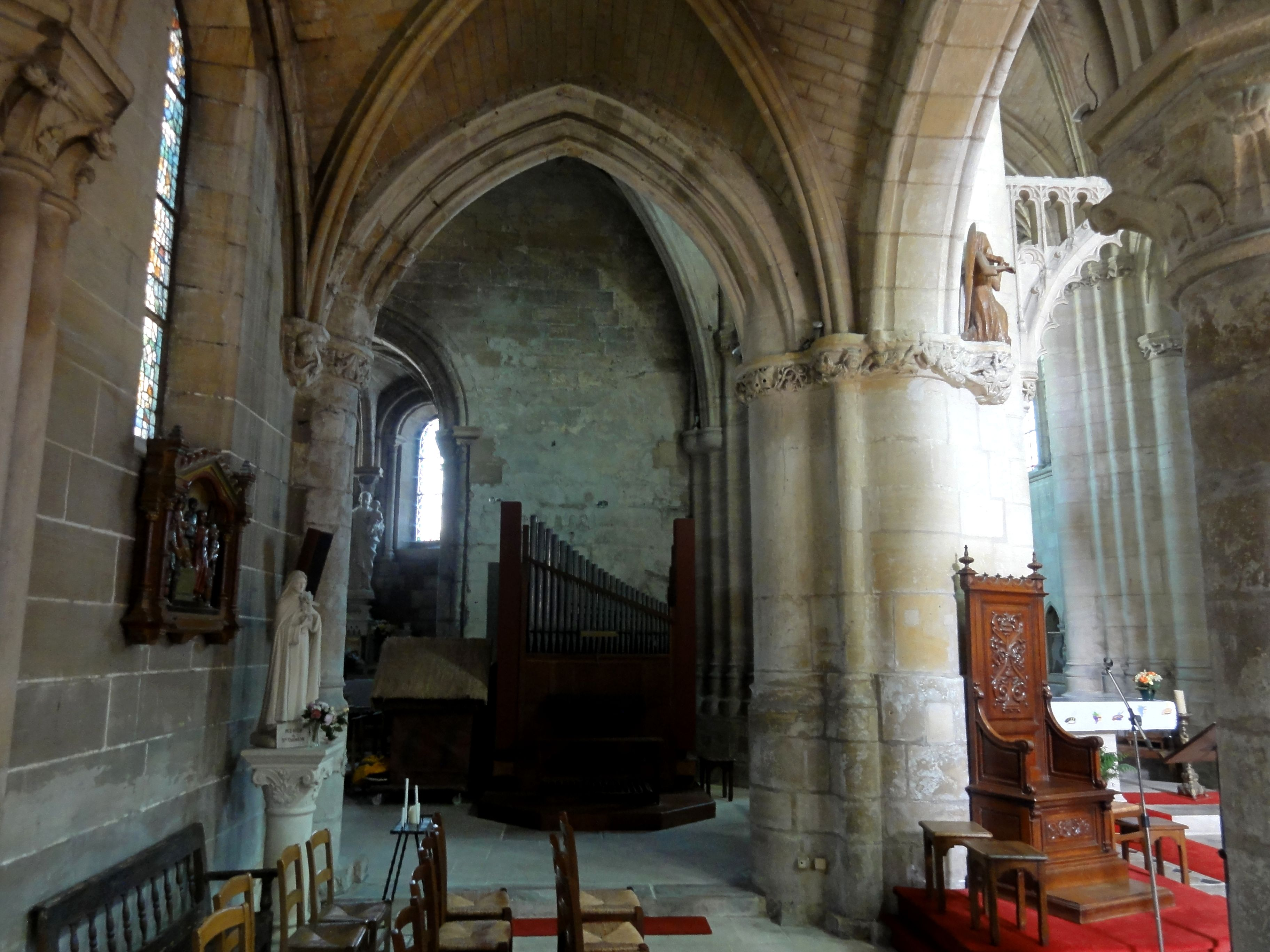
Arcade vers le croisillon nord.

La nef communique avec les bas-côtés par six grandes arcades en tiers-point de chaque côté, qui reposent sur les tailloirs octogonaux de piliers cylindriques isolés, appareillés en tambour. Par maints aspects, les grandes arcades et les bas-côtés évoquent encore le style gothique primitif. Les fenêtres latérales, au nombre d'une par travée, sont encore des lancettes simples, sans remplage ni mouluration. Les piliers eux-mêmes et le profil épuré des grandes arcades pourraient tout aussi bien dater du dernier quart du XIIe siècle. Le profil se compose simplement d'un large méplat entre deux tores. Ce sont les bases, les hauts tailloirs moulurés avec acuité d'une gorge entre deux biseaux et la sculpture de certains chapiteaux qui indiquent une date déjà avancée dans le XIIIe siècle. En effet, ces éléments sont de la même facture que leurs homologues dans le rond-point de l'abside de la basilique Saint-Denis, dont la construction a commencé en 1231. Les bases circulaires d'origine reposent sur un socle octogonal avec une retraite, et se composent d'un gros tore, d'un rang de perles et d'un petit tore aplati : c'est de ce modèle que s'inspirent les bases des colonnettes supportant les voûtes de la nef. Les chapiteaux sont peu ouvragés, leurs motifs sont représentés en grandes dimensions. Ils sont toujours basés sur de larges feuilles et des crochets d'angle, et parfois des crochets plus petits au centre des faces. La flore représenté au nord est l'arum avec des feuilles de vigne ; l'arum avec des feuilles de nénuphar ; l'arum et la fougère ; et sur les deux derniers chapiteaux, l'arum en crochet et des feuilles d'arum simples. Au sud, l'on identifie l'arum avec des crochets de nénuphar et de vigne ; l'arum avec feuille de vigne formant le motif principal ; l'arum avec crochets de vigne ; l'arum avec crochets de fougère ; et l'arum s'enroulant sur lui-même. Tous ces chapiteaux sont authentiques,.
Le début et la fin des grandes arcades font exception. Au droit de la façade, la première grande arcade repose sur une série de trois colonnettes, ce qui est une disposition peu courante. S'y ajoute une quatrième colonnette réservée à l'ogive et au formeret. Son chapiteau est placé de biais, à l'instar de tous les autres chapiteaux correspondant aux ogives dans les bas-côtés. Une unique colonnette est logée dans les extrémités nord-ouest et sud-ouest de l'église, et le long des murs latéraux, des faisceaux de trois colonnettes font face aux piliers des grandes arcades. Leurs chapiteaux, apparemment refaits, sont analogues à ceux du second ordre dans la nef, déjà décrits. L'extrémité orientale des bas-côtés ont été remaniés lors de la réfection des piles de la croisée du transept. Les dernières grandes arcades restent inchangés, mais les colonnes et colonnettes côté est ont été retaillées pour s'apparenter des piles ondulées de la croisée. Elles ont été également dotées de frises dans le style flamboyant, mettant en scène des figures expressives évoquant quelque peu ceux qui peuplent habituellement les miséricordes des stalles, et vaquant à diverses besognes ou levant simplement une chope de vin. Ces frises historiées se limitent aux parties visibles depuis la nef ; elles sont bien conservées au nord et assez érodées au sud. Vers les bas-côtés, elles représentent des feuilles d'acanthe ou des feuilles de vigne avec des grappes de raisin. Les arcades vers les croisillons présentent un profil prismatique : elles ont été retaillées ou remplacées. S'y ajoutent des culs-de-lampe du côté des murs extérieurs. Ils reçoivent les ogives, et celui au nord représente un chérubin tenant un phylactère. Le profil des ogives est de deux tores, profil qui n'existe pas dans la nef, et le profil des doubleaux est d'une arête entre deux tores, variante du profil utilisé dans la nef. Il y a partout des formerets. Une clé de voûte décorée n'existe que dans la première travée du bas-côté nord, qui sert de chapelle baptismale : elle représente le Christ qui vient d'être baptisé dans le Jourdain.

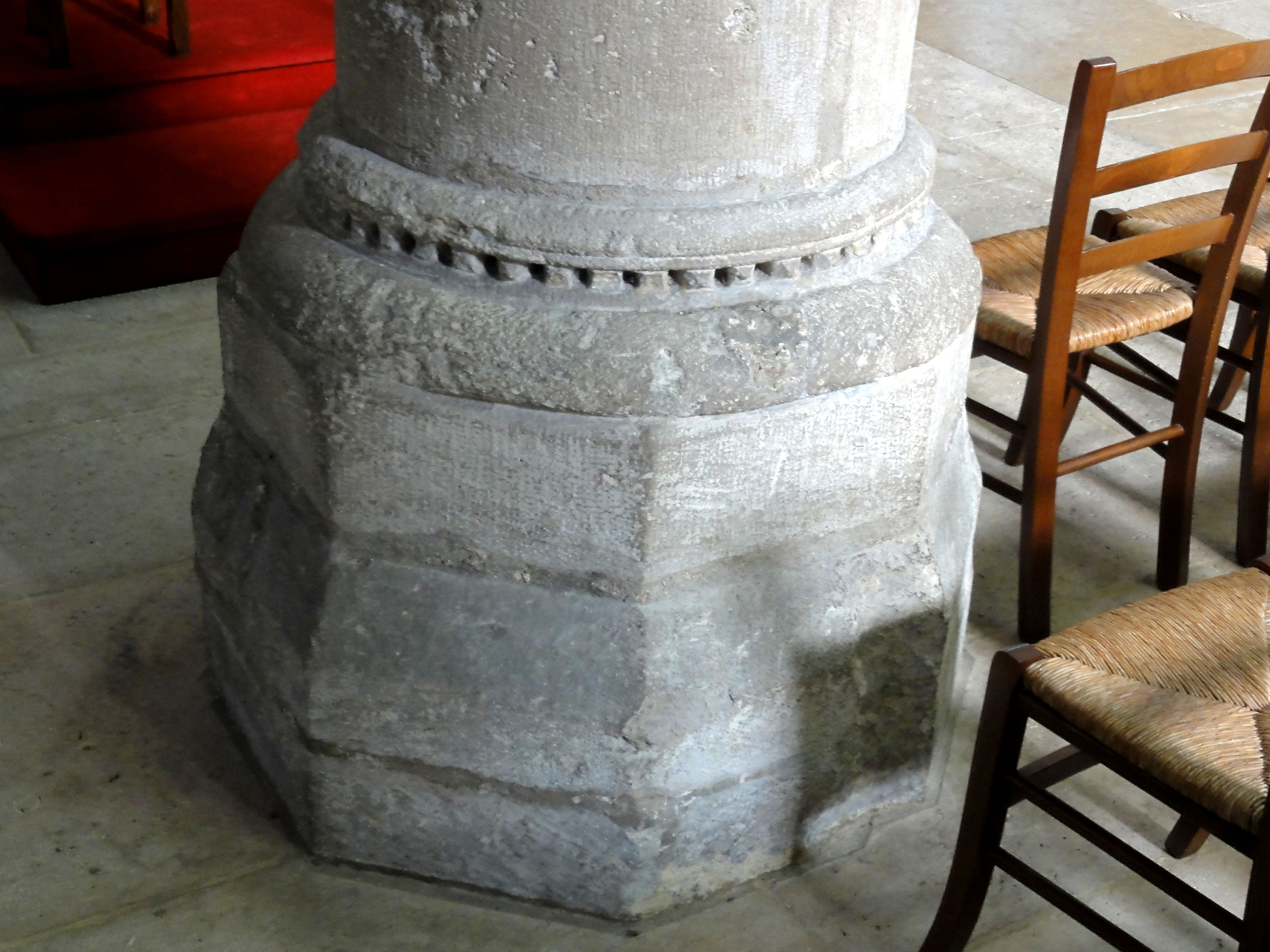
Base de pilier des grandes arcades.
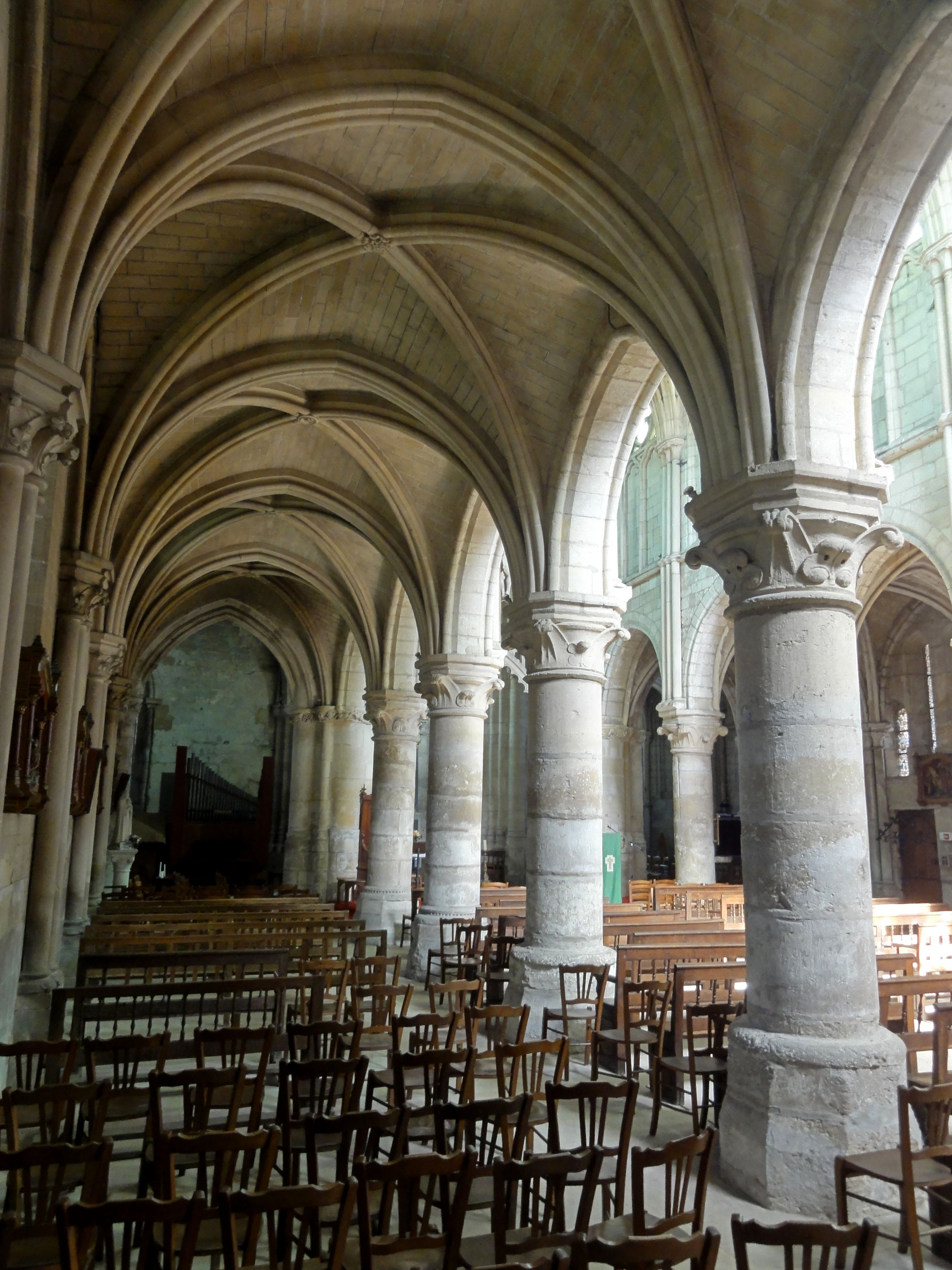
Bas-côté nord, vue vers l'est.
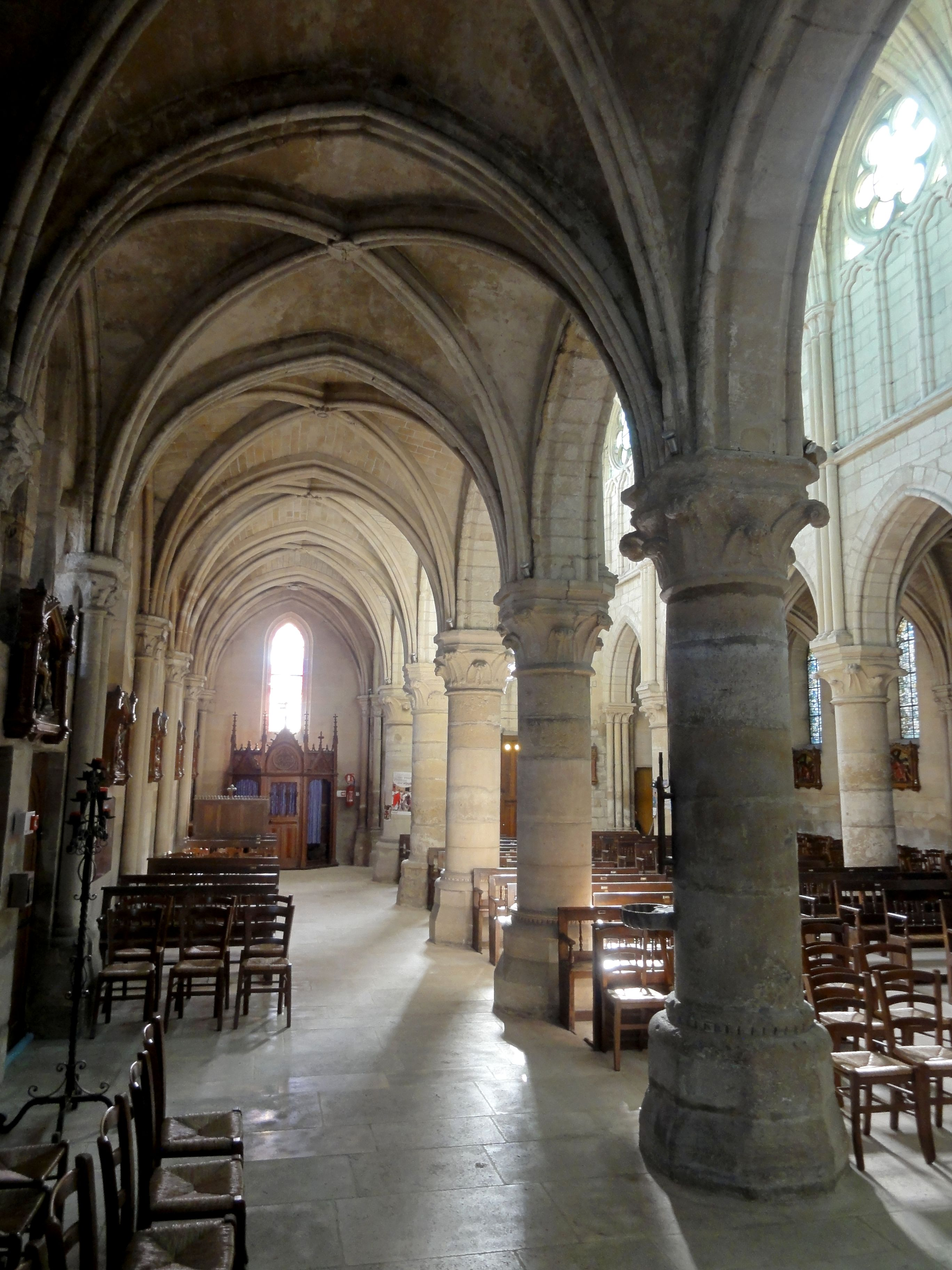
Bas-côté sud, vue vers l'ouest.
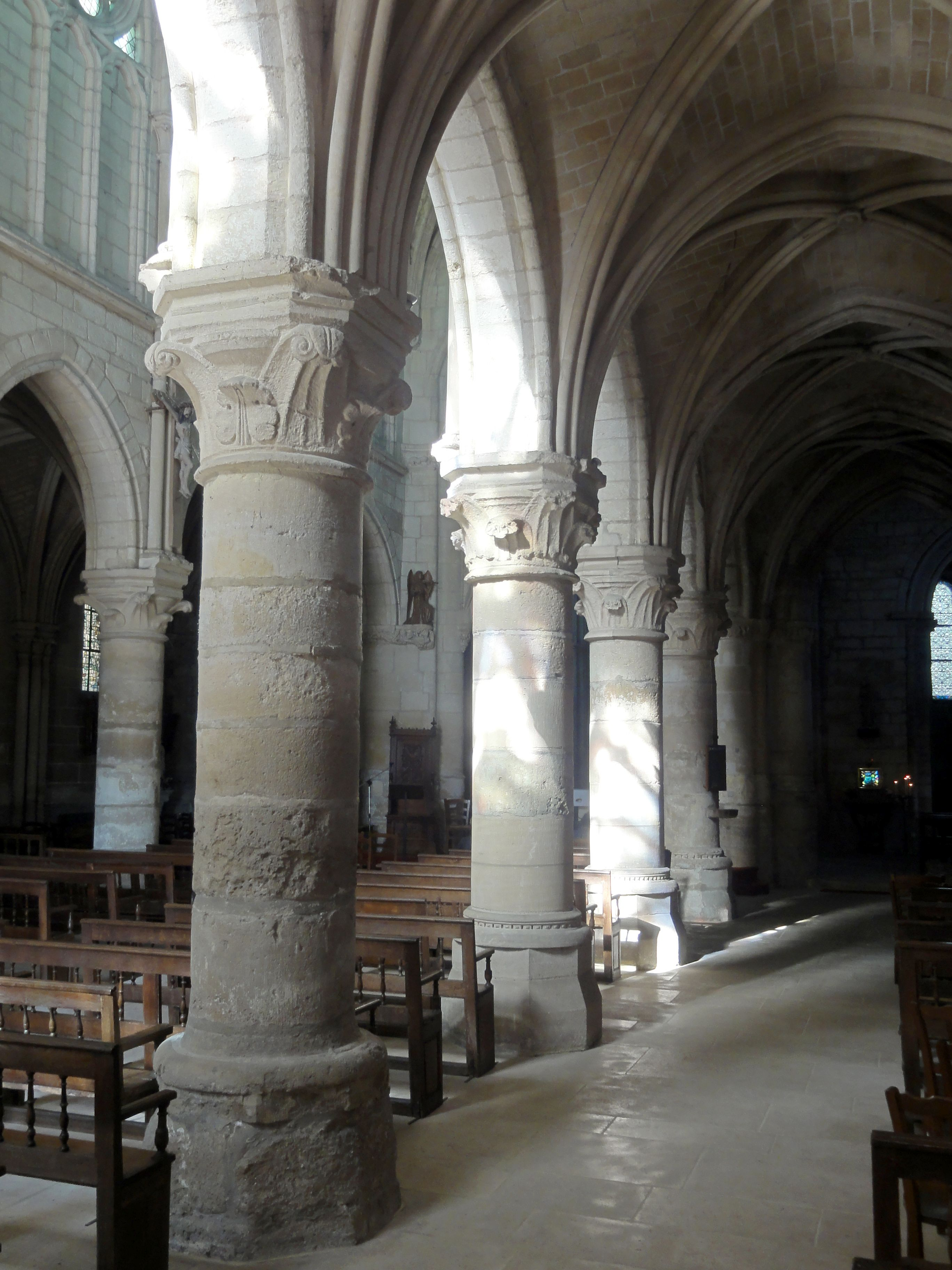
Bas-côté sud, vue vers l'est.
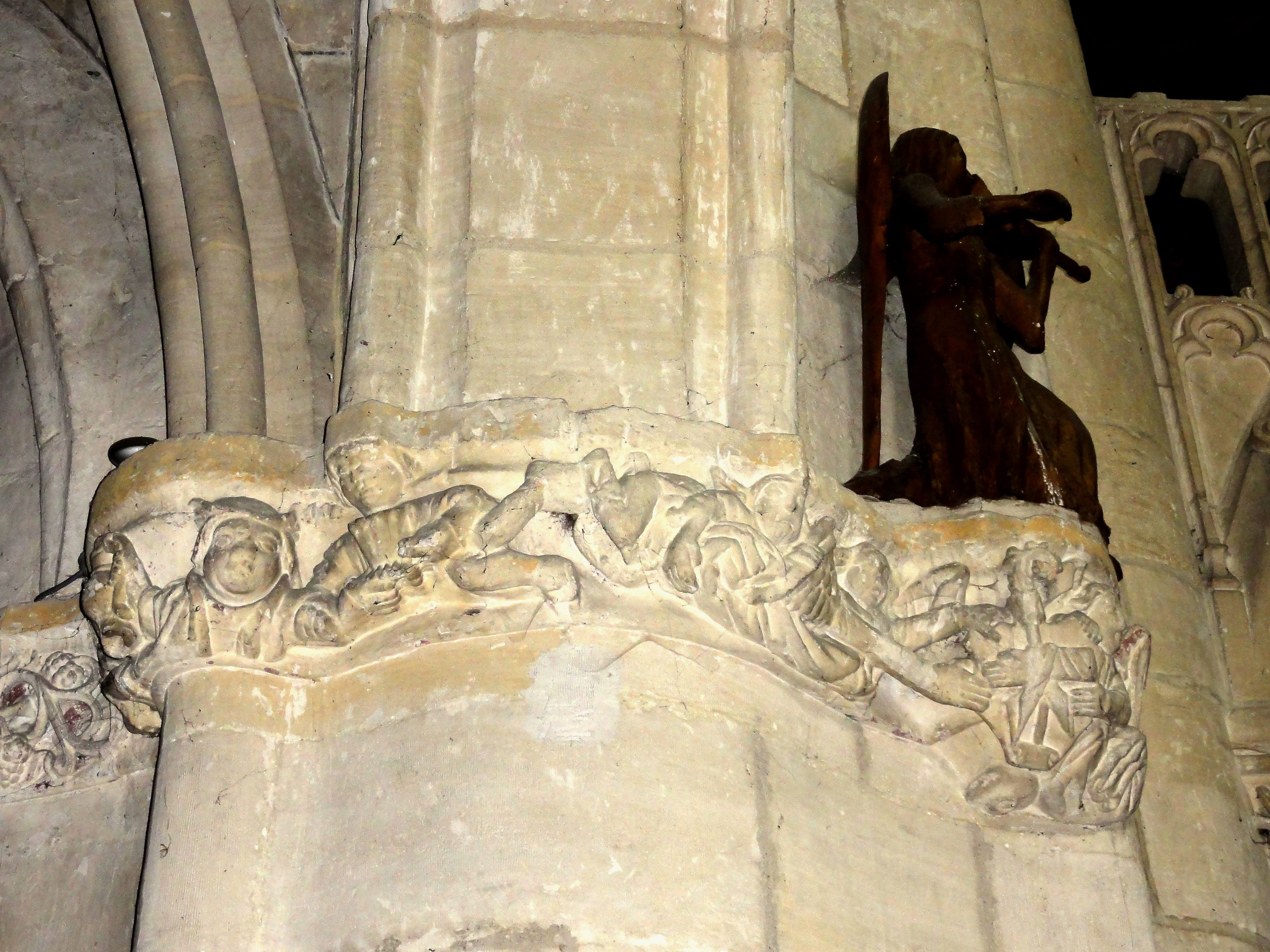
Arcade vers le croisillon nord, frise côté sud.
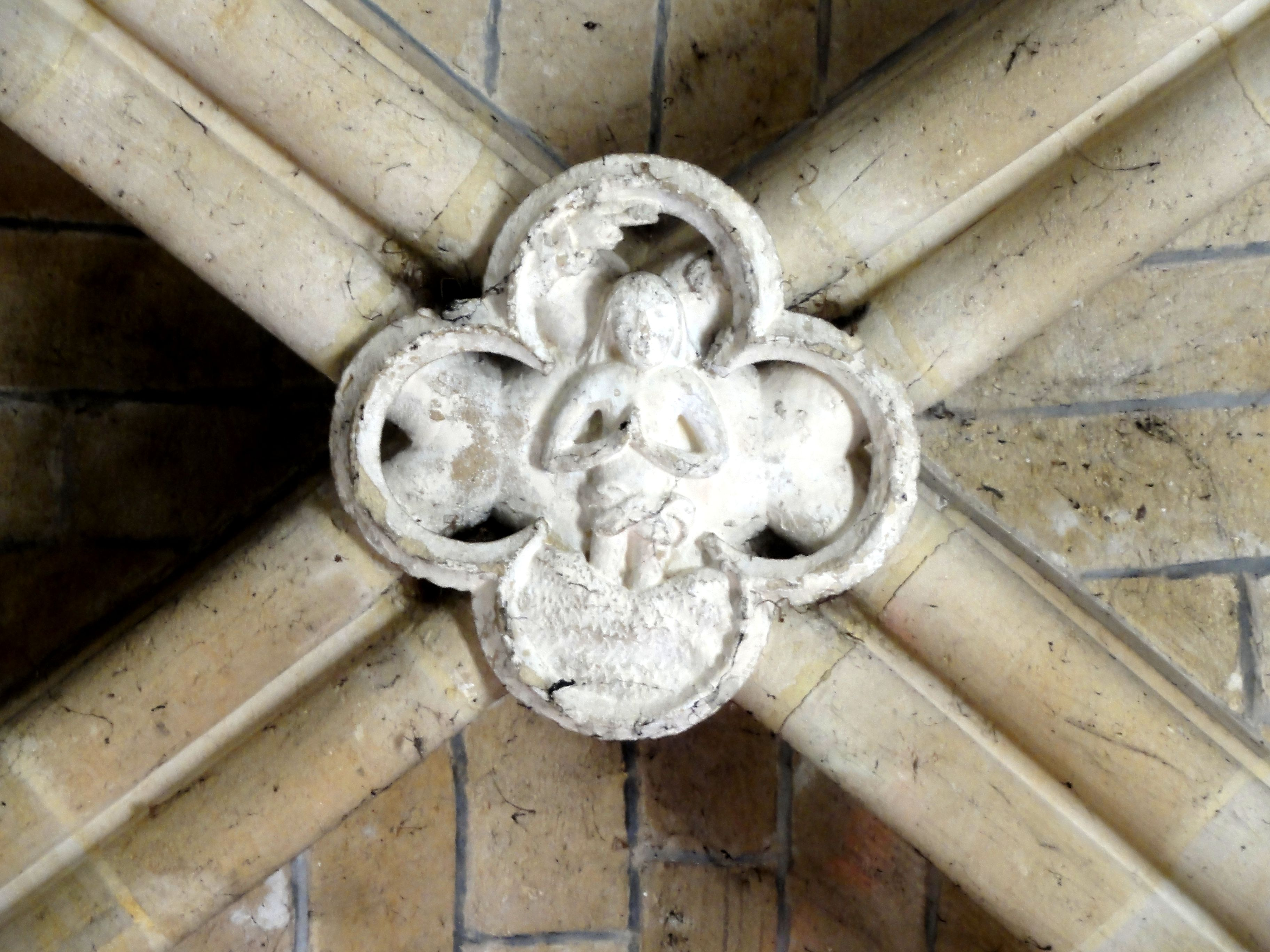
Clé de voûte de la chapelle baptismale.

#### Croisée du transept

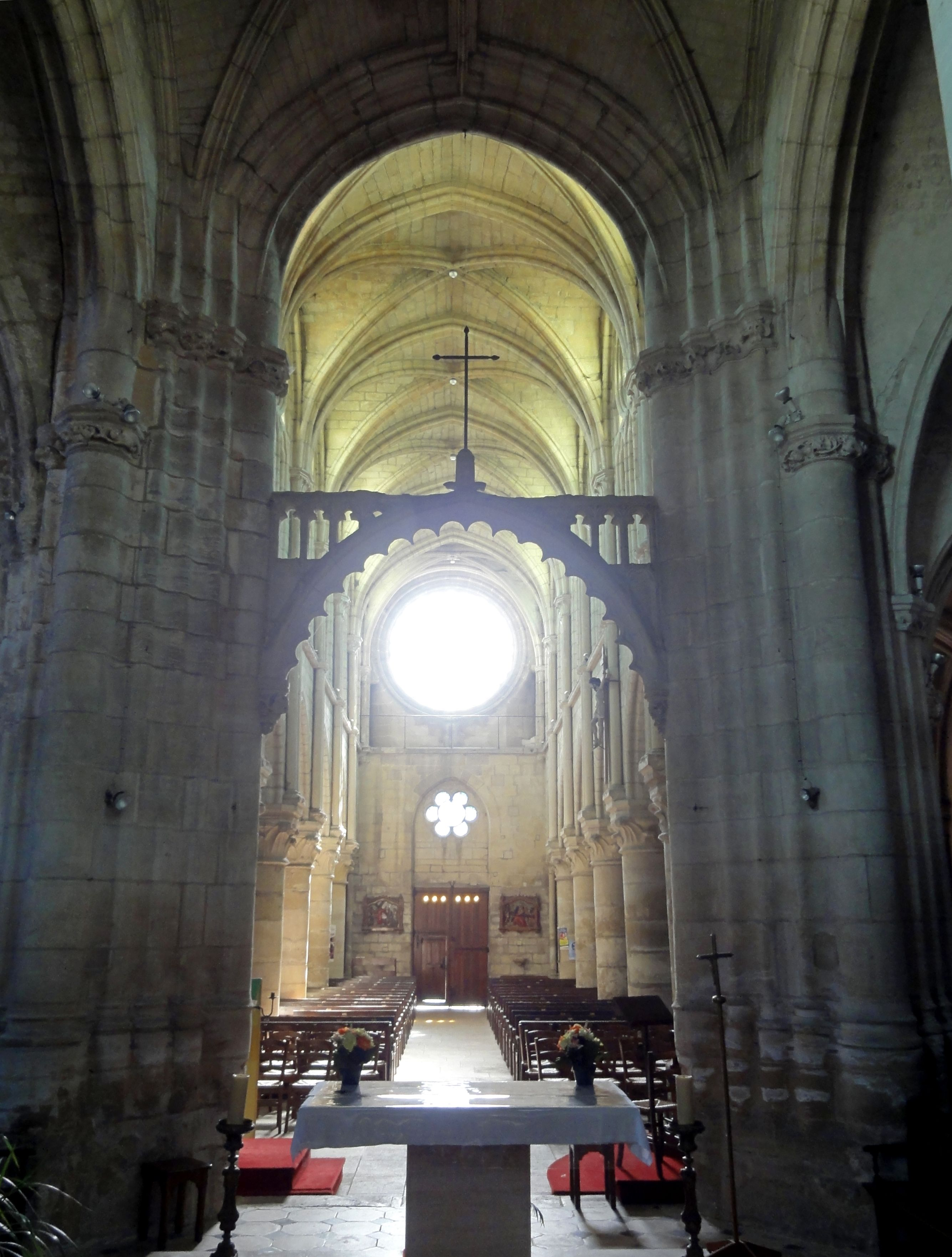
Croisée, vue vers l'ouest.

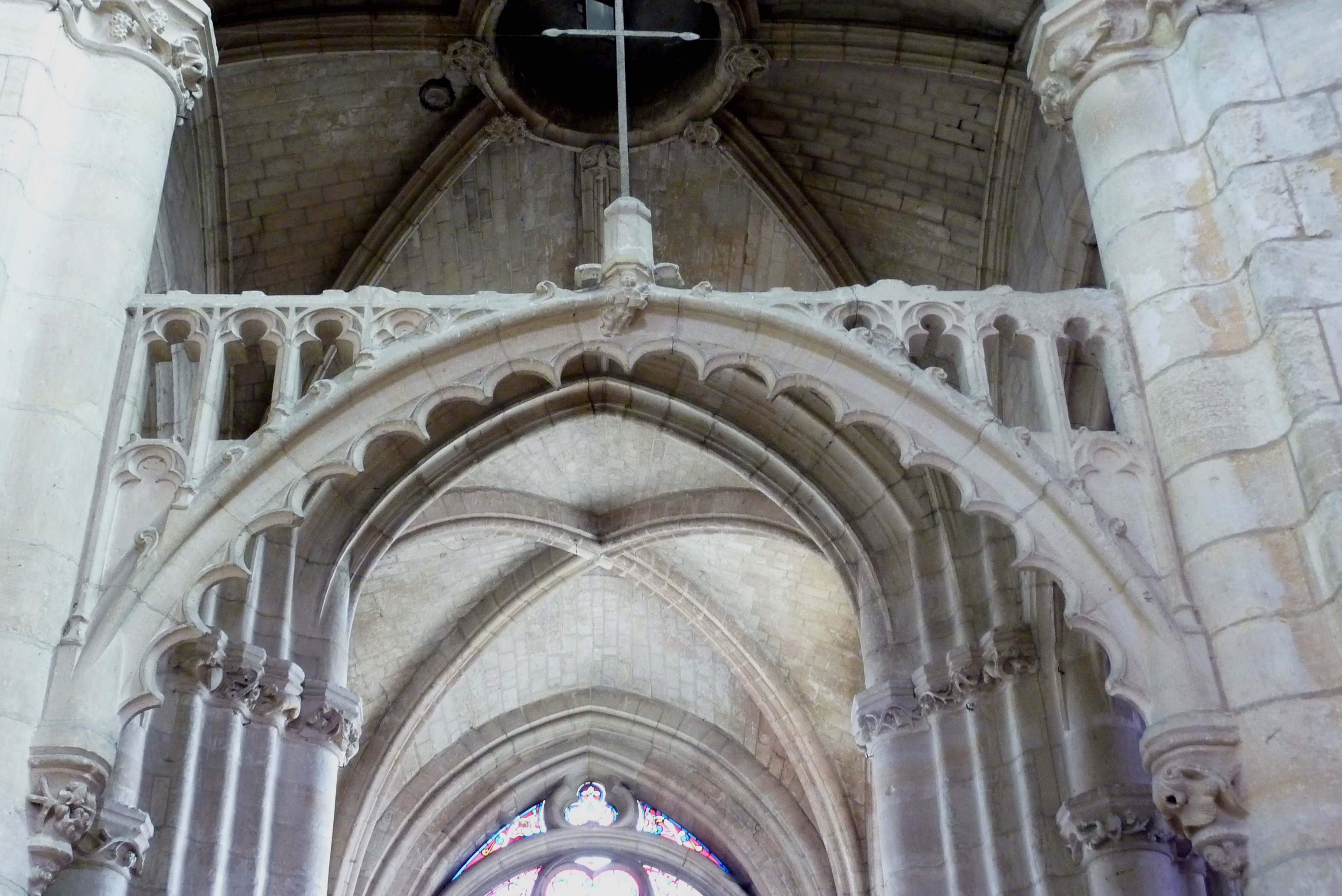
Vue rapprochée du tref.

Le carré du transept, les croisillons et le chœur ne mesurent que 11,00 m de haut, alors que la nef atteint 13,00 m. Depuis la reconstruction de la croisée, les arcades vers les croisillons ont été abaissées, et des décrochements sont donc visibles des deux côtés. Toutes ces arcades ont un profil prismatique avec deux gorges entre trois baguettes, l'ensemble étant encadré par des listels. Les nervures se fondent dans les colonnes. Dans chacun des quatre angles de la croisée, des faisceaux de trois colonnettes supportaient les doubleaux secondaires des quatre arcades et les ogives. Ces colonnettes et les colonnes des arcades ont été remaniées, ainsi que les colonnettes correspondant aux doubleaux secondaires extérieures à la croisée. Le maître d'œuvre a voulu créer des piles ondulées selon la mode à la période flamboyante. Il a rappareillé les supports du XIIe siècle, mais la façon abrupte dont les doubleaux secondaires rejoignent les piliers indiquent bien qu'il s'agit d'un remaniement et non d'une reprise en sous-œuvre. Les restes des bases gothiques qui affleurent en dessous des socles des deux piles orientales le prouvent aussi. Le tracé des courbes des doubleaux secondaires n'a pas été respecté, et ces derniers butent contre les piliers à un point beaucoup trop élevé. Du fait de l'abaissement des arcades vers les croisillons, la voûte de la croisée dispose de formerets au nord et au sud. Elle est percée au centre d'un trou pour la remontée des cloches, autour duquel rayonnent huit nervures prismatiques, soit quatre ogives et quatre liernes. À leur point de départ, des clés de voûte décoratives arborent chacun des motifs différents : un Christ en croix vers le chœur ; un crucifix vers la nef ; un cœur, un triangle et un trèfle inscrits dans un cercle ; une étoile de David ; et deux étoiles différentes à huit branches.
Comme les supports à l'extrémité orientale des bas-côtés, les piles remaniées de la croisée ont bénéficié de frises en guise de chapiteaux. Ils sont situés à un niveau plus bas du côté des croisillons. Les motifs sont des animaux, singes, lions et chiens ; de petits dragons ; des bébés nus (pas de chérubins car dépourvus d'ailes) ; et de nouveau des feuilles d'acanthe et des tiges de vigne avec des grappes de raisin et quelques feuilles. Contrairement à ce qui est parfois avancé, il ne peut être question d'anges musiciens ici. Selon Émile Lambin, « cette sculpture du XVe siècle, si bie fouillée qu'elle soit, perd beaucoup lorsqu'elle se trouve en présence de celle du XIIIe siècle. On sent en la comparant avec celle-ci que le grand art a disparu ». Maryse Bideault et Claudine Lautier se contentent pour leur part de ne pas commenter cette sculpture. Le voisinage avec les chapiteaux du XIIIe siècle existe au début du chœur, avec les chapiteaux des archivoltes des fenêtres de 1245 environ. Dans les extrémités nord-est et sud-est de la nef, des culs-de-lampe ont été posés pour recevoir les ogives de la dernière voûte. L'arc triomphal a été muni du tref déjà mentionné ; le terme de poutre de gloire paraissant moins approprié car il s'agit d'une arcade ajourée en pierre. L'intrados de l'arc est festonné, et il retombe sur deux culs-de-lampe tout en étant appareillé avec le parement des piles. La « poutre » elle-même s'apparente à un étrésillon de pierre, relié à l'arcade par des arcatures trilobées, dont celles proches du sommet ne sont qu'ébauchées. Au sommet de chaque arcature, l'étrésillon conserve les socles des statues qui ont malheureusement toutes été bûchées à la Révolution française. Elles devait être au nombre de dix et flanquer le calvaire au centre, qui a été remplacé par une simple croix de fer, au pied duquel l'on observe un chérubin tenant un phylactère,.

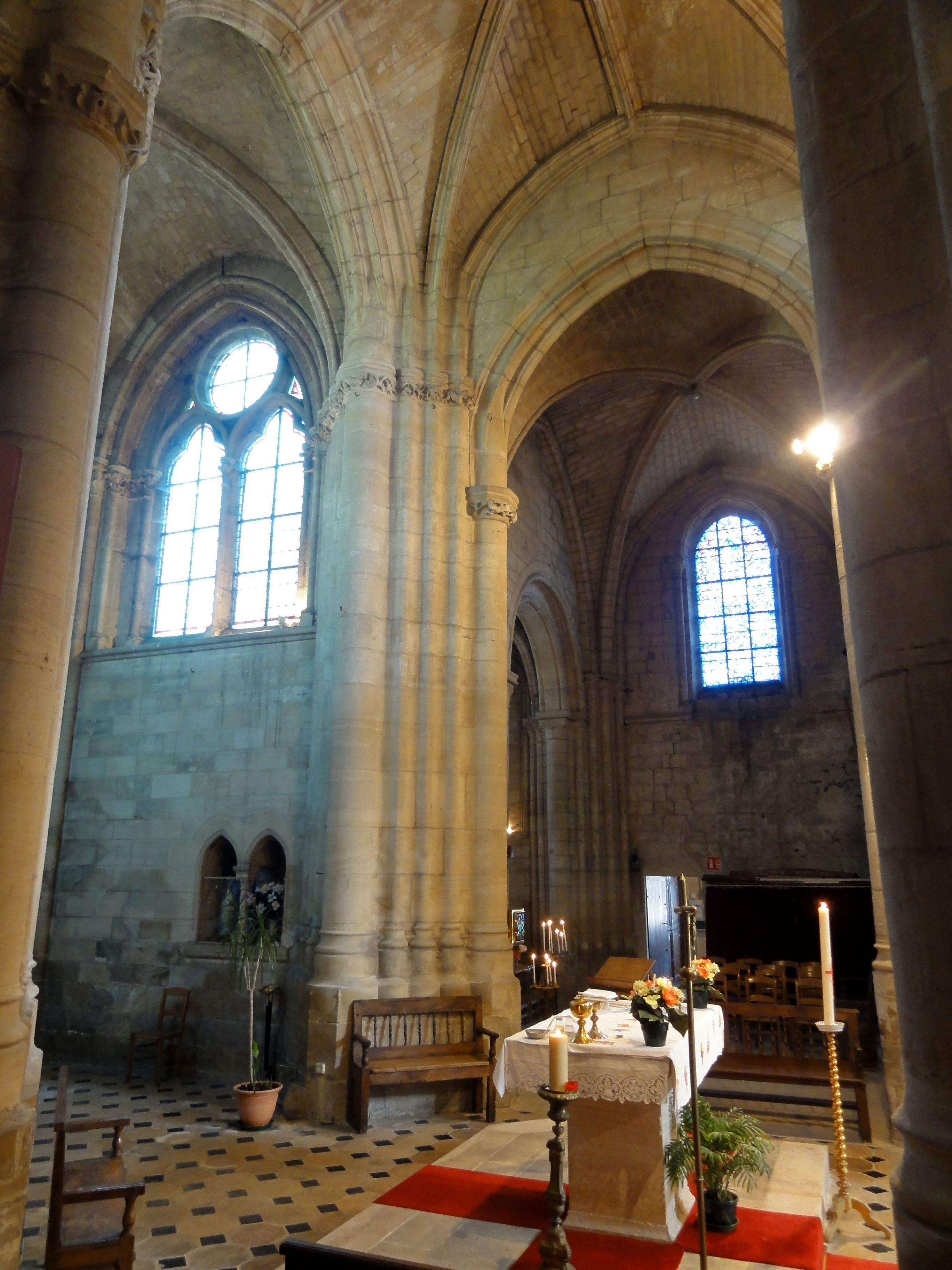
Vue dans le chœur et le croisillon sud.
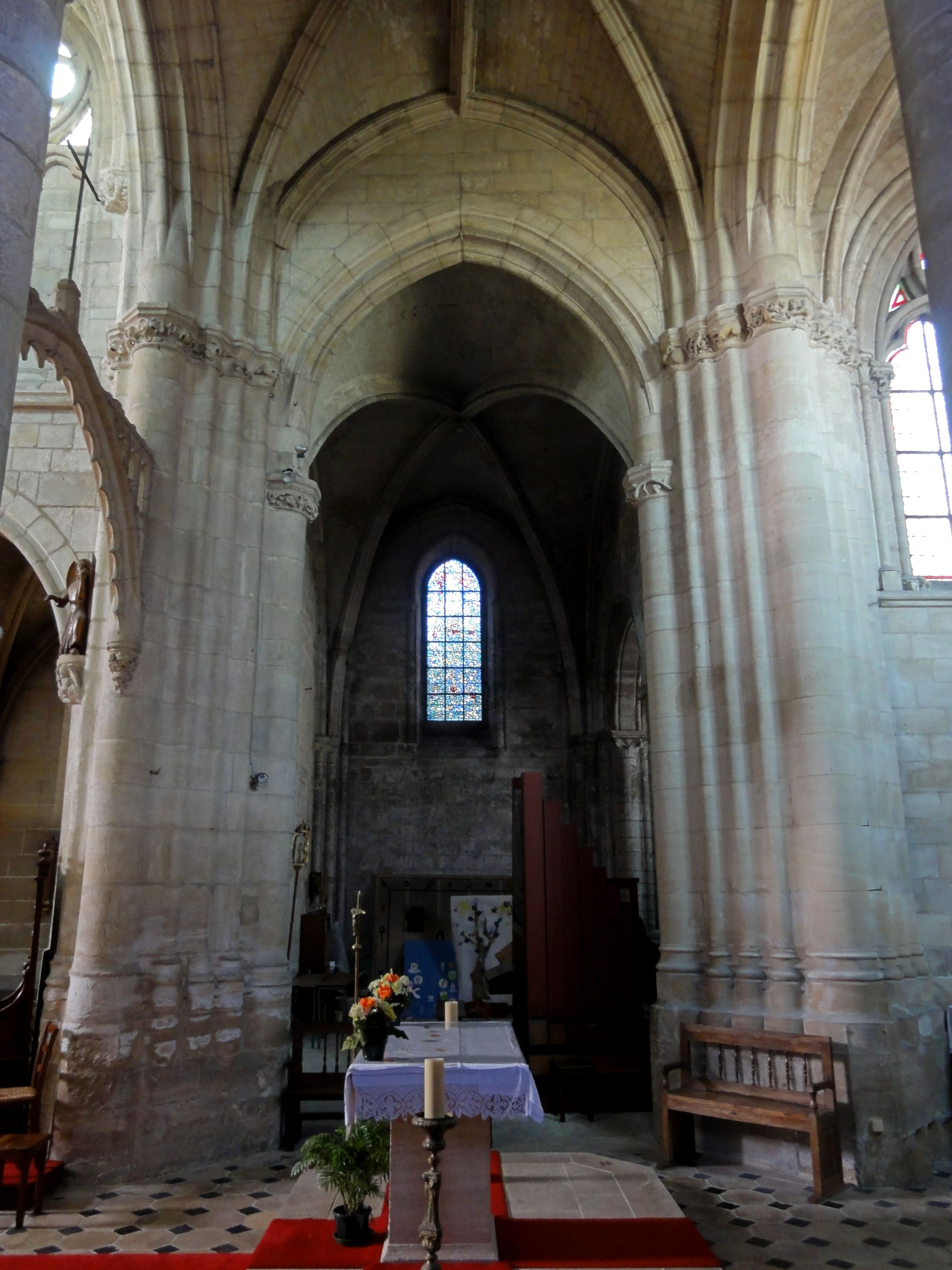
Vue dans le croisillon nord.
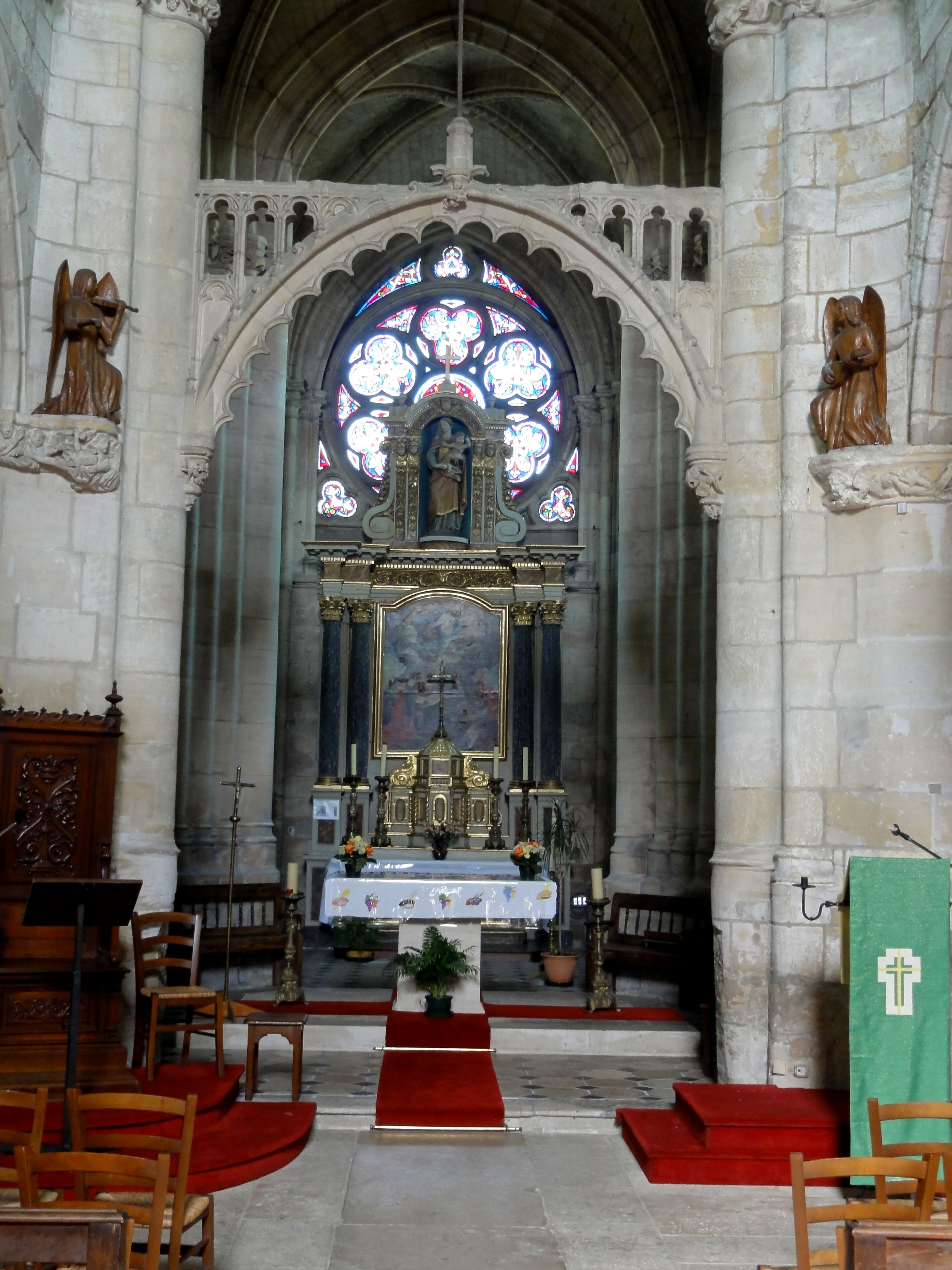
Poutre de gloire, vue depuis la nef.
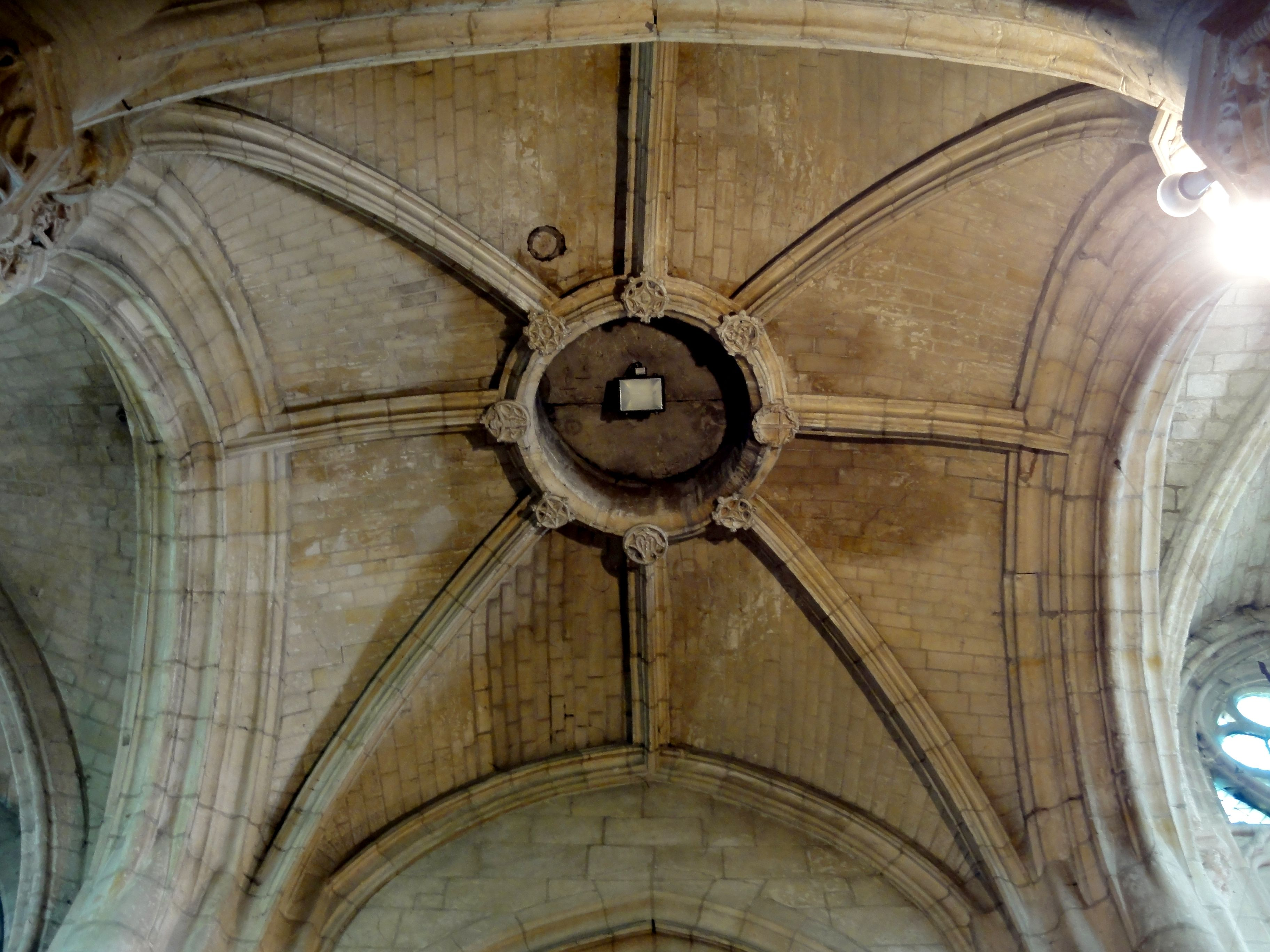
Voûte de la croisée.
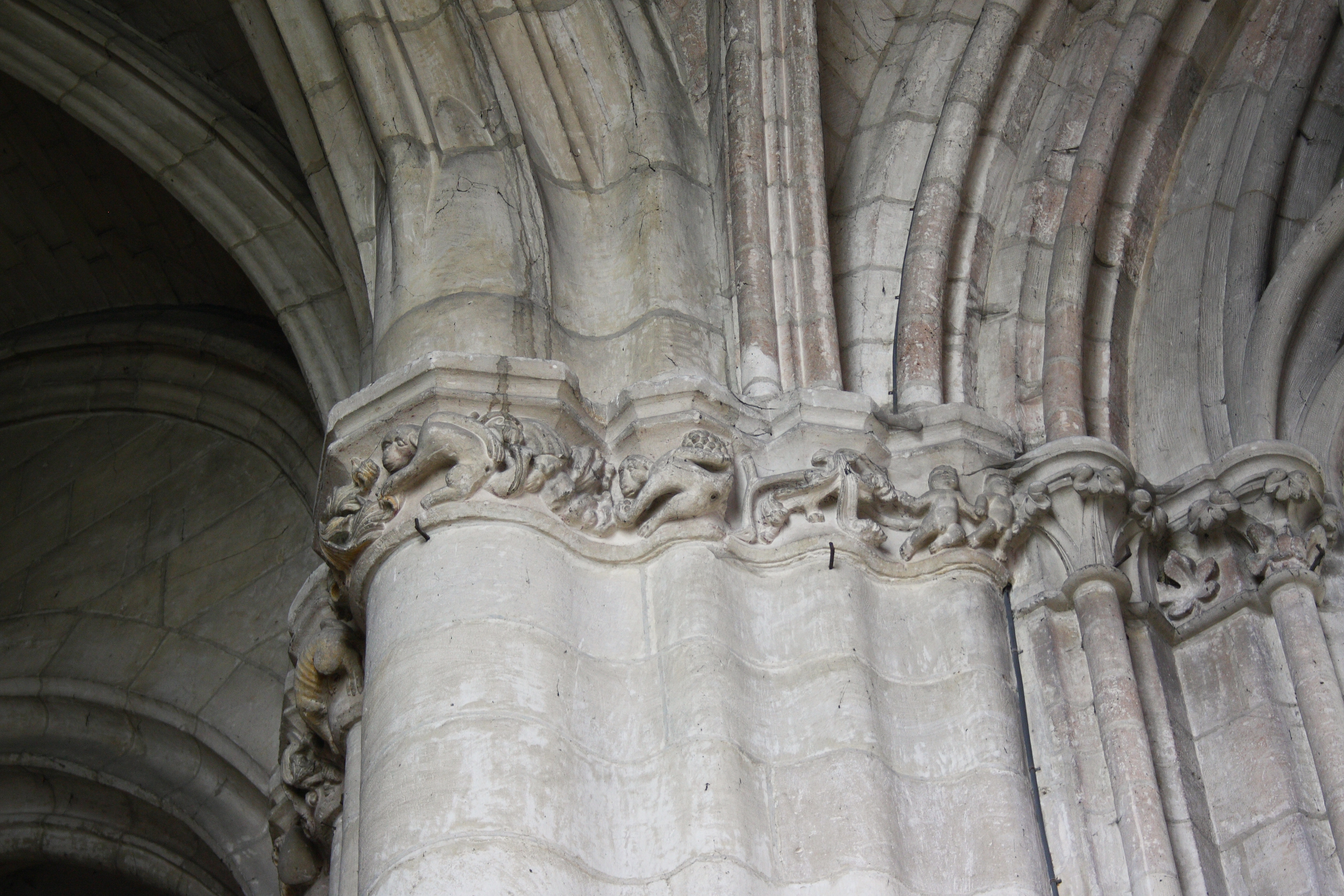
Frise de la pile nord-est à l'entrée du chœur, côté sud.
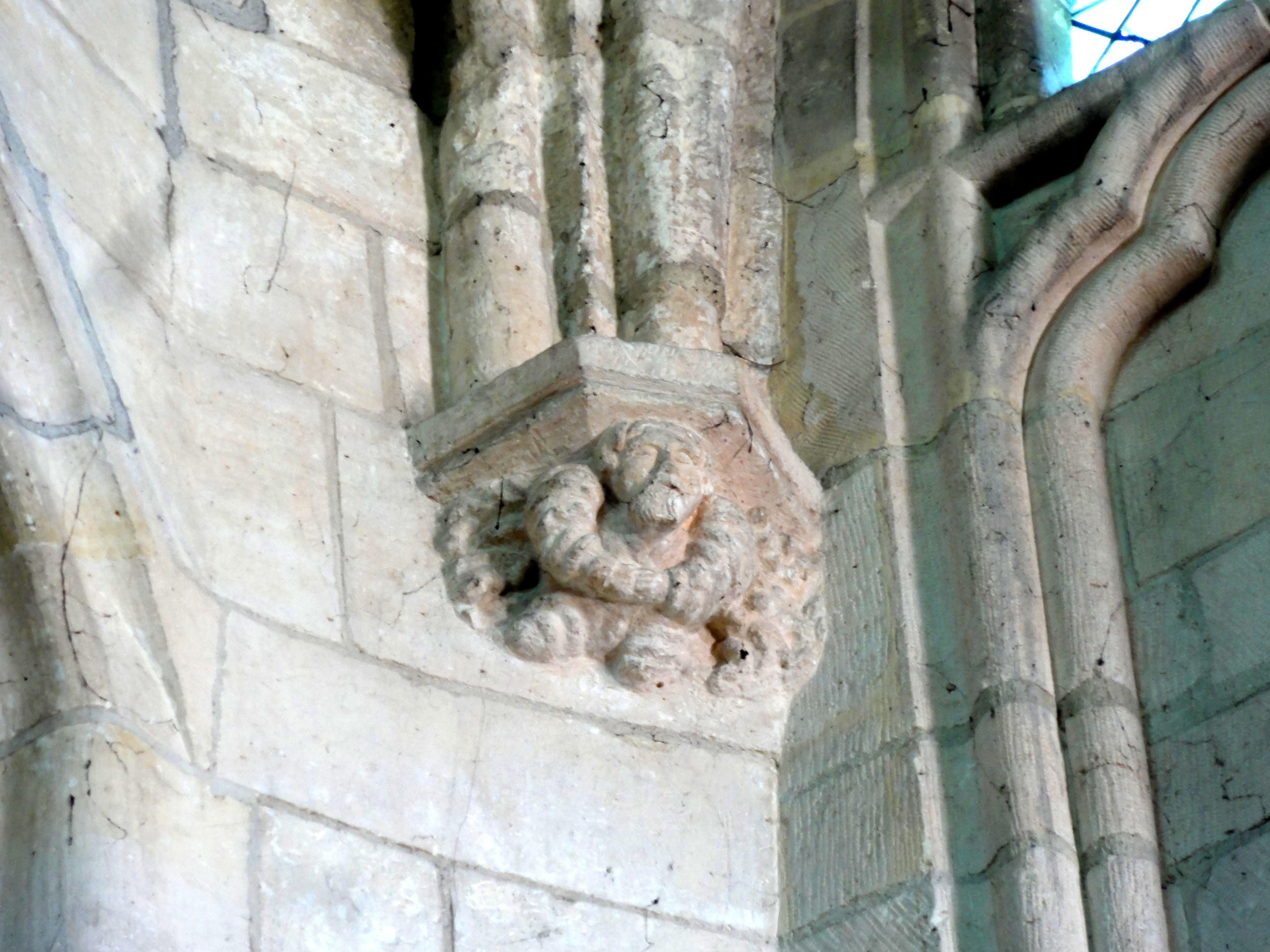
Cul-de-lampe dans l'angle sud-ouest de la nef.

#### Chœur

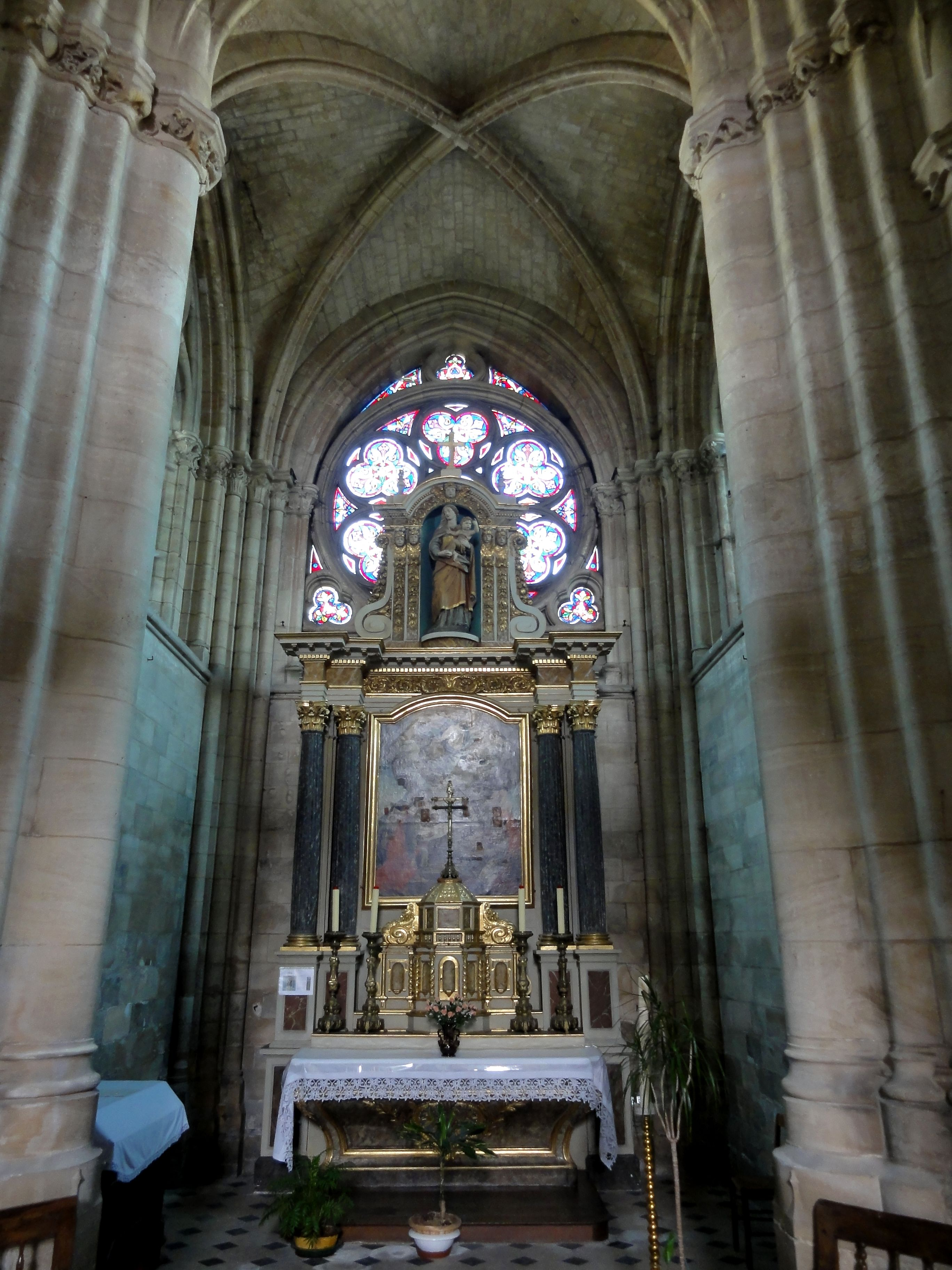
Vue dans le chœur depuis la croisée.

Le chœur liturgique est aujourd'hui dans la croisée du transept, où se situe le maître-autel. Ce rapprochement des fidèles s'est imposé, car en regardant depuis la nef, les volumineuses piles du clocher font apparaître le chœur proprement dit comme un espace confiné, un peu isolé du reste de l'église. C'est la faiblesse de toutes les églises au clocher central. Ceci étant dit, le chœur est d'une architecture très recherchée, et avec l'imposant retable d'autel du XVIIe siècle, donne un cadre digne du Saint-Sacrement qu'il abrite. Le chœur ne conserve de sa construction vers 1180 / 1190 que la voûte et ses supports, ainsi que les soubassements des fenêtres. Ils ont pris la forme de murs-bahut lors de la création des grandes verrières rayonnantes actuelles, peu avant le milieu du XIIIe siècle. Ces murs étonnent par leur nudité et leur hauteur, qui équivaut aux deux tiers de la hauteur des faisceaux de colonnettes dans les angles. Des bandeaux moulurés séparent les murs-bahut des fenêtres, qui n'occupent que le tiers supérieur des parois, mais épousent en haut la lunette des voûtes. Des faisceaux de trois colonnettes aux chapiteaux de crochets sont logés dans les angles près du chevet. S'y ajoutent deux colonnettes pour les archivoltes des fenêtres, et les meneaux extérieurs des baies latéraux donnent des colonnettes supplémentaires. Ces colonnettes et meneaux sont très minces, et leurs chapiteaux sont de plan rond. Leur sculpture se poursuit sur les étroits pans de mur qui restent libre entre les supports. Elle est moins sévère et plus variée que celle de la nef, et représente le trèfle, la renoncule, la chélidoine, le figuier et la lierre. Le remplage des baies latérales est constitué de deux lancettes trilobées surmontées d'un oculus. C'est un réseau réticulé, dont le réseau primaire forme la structure porteur et les arcades trilobées, et le réseau secondaire les lancettes. La rosace de la fin du XIXe siècle se compose de six trèfles inscrits dans des oculus, et des trèfles occupent également les trois écoinçons. Une piscine liturgique existe dans le mur sud du chœur,.

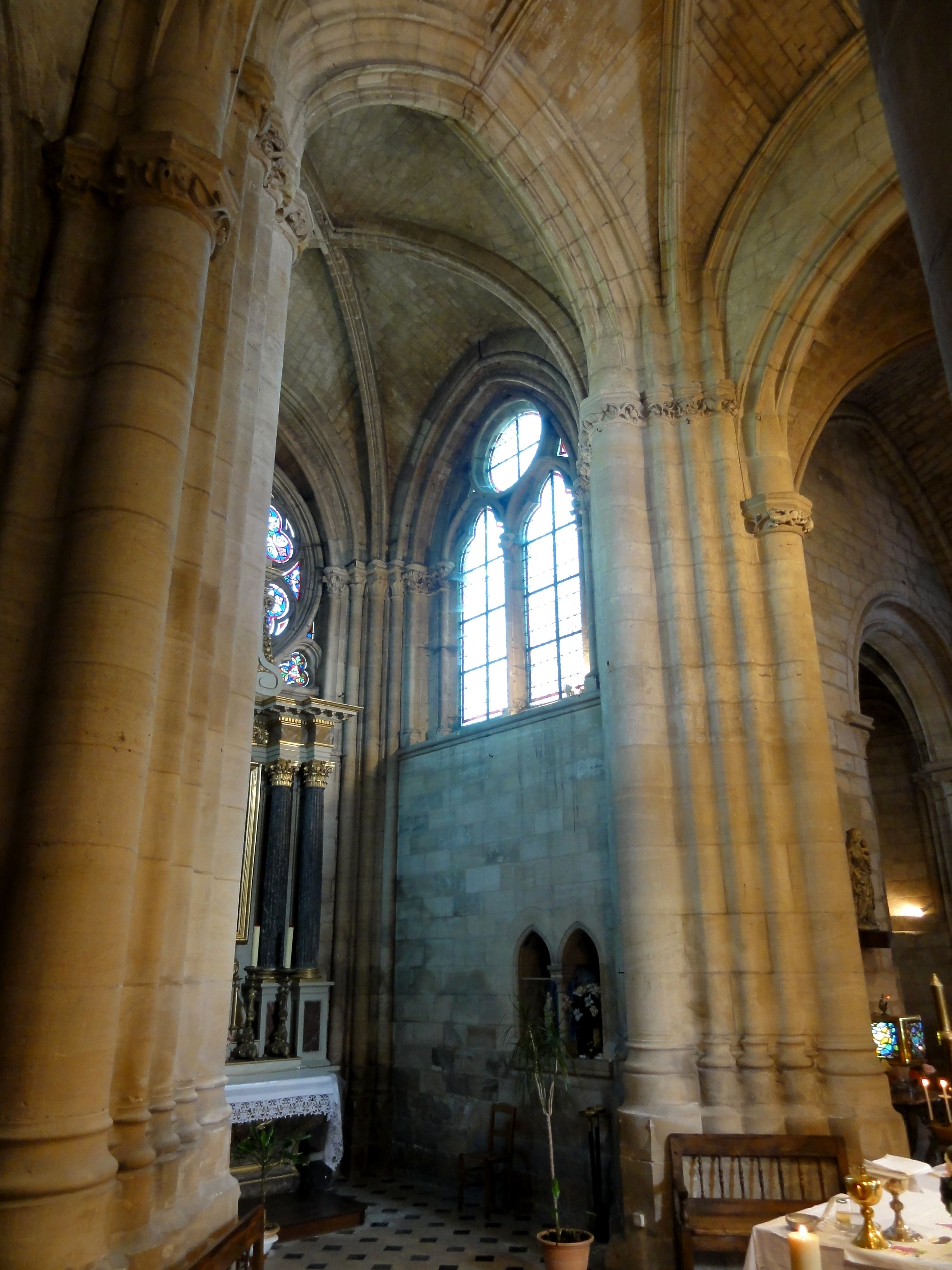
Chœur, côté sud.
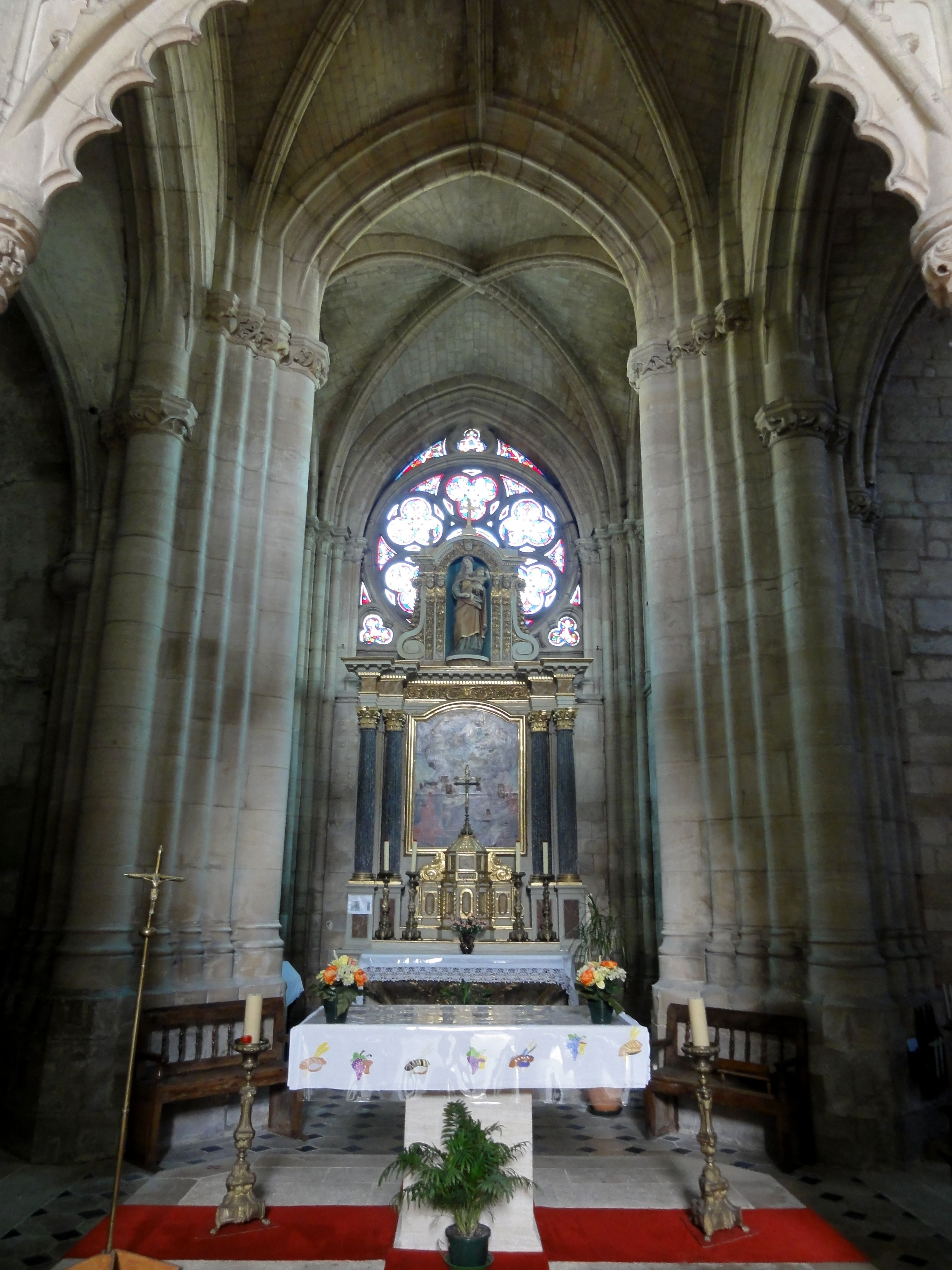
Vue dans le chœur depuis la croisée.
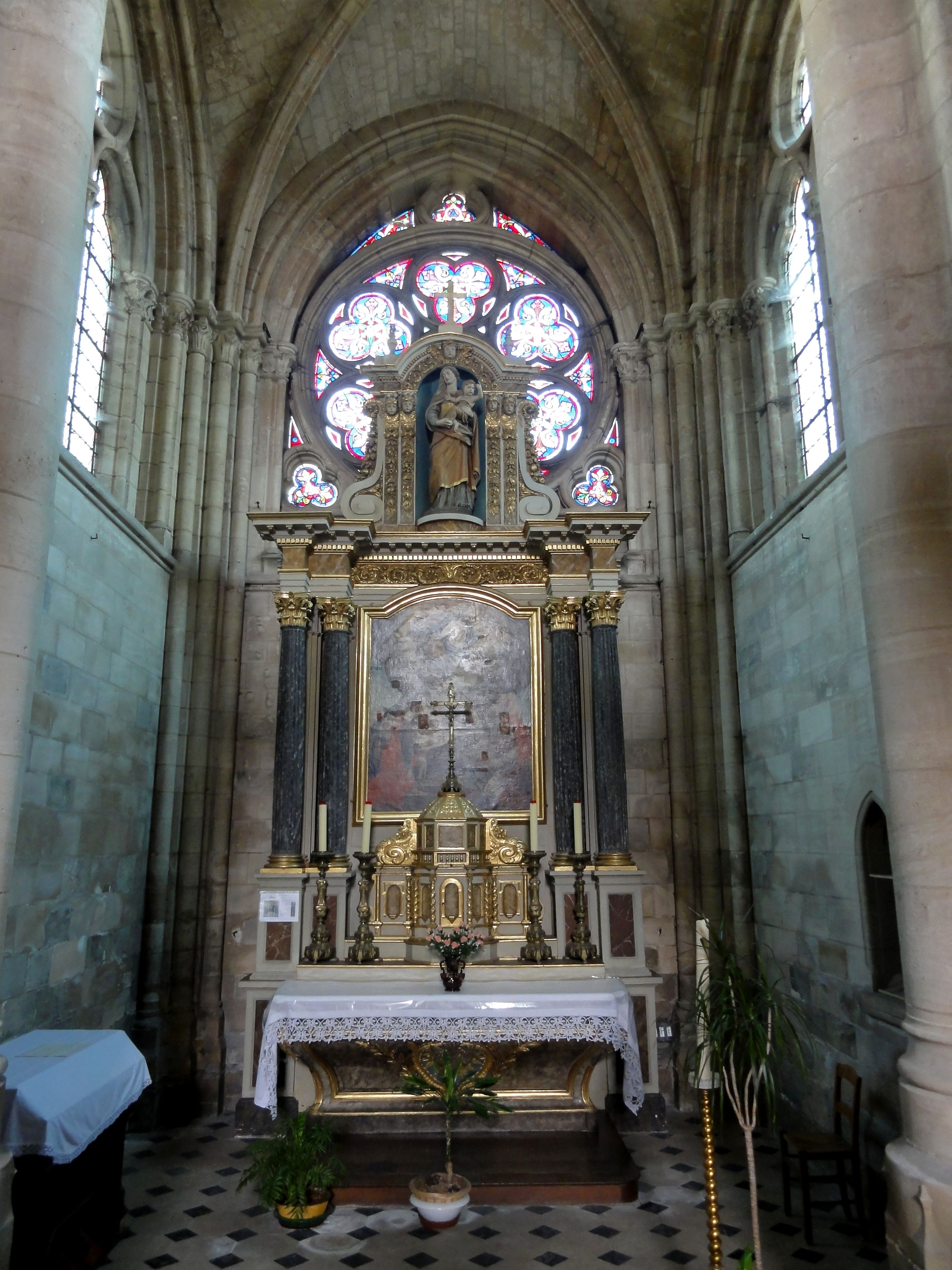
Chœur et retable d'autel.
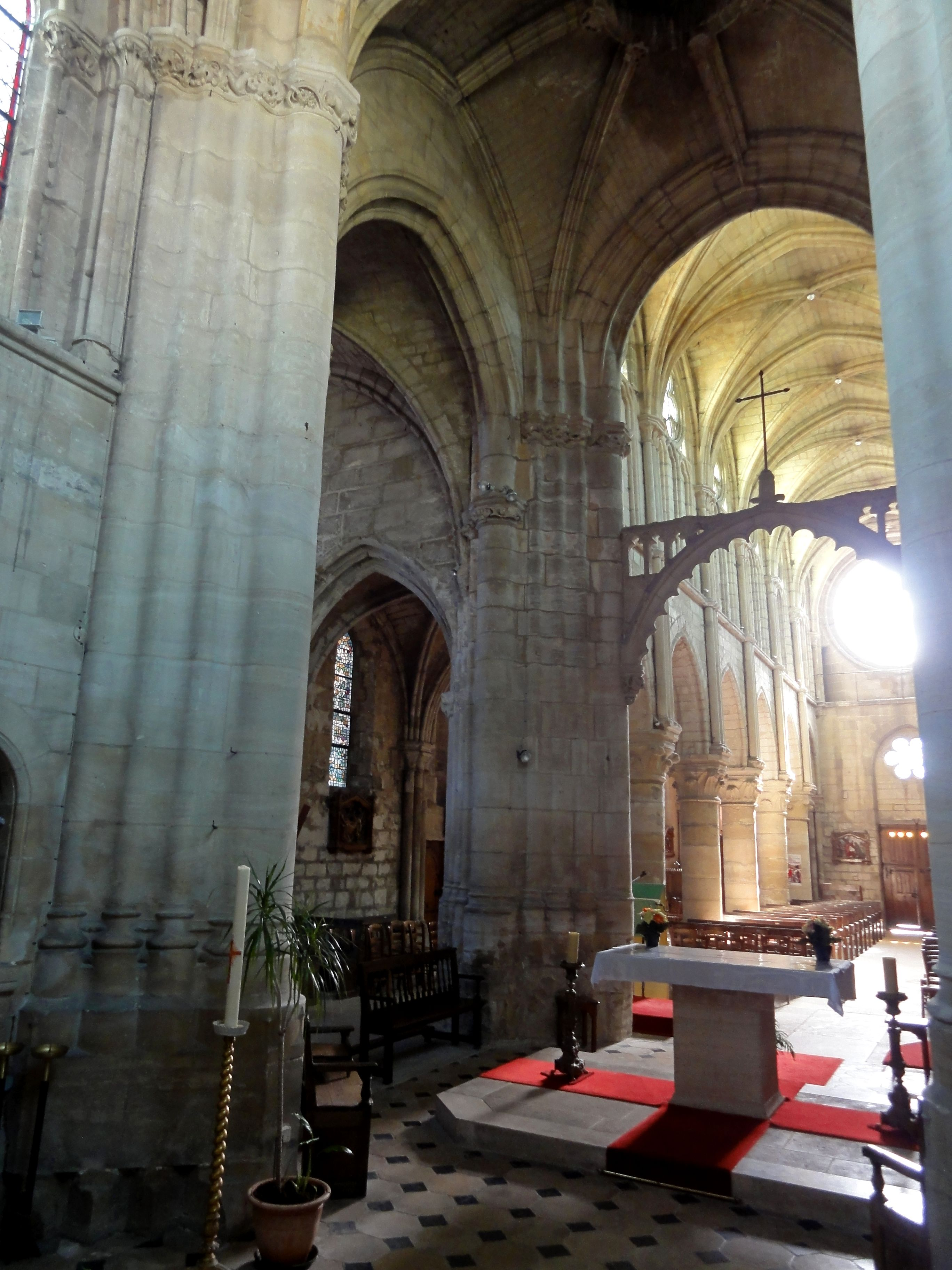
Vue depuis le sanctuaire.
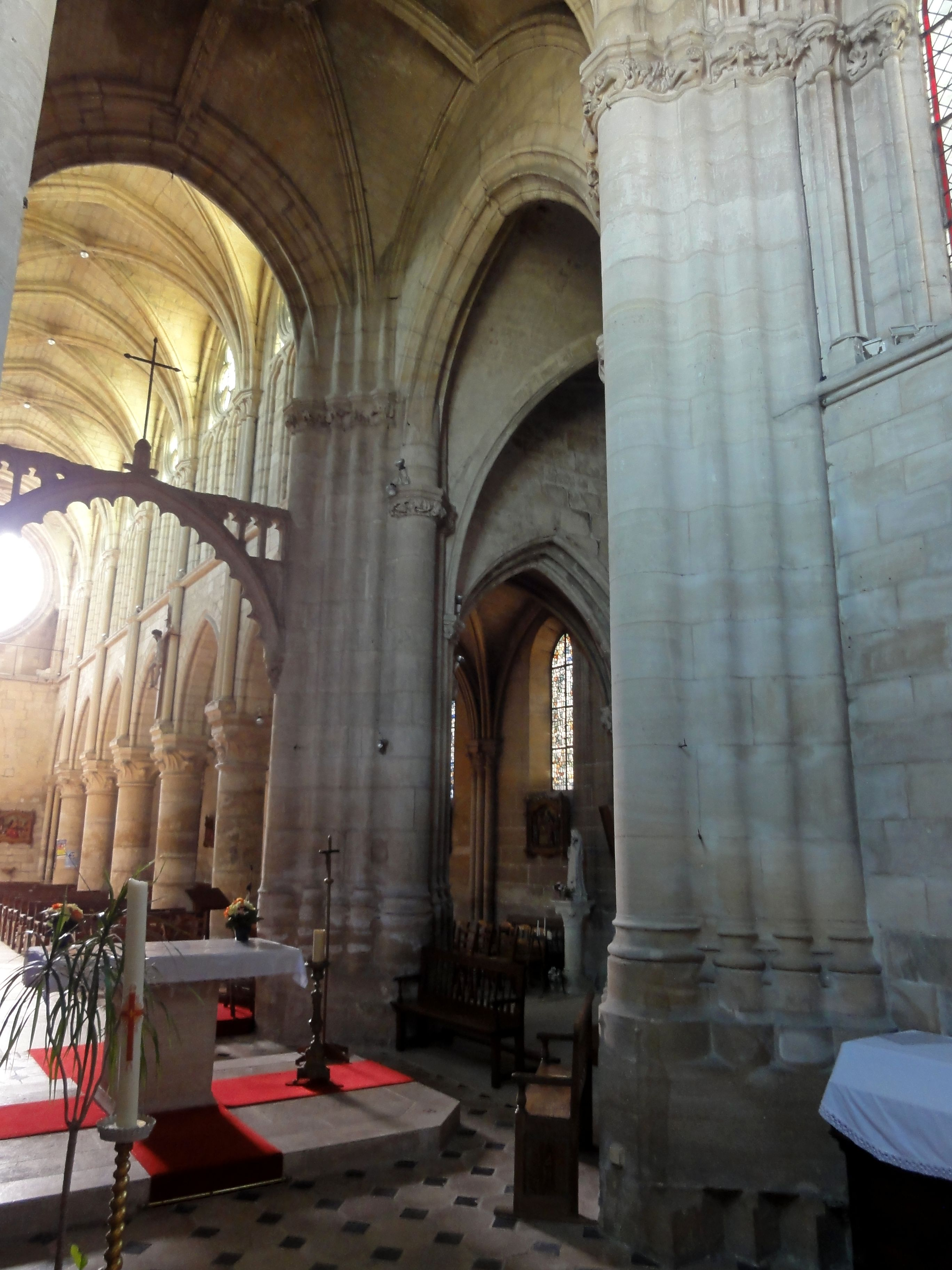
Vue depuis le sanctuaire.
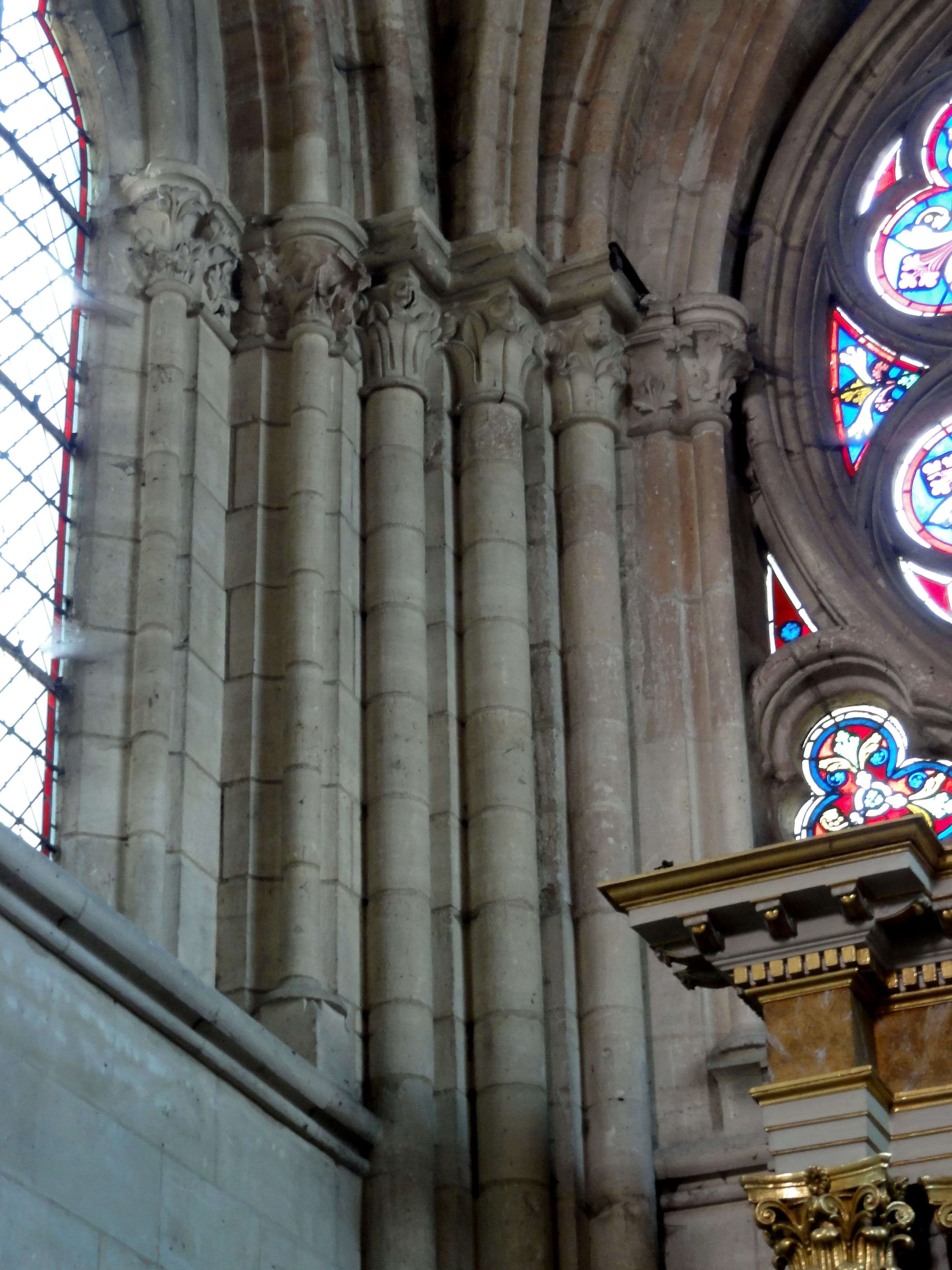
Colonnettes près du chevet.

#### Croisillons et chapelles orientées

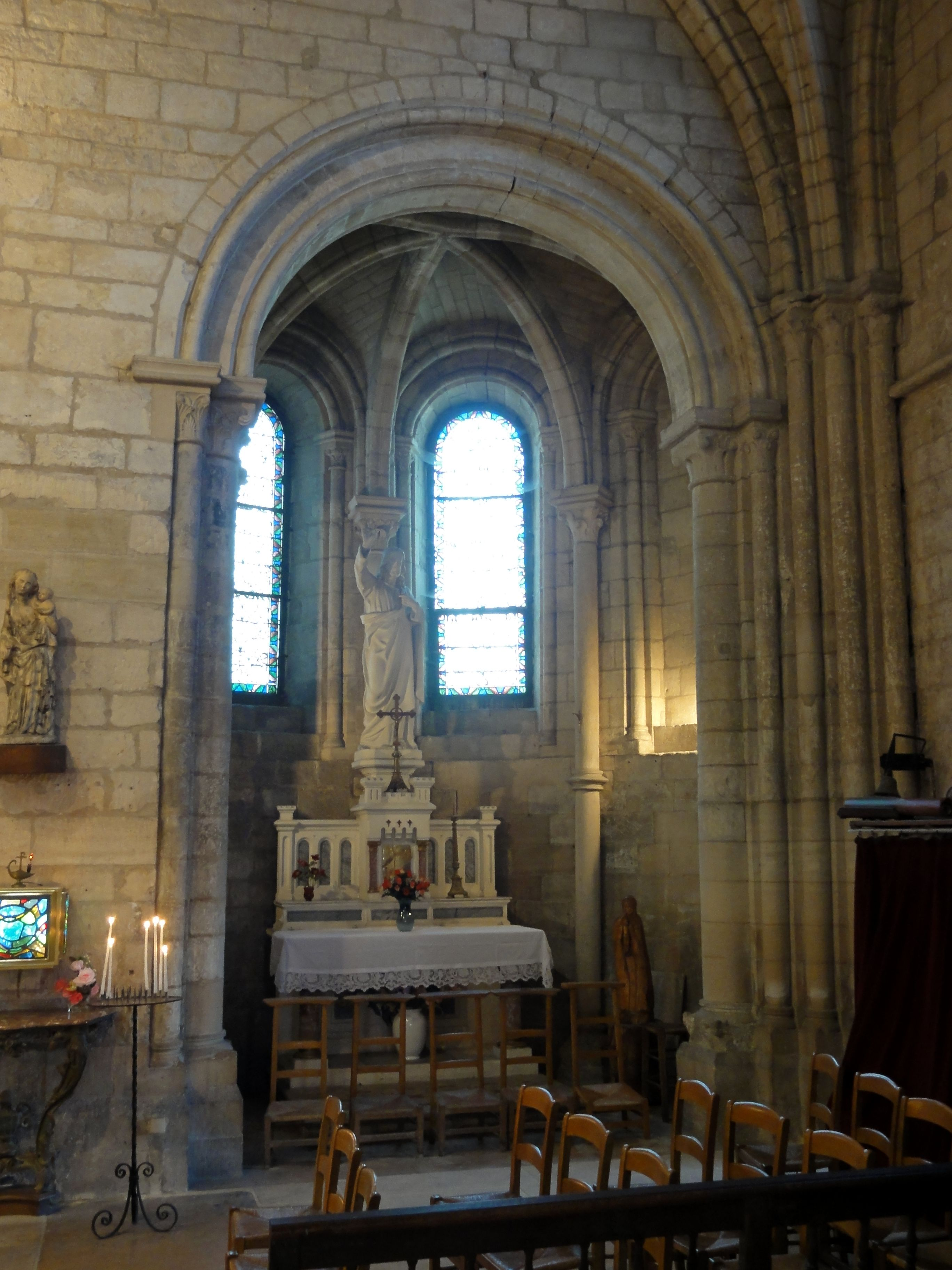
Absidiole sud.

Les croisillons sont de même largeur et de même hauteur que le chœur, et avant l'agrandissement de ses fenêtres au milieu du XIIe siècle et le remaniement de la croisée du transept à la fin du XVe siècle, seules les élévations latérales se différenciaient. Côté ouest, elles comportent les arcades vers les bas-côtés, et côté est, s'ouvrent les chapelles orientées. Ces arcades ne se font pas face : les croisillons sont assez profondes, et des pans de murs nus existent entre les arcades vers les bas-côtés et les extrémités des croisillons, ainsi qu'entre les absidioles et le chœur. Les croisillons frappent avant tout par l'ambiance sombre et un peu triste qui y règne, et l'on peut s'étonner que l'architecte du XIIe siècle n'a prévu qu'une unique fenêtre par croisillon, alors que deux fenêtres latérales auraient été possibles dans le croisillon sud, et au moins une fenêtre dans le croisillon nord, où une tourelle d'escalier s'insère entre l'absidiole et le chœur. Les fenêtres des croisillons sont d'étroites lancettes simples, qui s'ouvrent entre deux colonnettes à chapiteaux et sont surmontées d'une archivolte torique. La rareté des fenêtres peut être interprétée comme un signe d'économie, mais l'idée était sans doute d'éviter d'affaiblir les murs, qui jouent un rôle essentiel dans le contrebutement du clocher. En dépit du parti d'austérité, l'architecte a prévu des formerets, ainsi que des colonnettes à chapiteaux réservées à ces formerets. Curieusement, les chapiteaux des formerets des deux extrémités du transept sont situés à un niveau plus élevé que les autres. C'est d'habitude une caractéristique des formerets de la nef. Vers la croisée, les chapiteaux ont été remaniés, mais certains n'ont jamais été sculptés,.
Le seul intérêt des croisillons sont à vrai dire les absidioles. Elles sont en principe passées de mode à la période gothique, et leur appartenance à l'architecture romane se semble manifester par le recours exclusif au plein cintre, que ce soit pour les arcades ou pour les fenêtres. On s'est posé la question si les absidioles ne constituent pas un vestige d'une précédente église ; en tout cas il est acquis qu'elles constituent ses parties les plus anciennes. Elles évoquent les chapelles rayonnantes de la cathédrale Saint-Maclou de Pontoise dans leur forme primitive. Pendant la période gothique, les seules églises du département dont le transept a été muni d'une absidiole sont l'église Saint-Étienne de Fosses et l'église Notre-Dame de Taverny ; à Fosses, elles sont encore plus archaïques qu'à Champagne-sur-Oise. L'architecture des chapelles orientées est très raffinée : les arcades sont pourvues de doubleaux secondaires, et les parois en hémicycle sont subdivisées en quatre segments, dont le deuxième et le troisième sont percés de fenêtres. La voûte retombe sur des colonnettes uniques de part et d'autre des fenêtres, baguées à mi-hauteur, et les tailloirs de leurs chapiteaux reçoivent également les formerets. Ceux-ci tiennent lieu de deuxième archivolte aux fenêtres, qui elles-mêmes sont surmontées d'archivoltes toriques reposant sur les chapiteaux de fines colonnettes. L'on identifie la feuille d'acanthe traitée selon la tradition romane, mais aussi le nénuphar caractéristique de la période gothique. Certains chapiteaux ont été remplacés, et se remarquent facilement par leur sécheresse,.

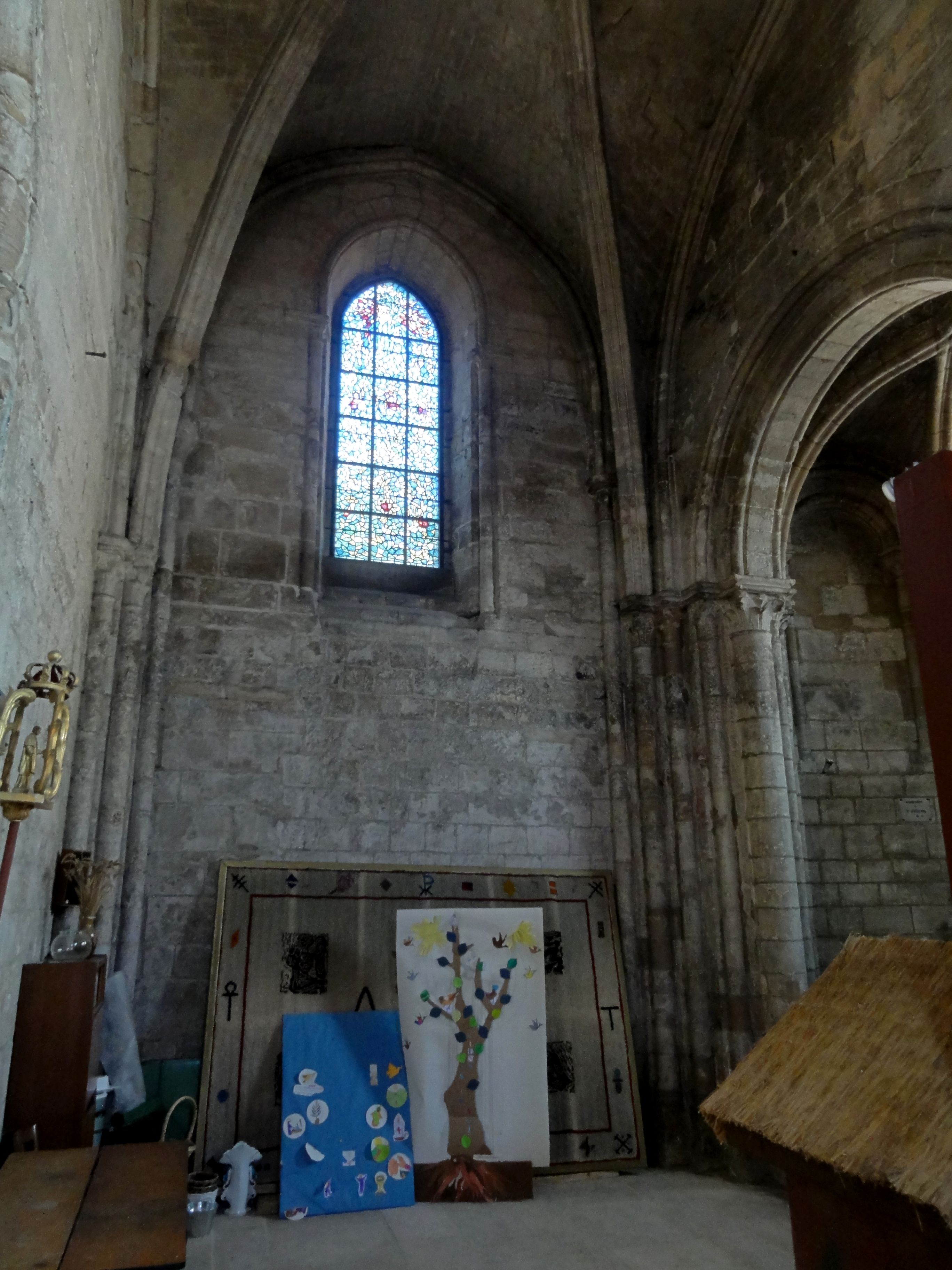
Croisillon nord, côté nord.
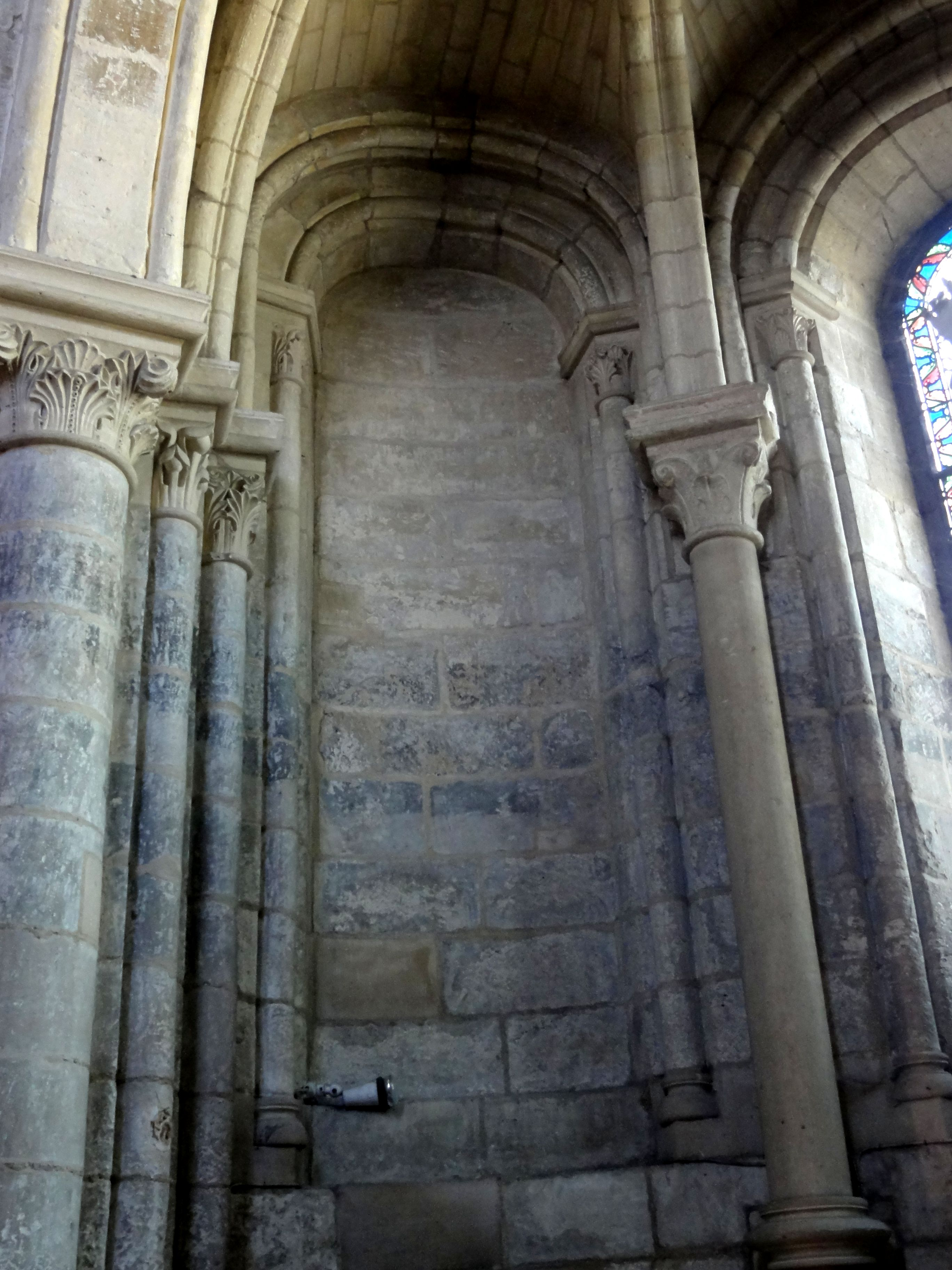
Absidiole sud, côté nord.
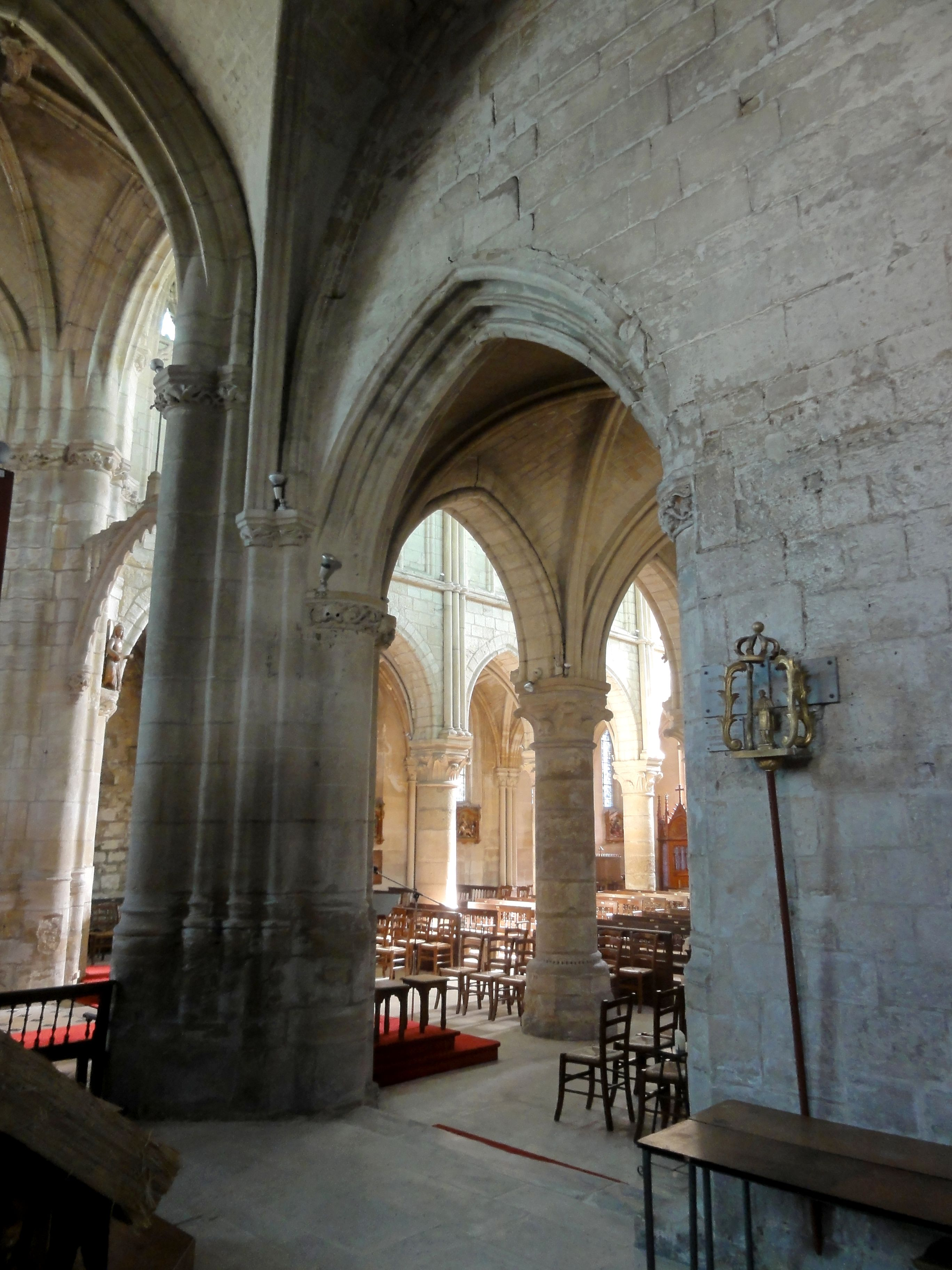
Croisillon nord, arcade remaniée vers le bas-côté.
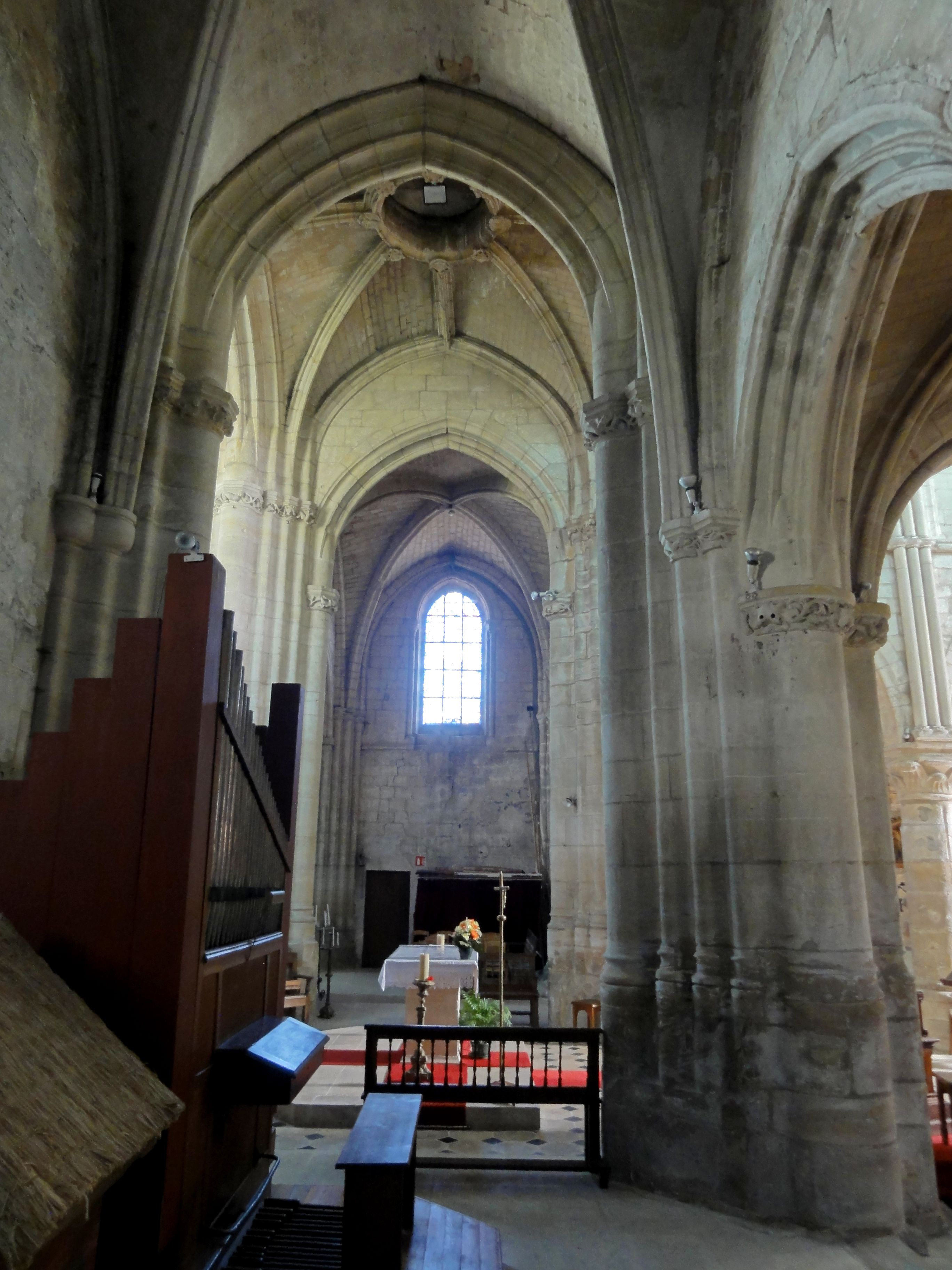
Transept, vue nord-sud.
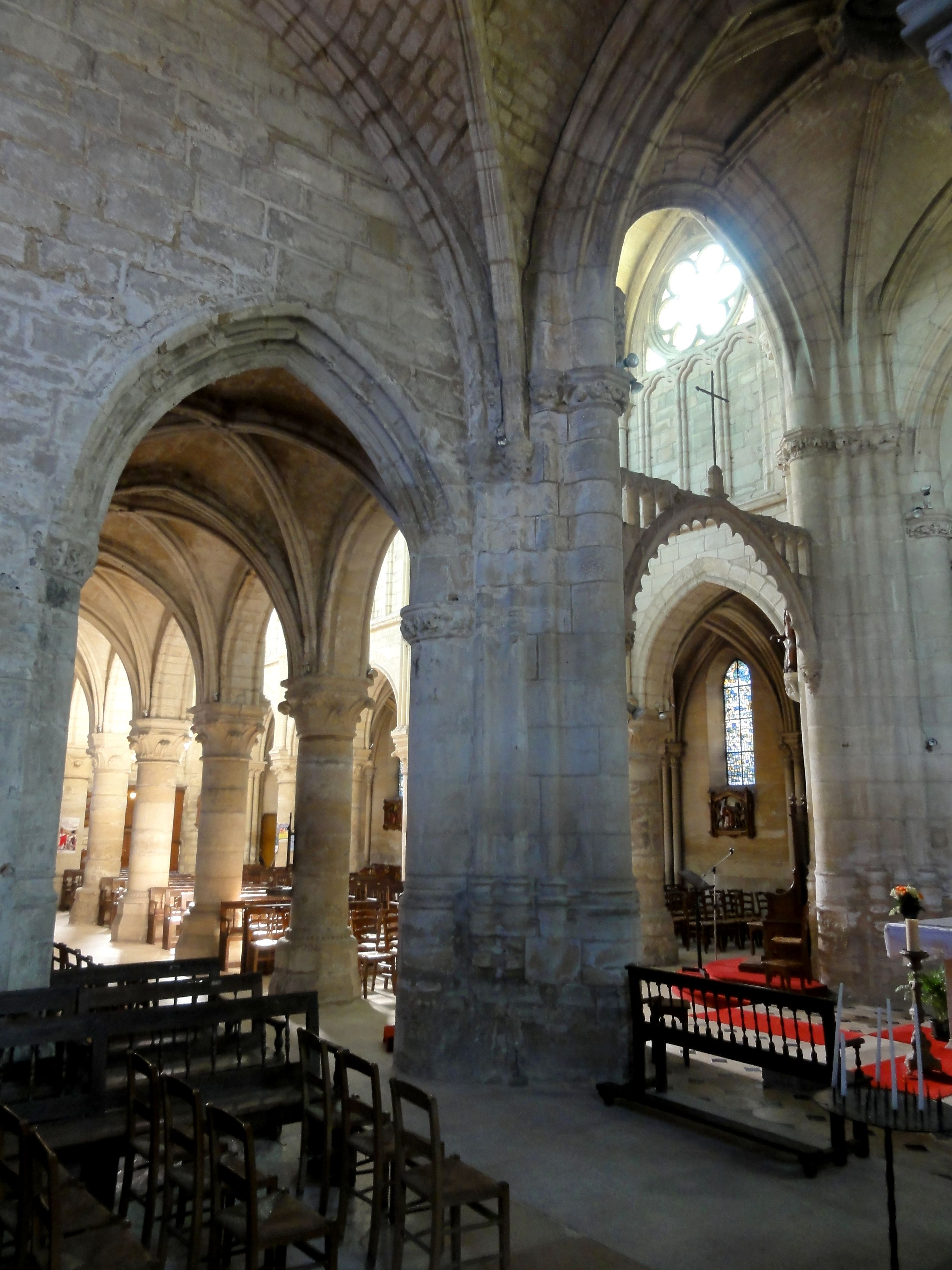
Croisillon sud et croisée, côté ouest.
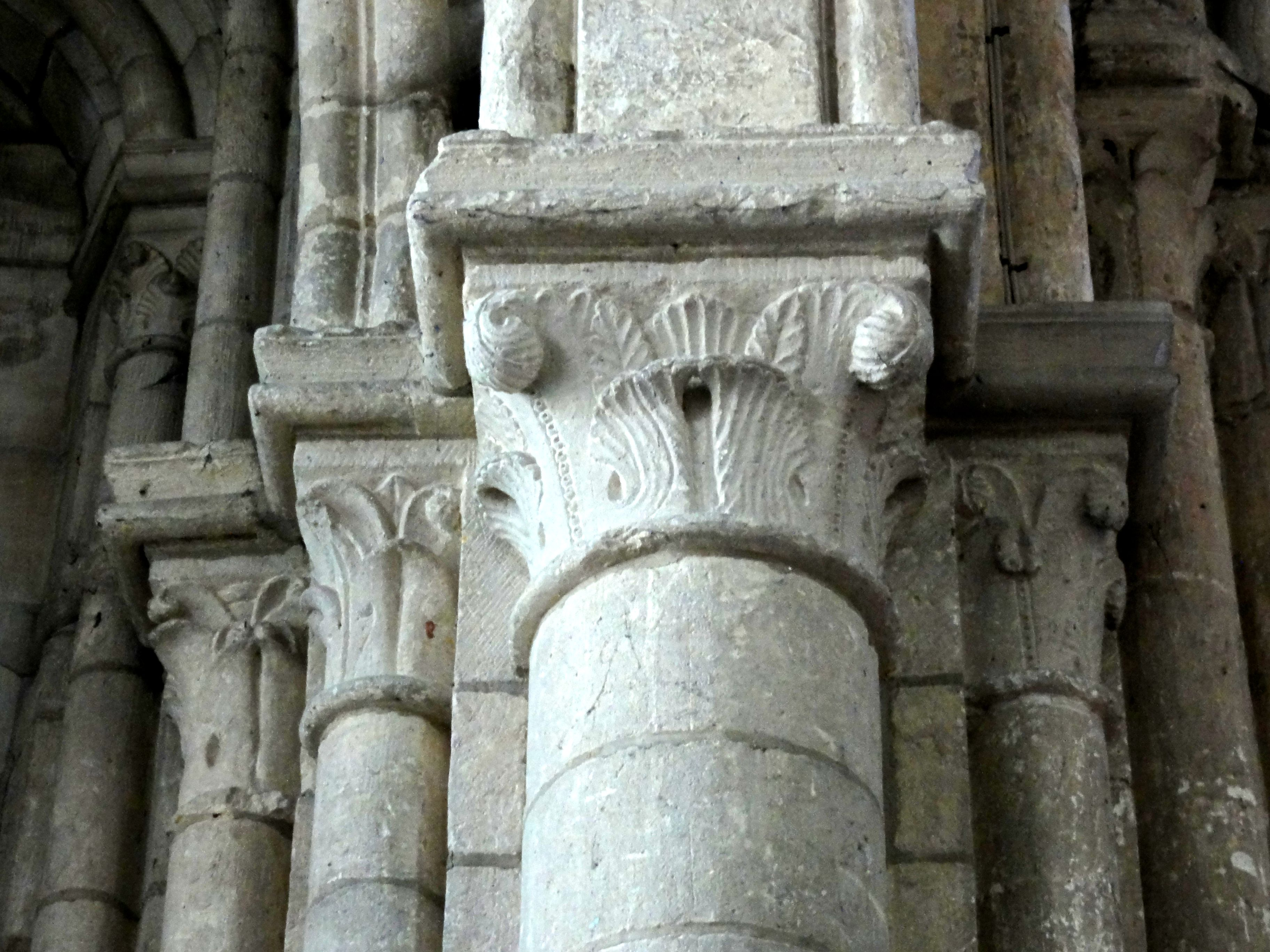
Chapiteaux à l'entrée de l'absidiole sud, côté sud.

### Extérieur

#### Clocher et chevet

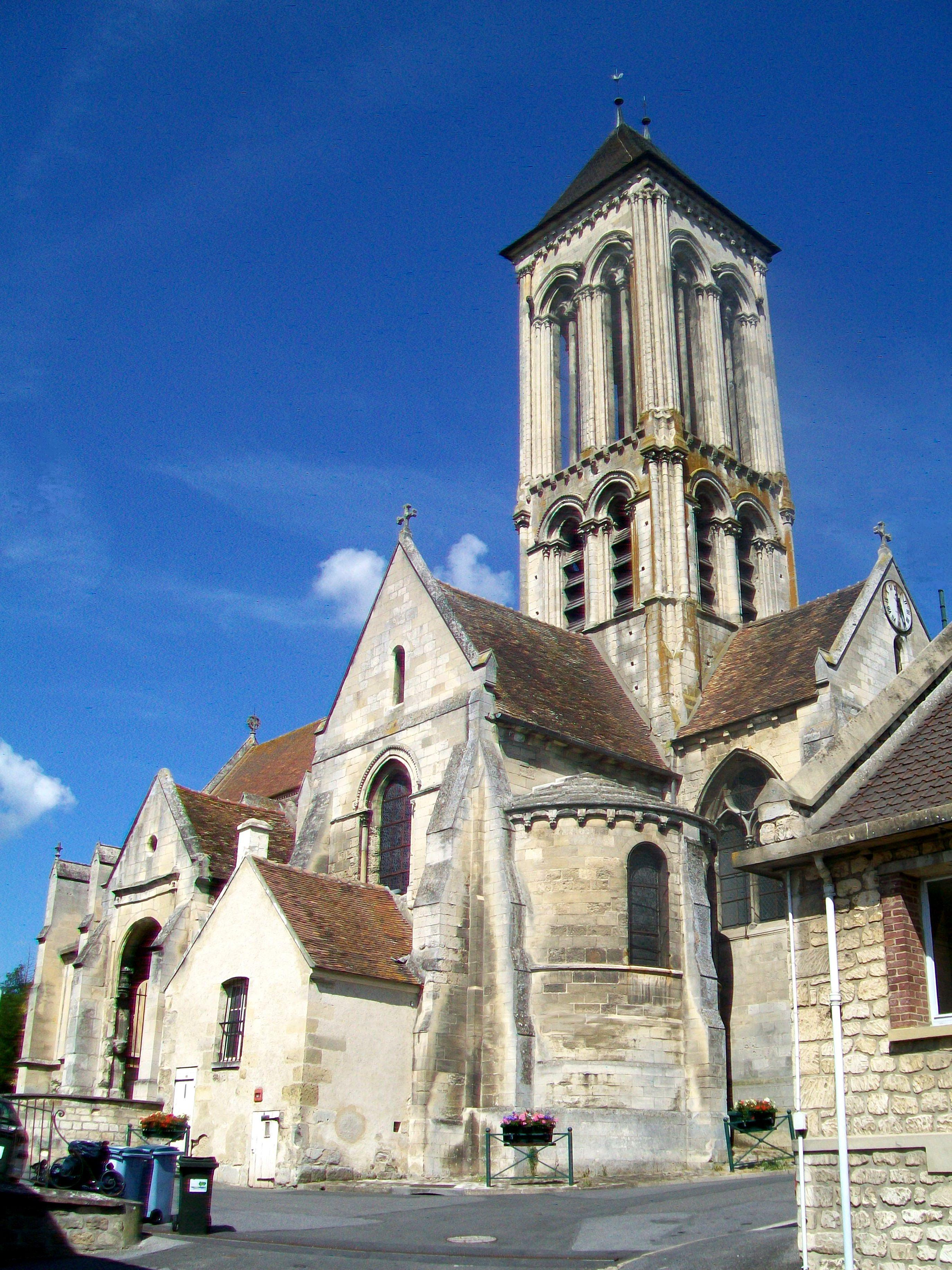
Chevet, vue depuis le sud-est.

Le clocher représente l'un des plus élégants clochers gothiques du département, avec ceux d'Auvers-sur-Oise et de Grisy-les-Plâtres. Il comporte deux étages érigés en deux étapes, dont le second est deux fois plus élevé que le premier. Celui-ci s'inscrit encore dans la tradition des clochers romans du Vexin français et de la moyenne Vallée de l'Oise, qui sont parmi les plus remarquables que l'architecture romane ait produit en France. Avec les portails, ce sont en même temps les seuls composants des églises où l'architecture romane est parvenu à l'épanouissement dans la région. Le premier étage du clocher est, à peu de détail près, une copie de son homologue de l'église Saint-Symphorien de Nesles-la-Vallée, assez proche. Loué par Eugène Viollet-le-Duc pour l'harmonie des proportions et l'équilibre entre les pleins et les vides, ce clocher voisin date de 1130 / 1140 environ. Comme seule différence notable, les arcs des fenêtres sont désormais brisés, et de la corniche beauvaisine, ne subsistent plus que les modillons sculptés en masques. Le soubassement est épaulé par deux contreforts carrés par angle, qui au niveau de l'étage cèdent à des contreforts-colonnes munis de chapiteaux, appareillés avec le mur. Entre deux colonnes, des colonnettes agrémentent les angles. Chaque face est percé de deux baies abat-son géminées, qui s'ouvrent sous une archivolte torique et entre deux colonnettes à chapiteaux. Afin de laisser paraître ces ouvertures plus grandes, elles sont précédées par une archivolte extérieure, qui retombe sur une grosse colonnette au centre, et sur deux colonnettes à gauche et à droite. Un cordon de têtes de clou surmonte les archivoltes. Il repose sur une tête grimaçante au milieu, et deux têtes grimaçantes plus petites à gauche et à droite, qui manquent à Nesles. Par contre, l'architecte de l'église de Champagne a oublié les portions de corniche aux angles du clocher, et il n'a pas relié les contreforts-colonnes à la corniche, trait particulièrement salué à Nesles.
Le second étage séduit par son caractère élancé, et les colonnettes y ont été démultipliées. Les contreforts-colonnes s'y composent de trois colonnettes, et les supports au milieu des archivoltes extérieures également, mais l'on remarque que les colonnettes médianes sont dépourvues de chapiteaux. En outre, les baies sont subdivisées en deux étroites arcades grâce à un tympan orné d'une rosace en bas-relief, et une colonnette centrale. Les têtes grimaçantes s'apparentent davantage à des gargouilles. La corniche est assez curieuse. Entre deux corbeaux sculptés en masques, l'architecte a disposé deux grandes têtes de clou, et en dessus, il existe un deuxième rang de têtes grimaçantes, dont certaines évoquent des animaux ou des démons. Le toit en pavillon est moderne et doit remplacer un toit en bâtière. — Hormis le clocher et le porche, l'extérieur de l'église a été restauré d'une façon beaucoup trop radicale et perdu en grande partie son intérêt. Les pignons du chœur et des croisillons ont été refaits, et les contreforts à ressauts du chœur ne sont pas non plus authentiques. Caractéristiques du style gothique primitif, ils sont peu saillants et comportent plusieurs retraites moyennant des glacis, qui normalement ne forment pas larmier, ce qui est pourtant le cas depuis la restauration. Même les absidioles sont munis de contreforts à ressauts, qui, bien que refaits, remettent en question l'hypothèse voulant les faire remonter à la période romane. La corniche biseauté qui est assez répandu dans l'ancien diocèse de Beauvais est encore en partie authentique ; comme les corniches du clocher, elle est supportée par des modillons sculptés en masques.

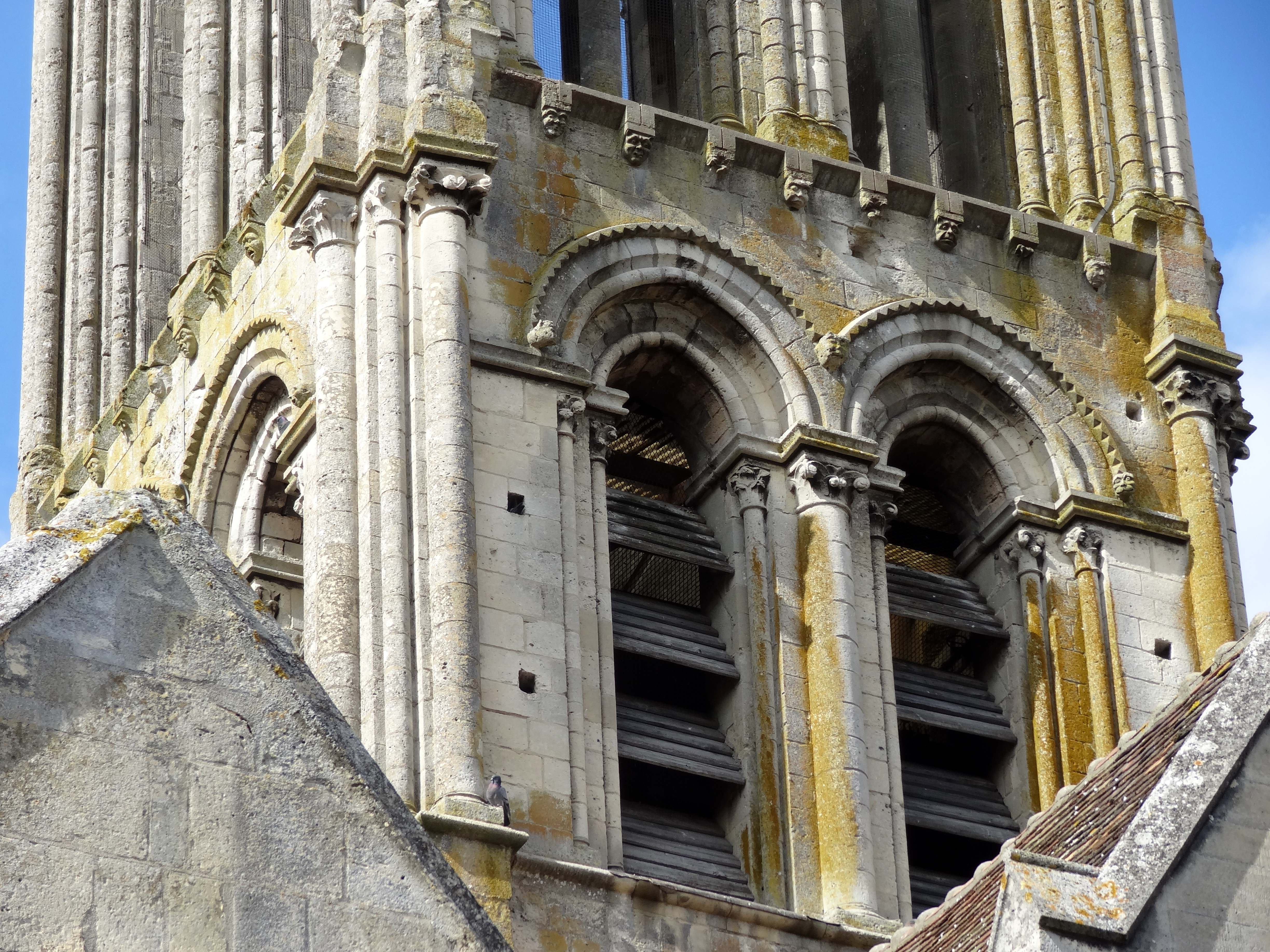
Étage de beffroi roman.
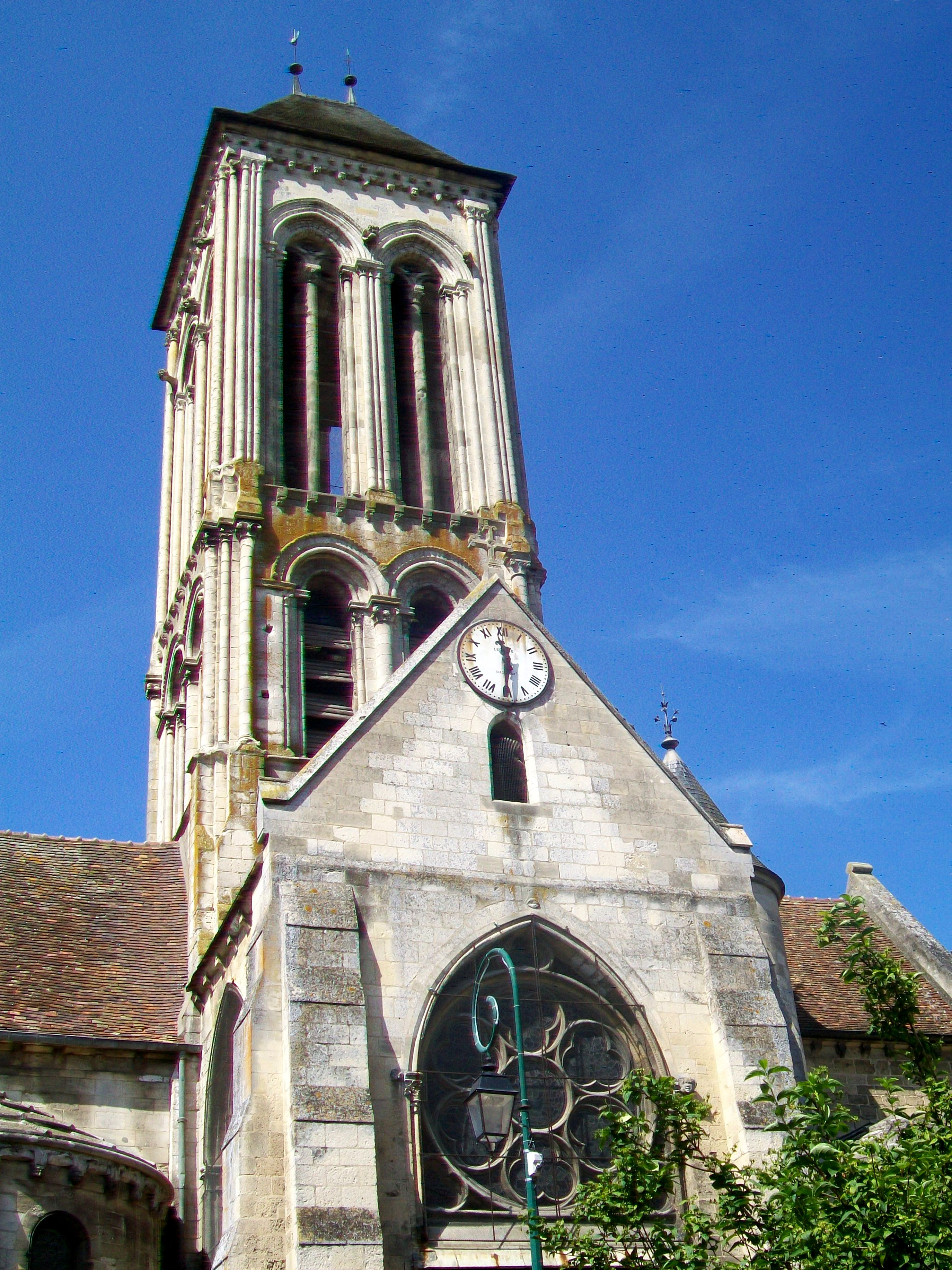
Chevet et clocher.
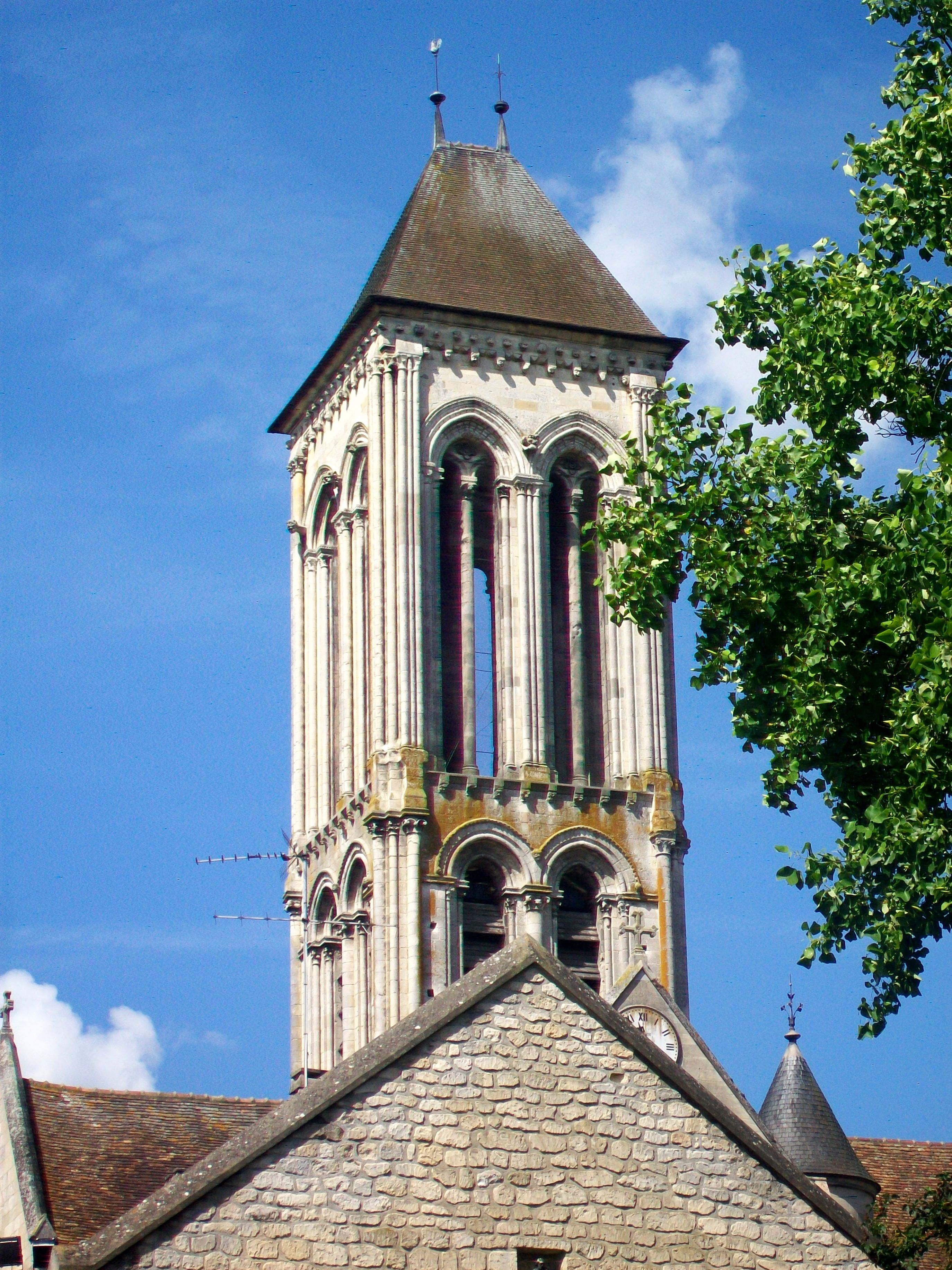
Clocher, vue depuis l'est.
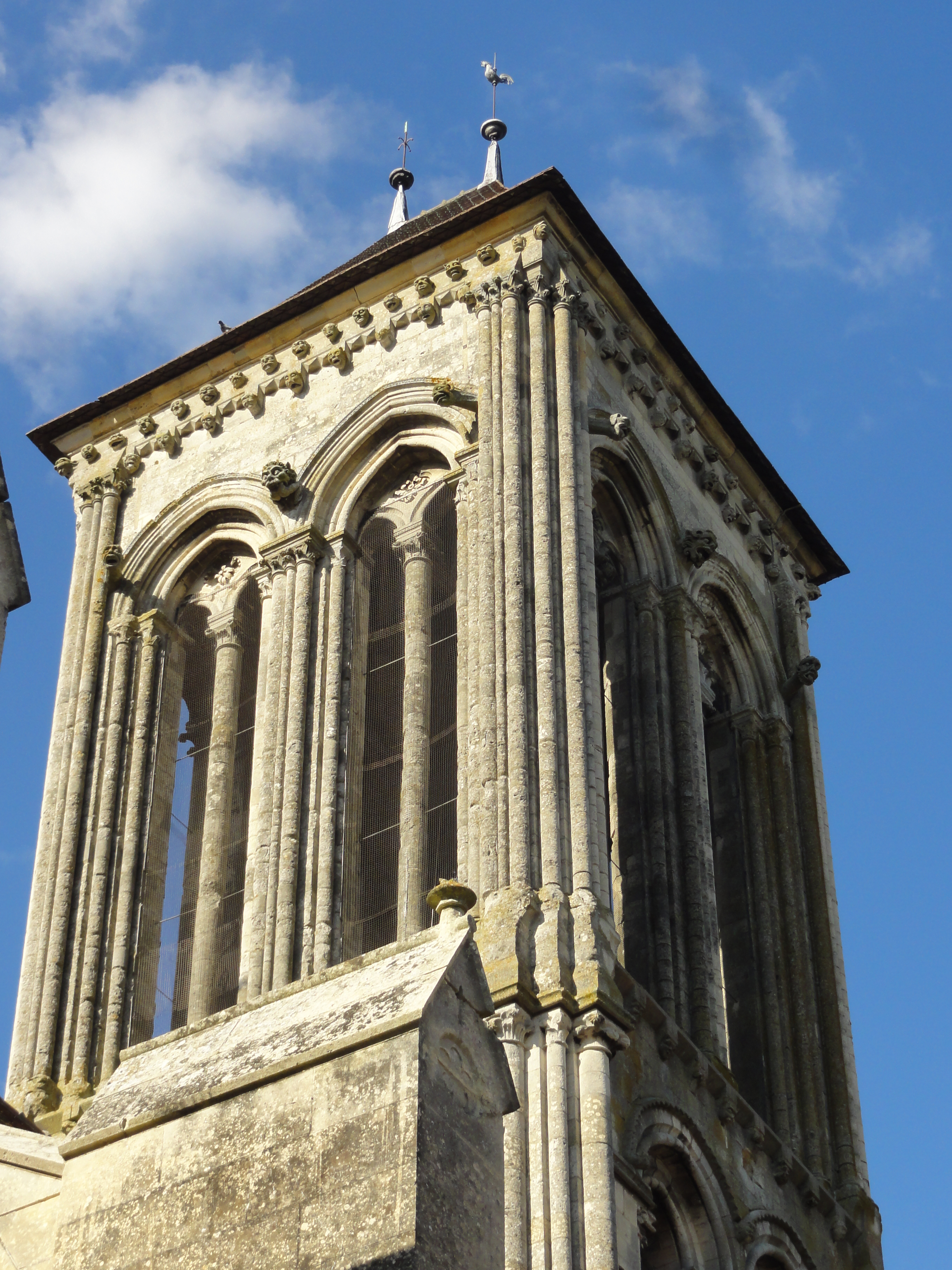
Second étage du clocher.
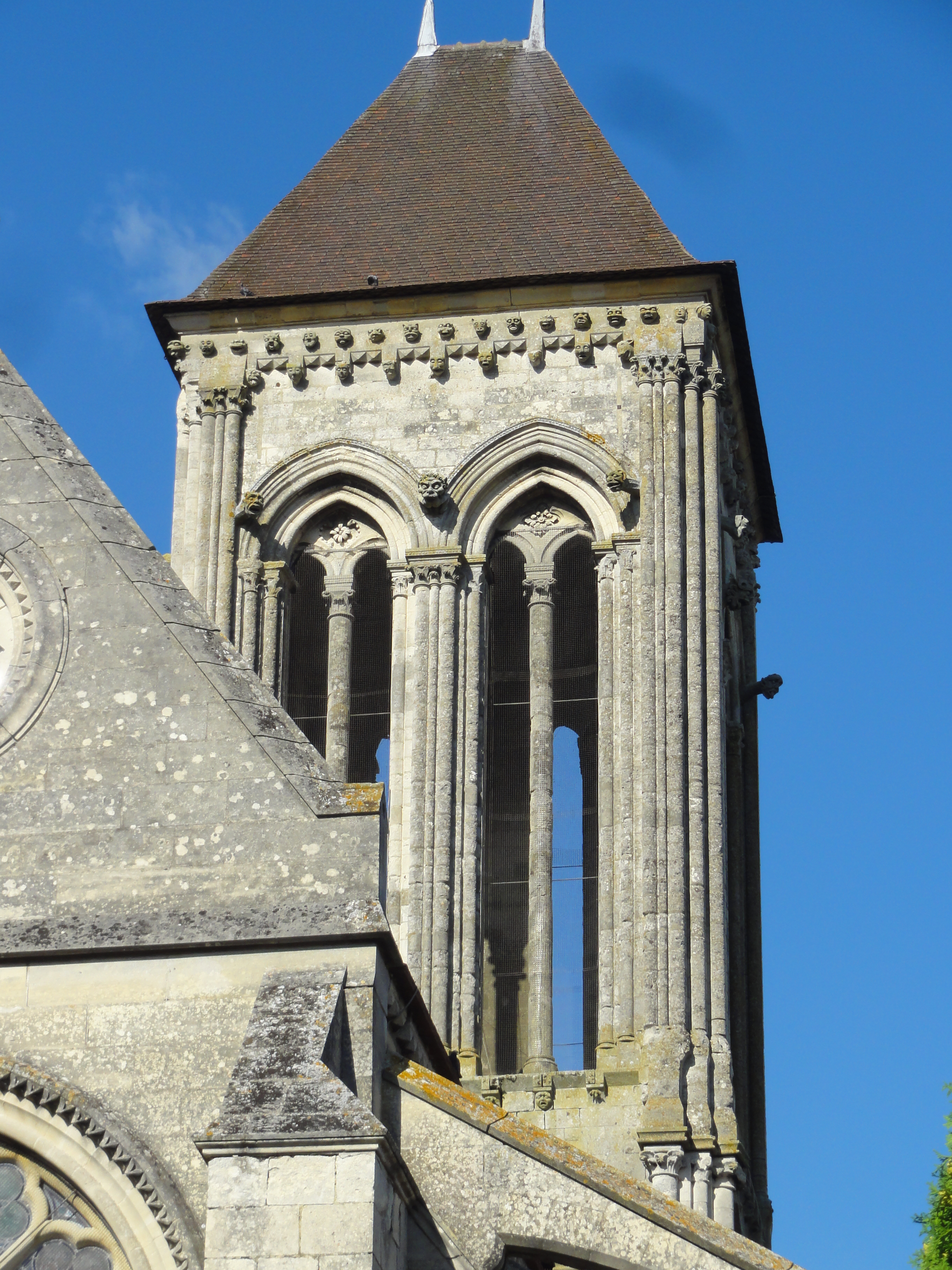
Second étage du clocher.
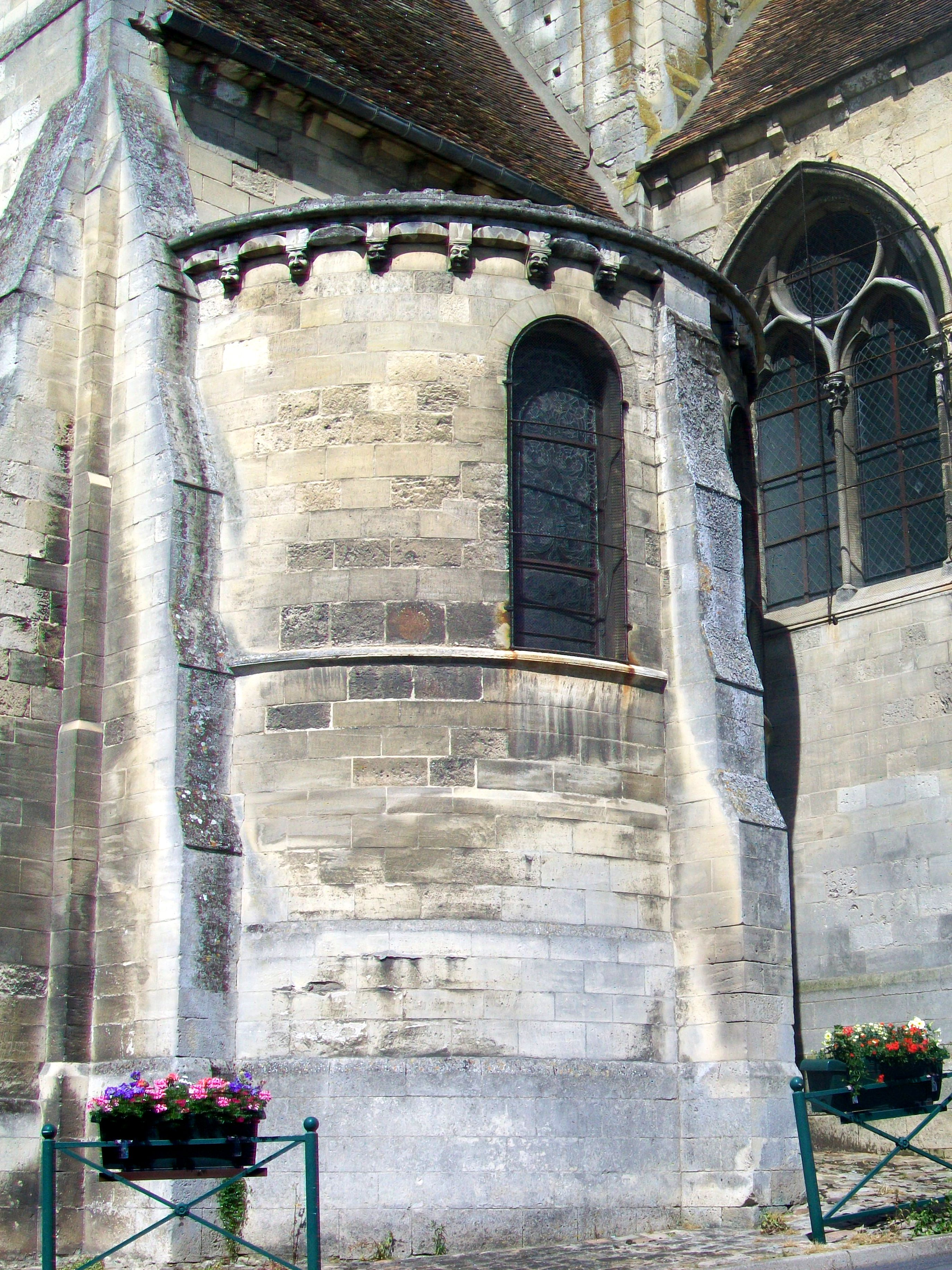
Chapelle absidiale sud.

#### Porche et élévations latérales

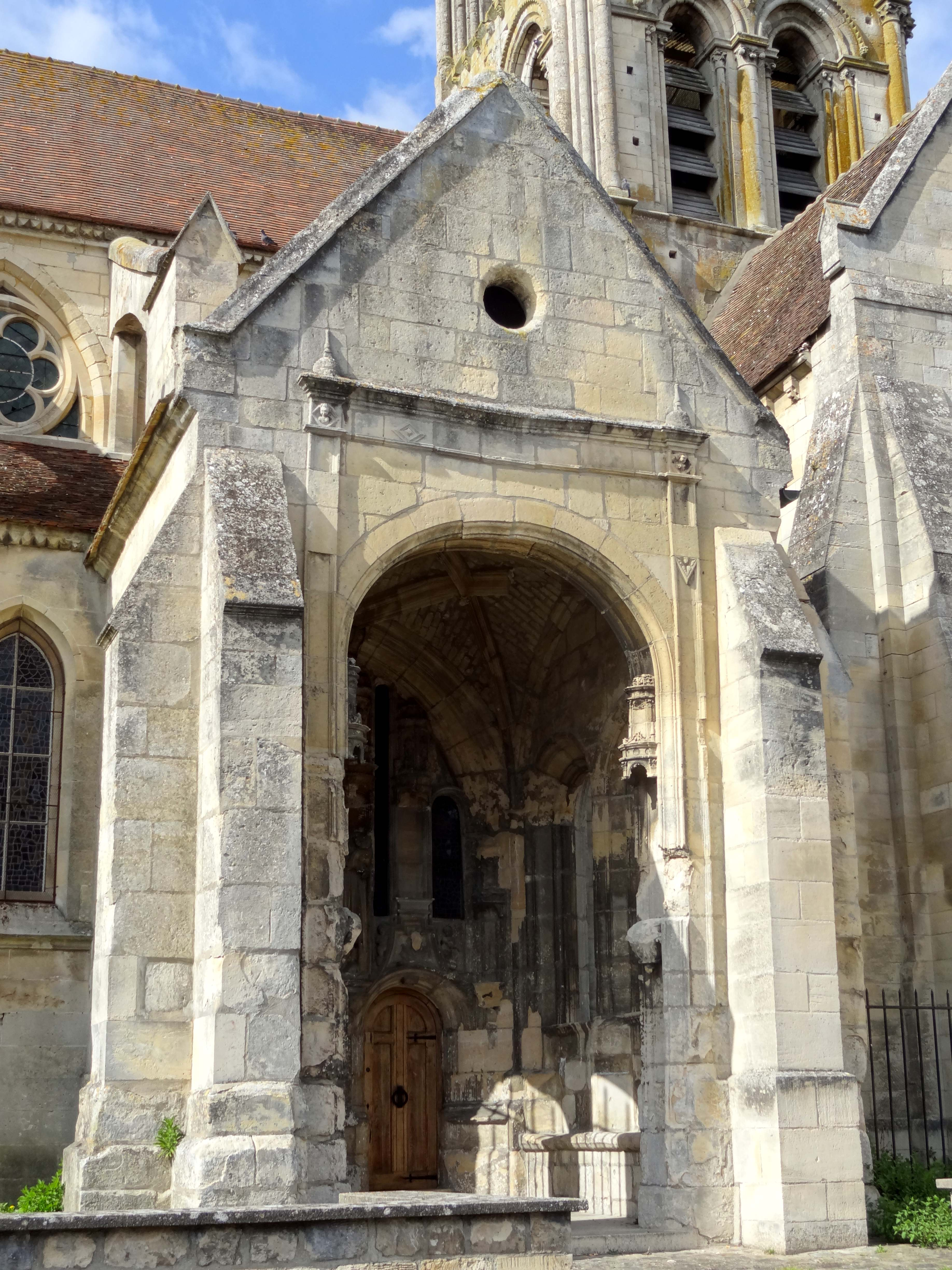
Porche Renaissance.

Le porche Renaissance a été plusieurs fois réparé, mais reste globalement bien préservé et constitue aujourd'hui l'élément le plus intéressant de l'extérieur de l'église, après le clocher. C'est un annexe solidement construit, en appliquant les mêmes principes que pour les intérieurs des églises au milieu du XVIe siècle. Ainsi, il est voûté d'ogives, et la voûte est garnie de quatre liernes à titre décoratif. Des arcs formerets existent des quatre côtés, et l'arcade méridionale par laquelle on entre, ainsi que les deux baies ouvertes dans chaque mur latéral sont pourvues de moulures prismatiques. La voûte elle-même est encore en tiers-point, mais l'arcade est en cintre surbaissé, cantonnée de pilastres et surmonté d'un entablement sommairement décorés. L'accès à l'église s'effectue par deux petites portes en plein cintre, qui laissent suffisamment de place à quatre hautes et étroites fenêtres, à trois niches à statues et à des cartouches au-dessus des portes, qui sont flanquées par des chérubins. Malheureusement, une partie du décor sculpté a été bûchée à la Révolution. Au-dessus de la porte de gauche, l'on reconnaît encore une coquille Saint-Jacques. Mais l'attention des sculpteurs a surtout porté sur les dais des niches et les édicules qui les surmontent, contenant chacun deux petites niches abritant des chérubins sous des coquilles Saint-Jacques. La niche du trumeau est plus grande que les deux autres et accueille une Vierge à l'Enfant du XIIIe siècle (voir ci-dessous).
Les murs hauts de la nef sont épaulés par des arcs-boutants à simple volée, qui sont dépourvus d'ornementation et prennent appui sur des culées recouverts par des chaperons, établis dans le prolongement des contreforts. Ceux-ci présentent, du haut vers le bas, un glacis formant larmier, une retraite et un larmier courant sur les trois flancs du contrefort, et se poursuivant sur les murs en dessous du seuil des fenêtres. Ces dispositions paraissent conforme à l'architecture du second quart du XIIIe siècle, mais tout a été refait. Certaines culées sont encore couronnées d'un fleuron, dont le manque sur la plupart des autres pourrait attester l'authenticité. Sous les gâbles des chaperons, l'on aperçoit des rosaces à cinq festons en bas-relief. Les murs hauts de la nef sont dotés de corniches de têtes de clous, alors que ce sont des dents de scie excavés sur les murs des bas-côtés.

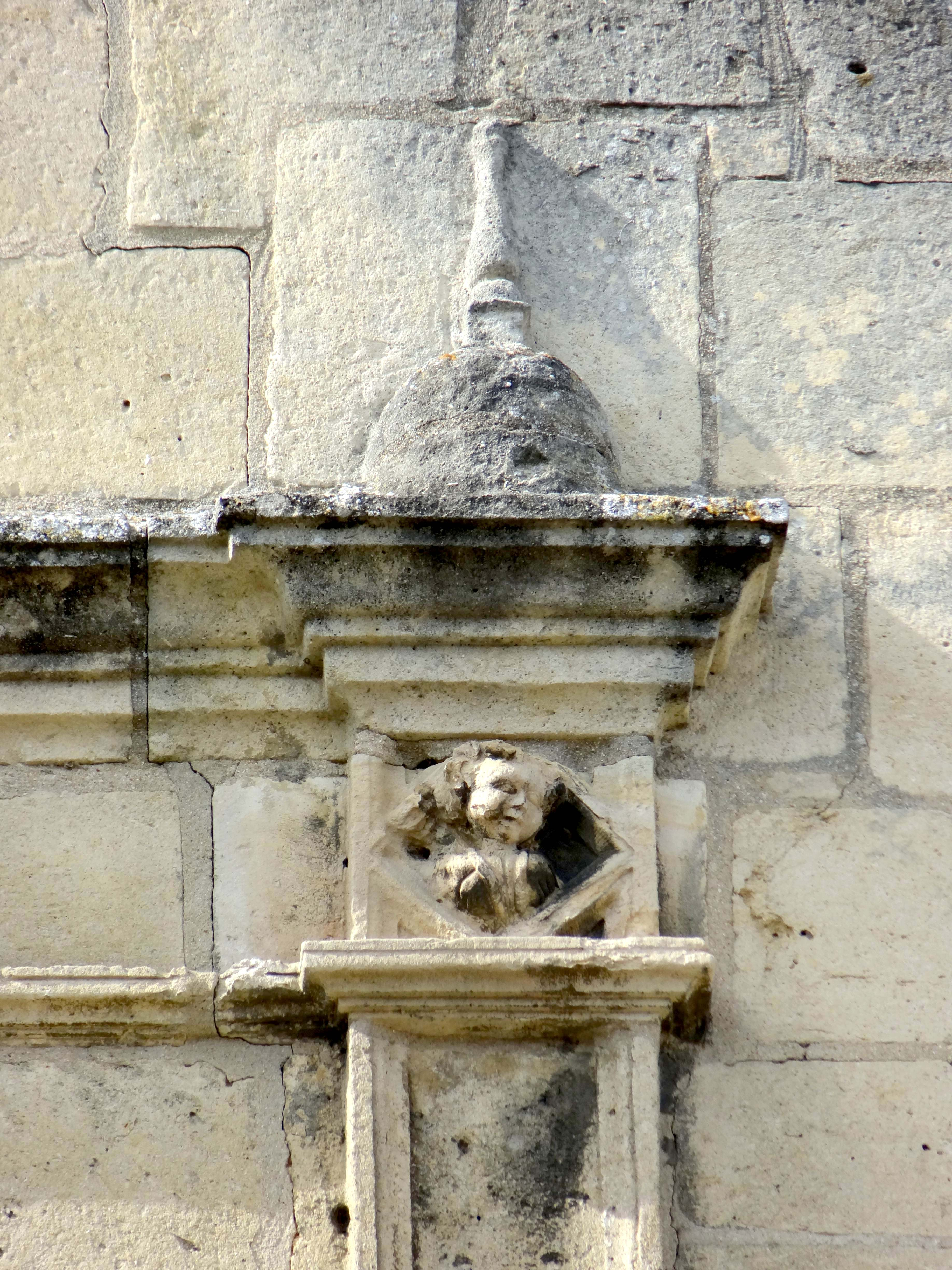
Entablement à l'extérieur, détail.
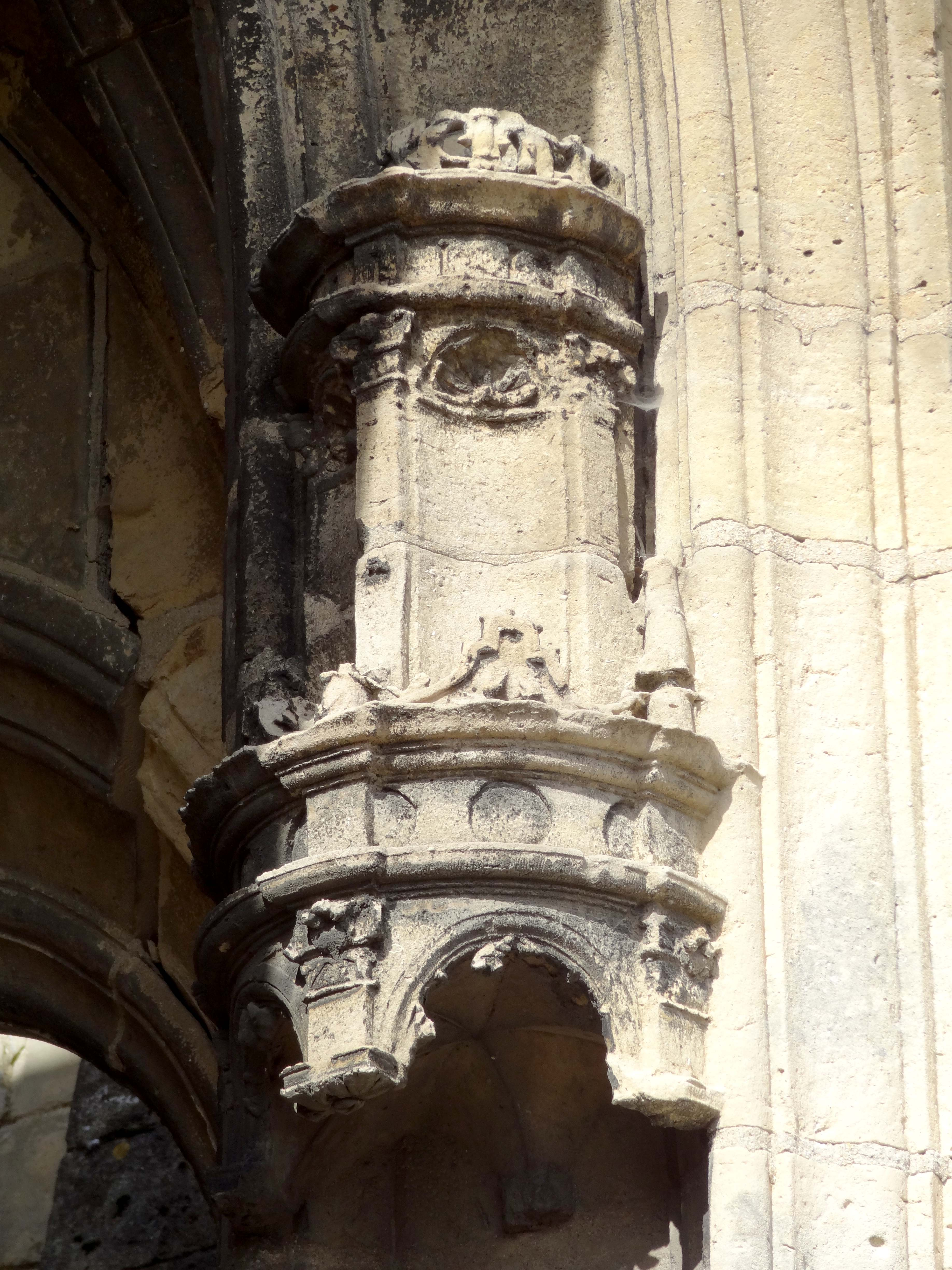
Dais à droite de l'arcade d'entrée.
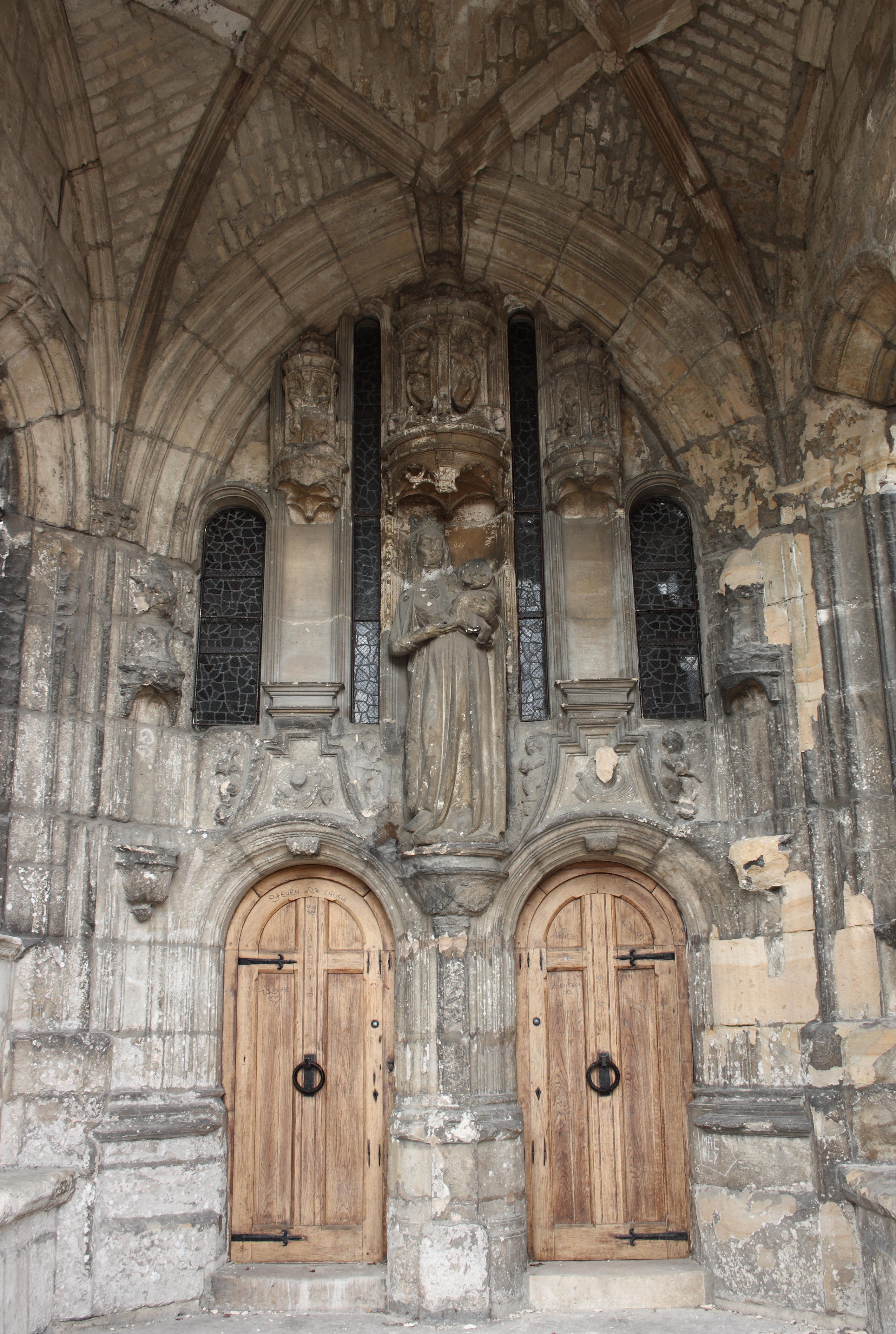
Intérieur du porche.
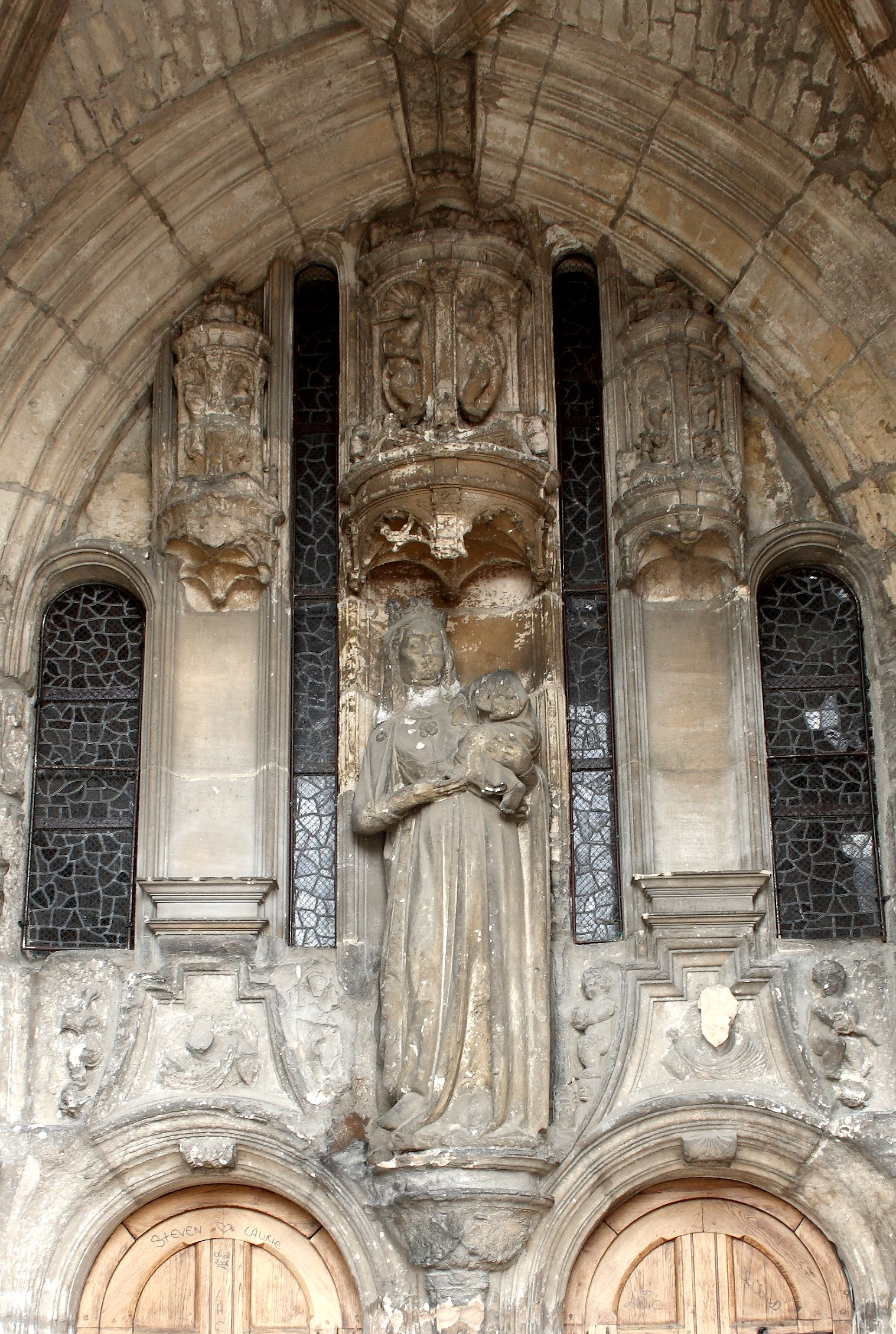
Niches à statue du tympan.
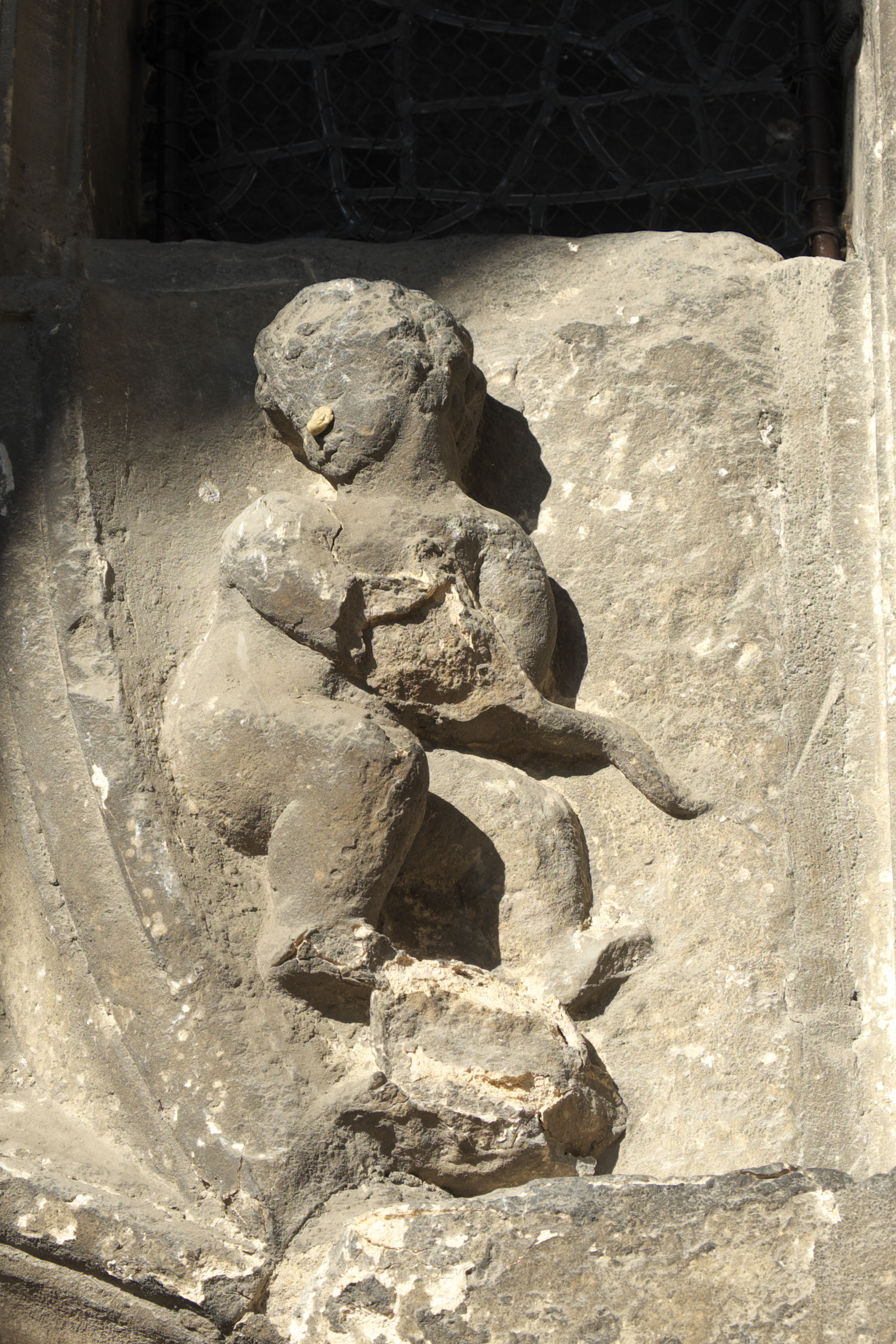
Putto.
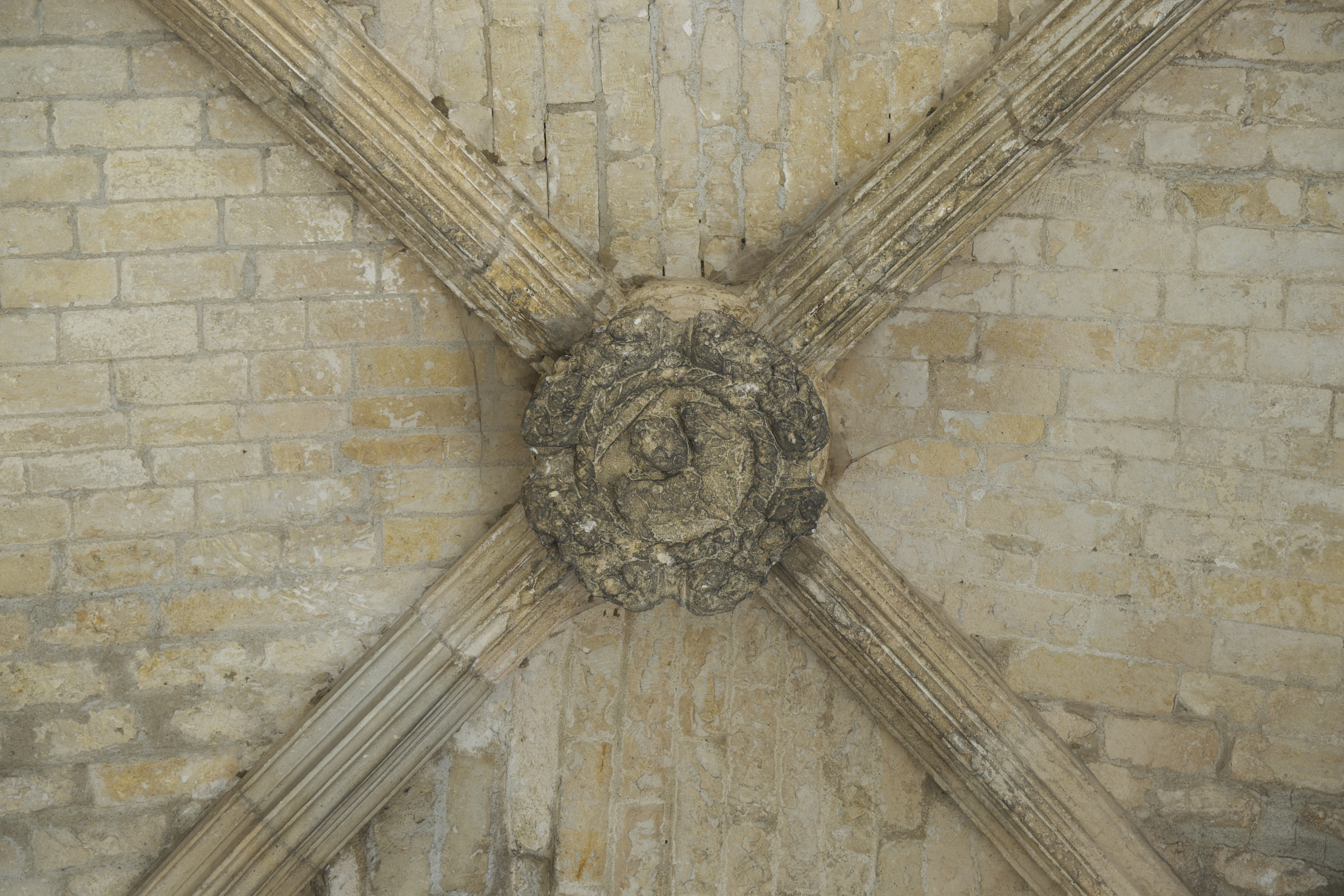
Clé de voûte.

#### Façade occidentale

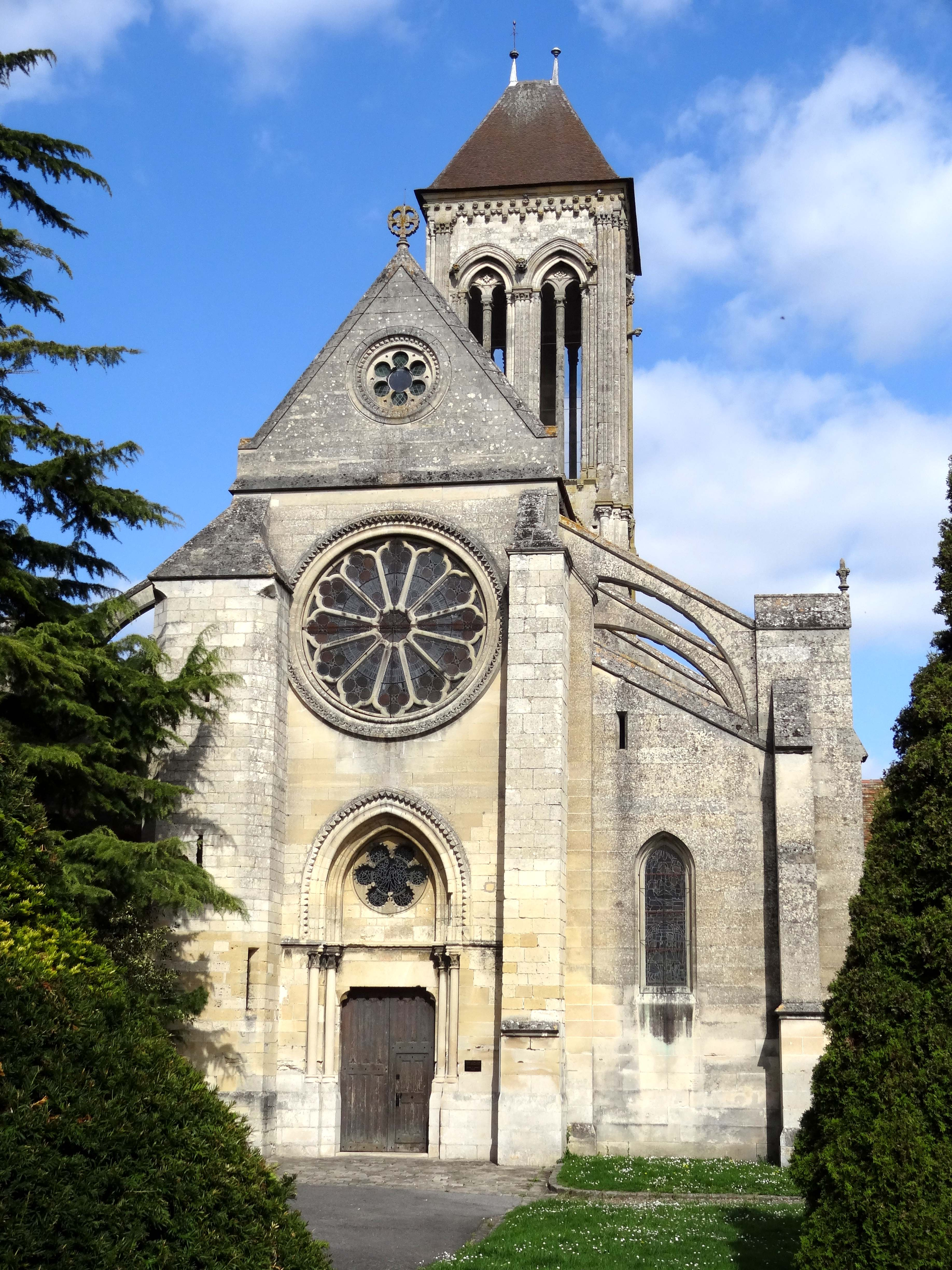
Façade occidentale.

La façade occidentale laisse clairement apparaître l'organisation interne de l'édifice en trois vaisseaux, dont le vaisseau central domine largement les autres et est seul à posséder un pignon complet. Les demi-pignons des bas-côtés ne font qu'un avec les murs occidentaux des bas-côtés, et indiquent que les vaisseaux secondaires sont munis de toits en appentis. La façade est rythmée verticalement par la tourelle d'escalier octogonale de la nef, à gauche, et un contrefort strictement vertical, à droite. Ce type de contrefort à la fois large, saillant et vertical ne correspond à aucun type caractérisé (sauf les contreforts romans des bases de clocher), et semble s'expliquer par un souci d'harmonie avec la tourelle d'escalier. Celui-ci est couvert d'une brève pyramide en pierre, et non une flèche qui poursuit le plan octogonale de la tourelle, comme c'est habituellement le cas. Le pignon de la nef est sommé d'une croix nimbée en antéfixe, et ajouré d'une rosace hexalobe simple, entourée d'un cordon de têtes de clou. Cette rosace n'éclaire que les combles. La grande rosace de la nef est quant à elle cernée d'un rang de fleurs de violette dont les interstices entre les pétales sont fortement excavés. Ce motif souvent confondu avec les étoiles fait déjà partie du vocabulaire décoratif roman de la région. Autour de l'archivolte du portail, apparaissent de nouveau les têtes de clou. L'on remarque la forme surhaussée de cette double archivolte torique en tiers-point, qui provient de la situation assez basse du linteau. Un bandeau mouluré au-dessus du linteau délimite inférieurement le tympan ajouré d'une autre rosace hexalobe, et sert de même temps de tailloir aux chapiteaux de crochets des deux paires de colonnettes qui flanquent la porte.

## Mobilier
L'église Notre-Dame-de-l'Assomption renferme cinq éléments de mobilier classés monument historique au titre objet, ou au titre immeuble en même temps avec l'église :
- La statue en pierre de la Vierge à l'Enfant sur le trumeau du portail latéral sud, haute de 145 cm et datant du XIIIe ou du XIVe siècle. La tête et un bras de l'enfant manquent[14]. Émile Lambin dit à son propos : « Il est probable que cette statue ornait un portail contemporain de la nef et qu'elle aura été conservée lorsqu'on aura démoli ce portail pour construire le porche. Cette œuvre n'est pas sans mérite. Marie regarde le ciel et tient dans ses bras l'Enfant divin qu'elle semble présenter à ceux qui entrent dans l'église. Sa tête est ceinte d'une couronne royale à larges fleurons. Sa pose un peu cambrée rappelle celle de la Vierge du portail de Notre-Dame de Paris. Malheureusement le visage est endommagé. Quant à l'Enfant Jésus, sa tête a disparu. Cette statue est bien drapée, malgré la raideur de certains plis et du voile. Presque toute la statuaire du Moyen Âge, exposé à l'injure du temps et aux coups des hommes, a été emportée par les siècles ou brisée par les révolutions ; et si les statues de quelques-unes des grandes cathédrales ont échappé à la destruction, celles des petites églises ou nous sont arrivées, pour la plupart, dans un état déplorable. Aussi, lorsque l'on trouve une statue ancienne dans une église de campagne, faut-il se réjouir et la saluer avec respect »[15].
- Les fonts baptismaux du XVIe siècle sculptés d'écailles de poisson et de fleurs de lys[16]
- Le maître-autel à retable monumental du XVIIe siècle[17].
- La Vierge à l'enfant en bois peint dominant le retable du maître-autel, haute de 64 cm et datant de la première moitié du XVIIIe siècle[18].
- Une console en bois taillé et marbre de style Louis XVI, datant de la seconde moitié du XVIIIe siècle[19].
- Une plaque en argent gravé représentant le baiser de paix, haute de 85 cm et datant du XVIe siècle, n'est plus conservée dans l'église. Elle a dû recevoir un émail translucide. L'objet précieux a été retrouvé dans l'église par hasard lors d'une restauration en 1891 et classé dès 1891[20].

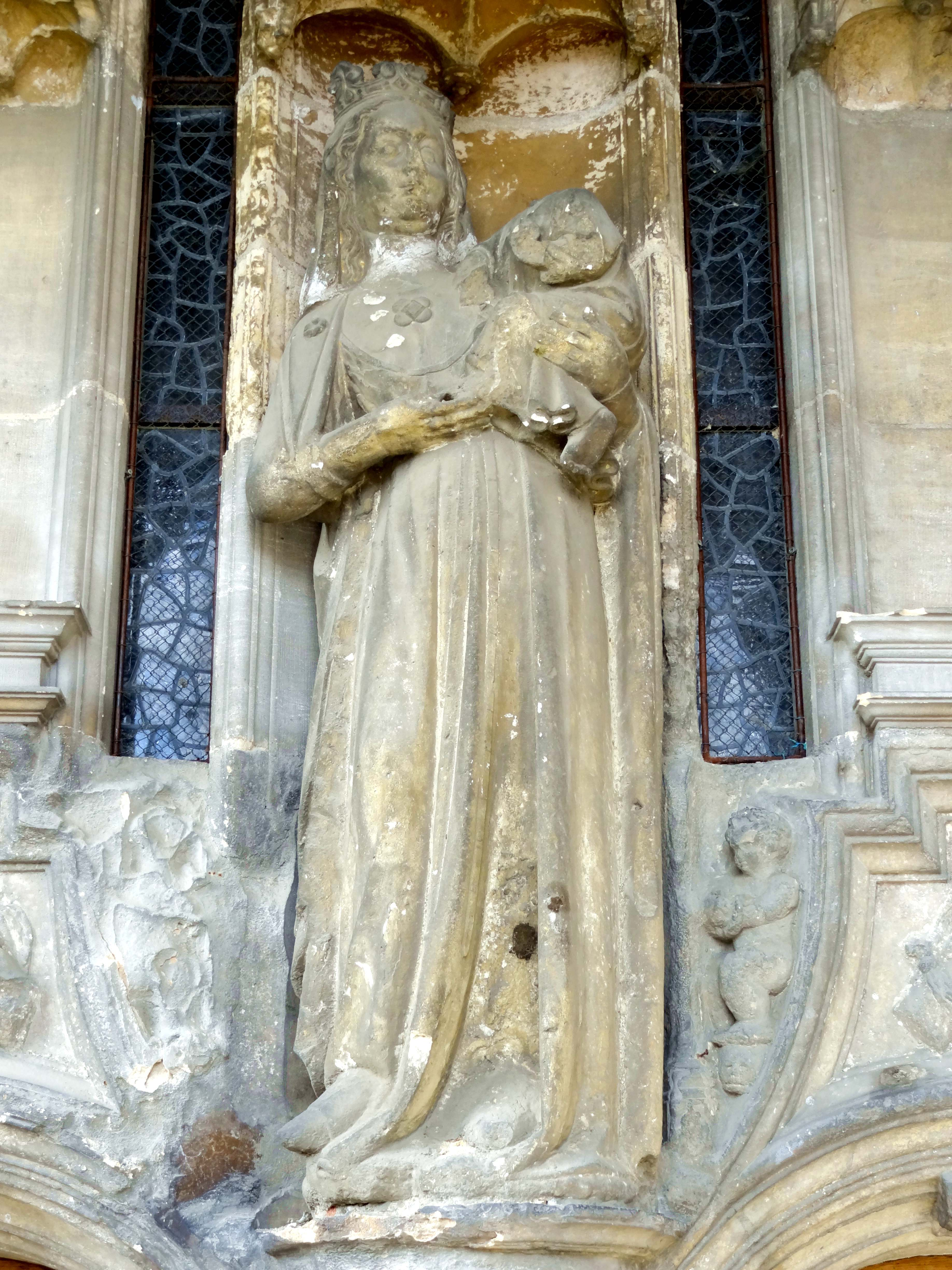
Vierge à l'Enfant du portail.
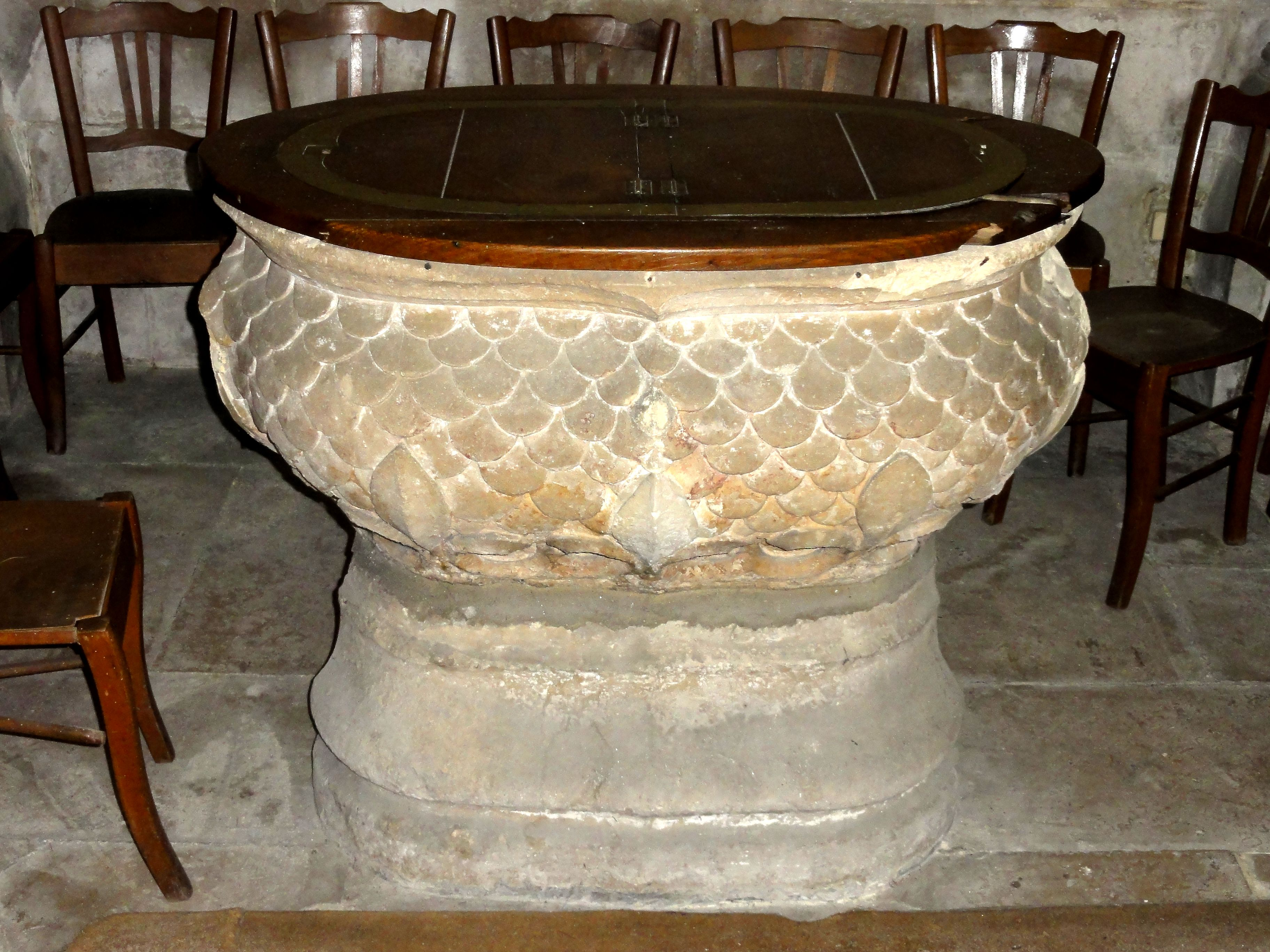
Fonts baptismaux.
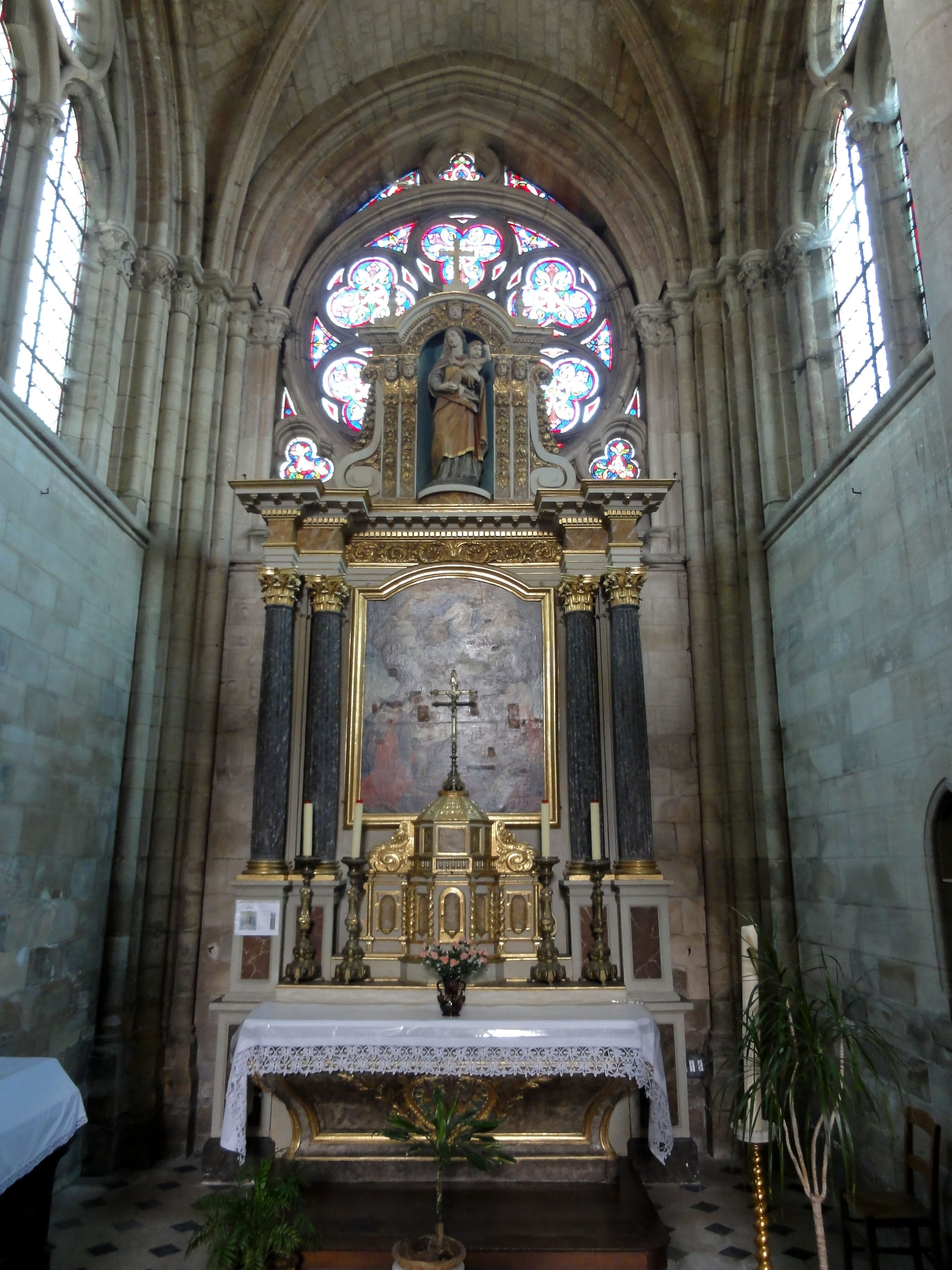
Autel et retable.
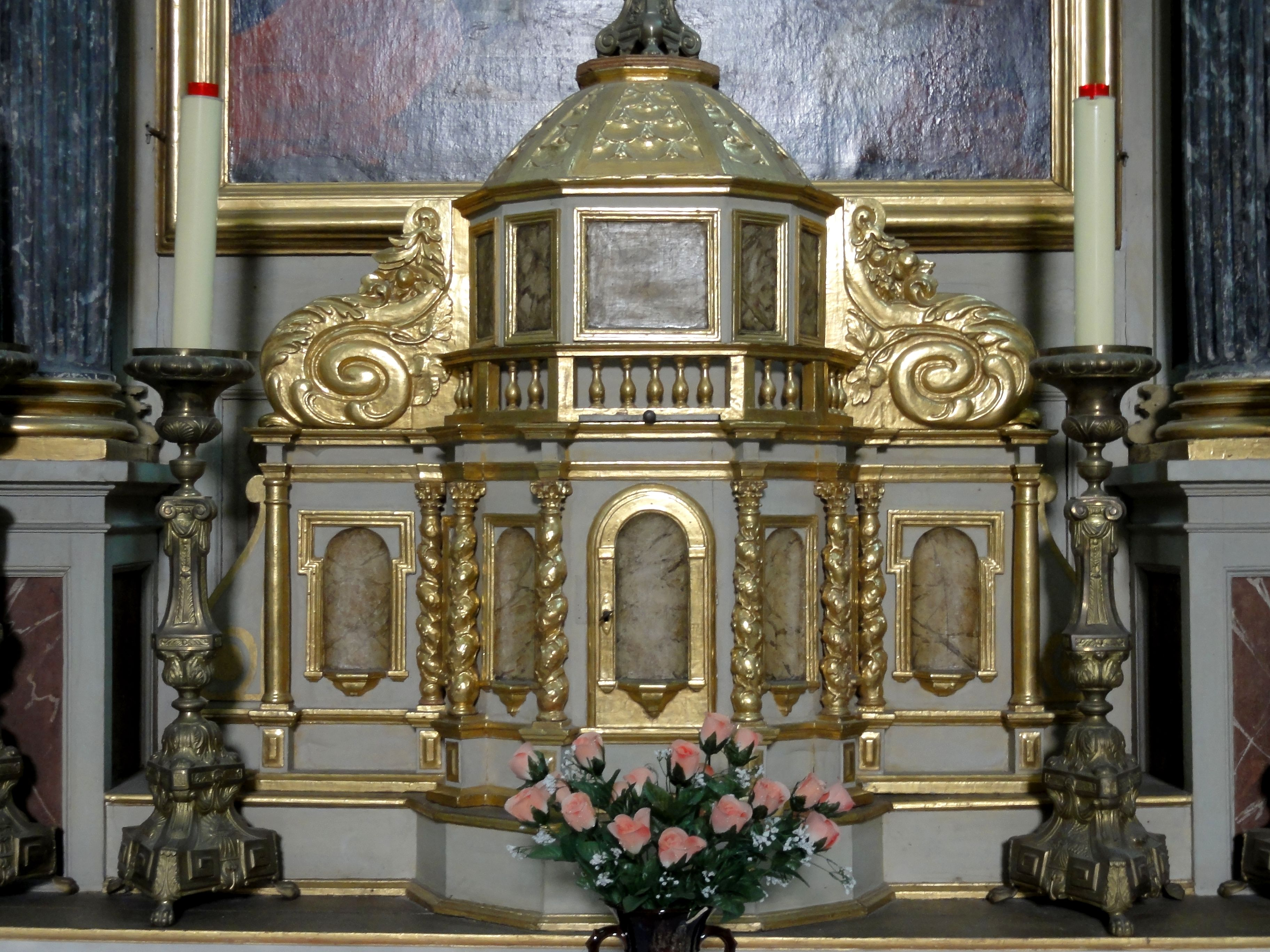
Tabernacle.
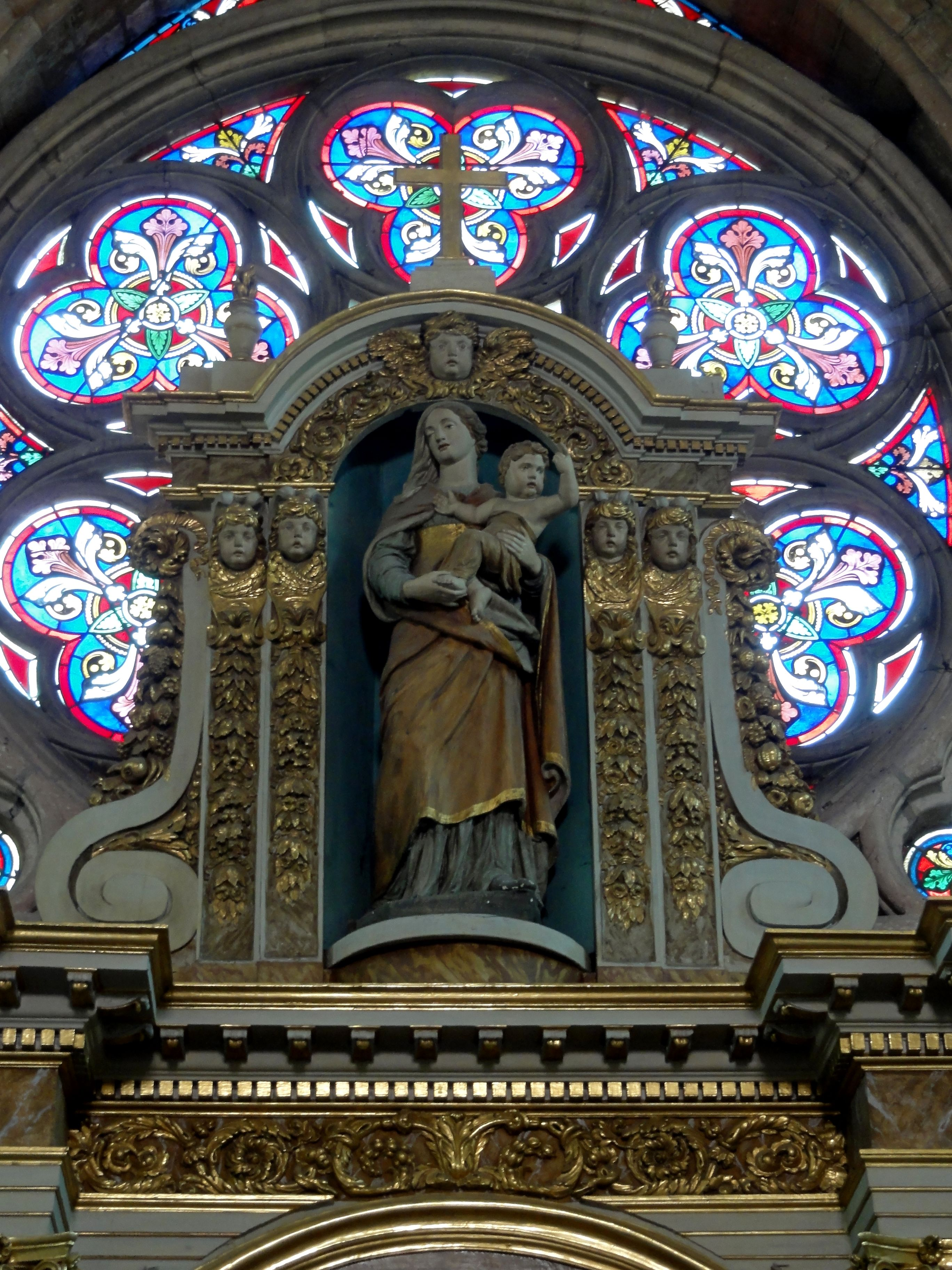
Vierge à l'Enfant.
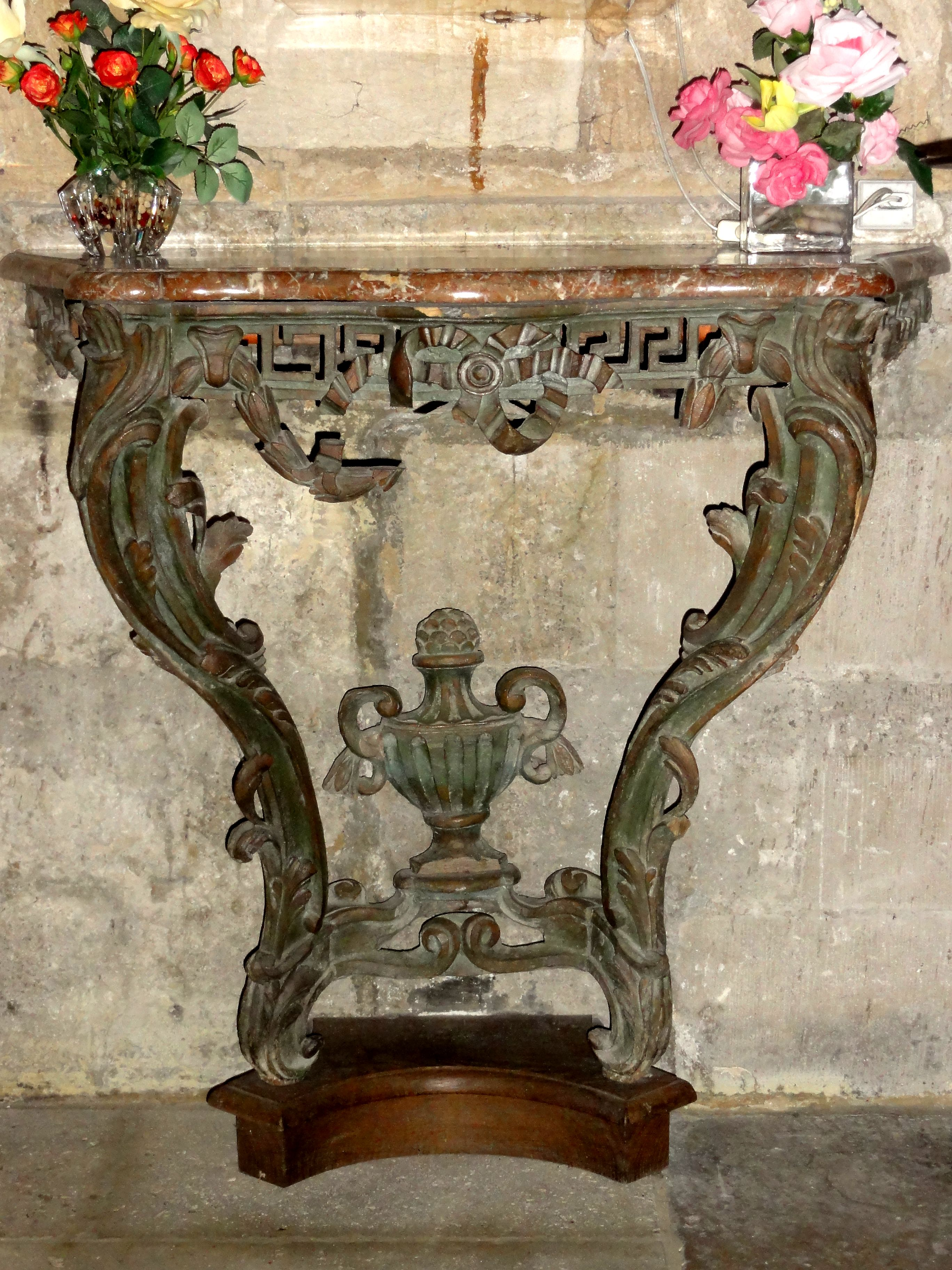
Console Louis XVI.